# Mécanisme (horlogerie)
Pour les articles homonymes, voir Mécanisme (homonymie).
Un mécanisme d'horlogerie est l'organe ou l'élément fondamental d'un instrument horloger (horloge, pendule, montre, etc.). Il en assure la fonction principale qui est de « donner l'heure ».

Ce mécanisme résulte d'un assemblage mécanique de pièces dont certaines peuvent avoir un mouvement par rapport aux autres. Désigné comme mécanisme primaire, il comprend alors d'autres mécanismes plus élémentaires, de niveaux inférieurs, tels l'élément moteur, le rouage, l'échappement, etc.
Ce sont les progrès des différents mécanismes d'horlogerie qui ont permis l'évolution de la science horlogère. Cette pratique est inscrite à l'inventaire du patrimoine culturel immatériel en France depuis 2018. 

## Constitution d'un instrument horloger
Les premières véritables horloges entièrement mécaniques datent de la fin du XIIIe siècle. Dès cette époque, la première des finalités de l'horloge est de « donner l'heure » :
- soit par un signal sonore : sonnerie de cloche(s) par exemple, notamment sur les premières horloges « aveugles » dépourvues de cadrans ;
- soit par une indication visuelle : aiguille(s) et cadran ;
- soit en associant les deux types d'information.

Pour réaliser cette fonction de service « donner l'heure » la structure de base de l'horloge restera sensiblement identique des siècles durant.
Une analyse technique sommaire de l'instrument permet de visualiser son agencement et de fixer le vocabulaire de référence employé.

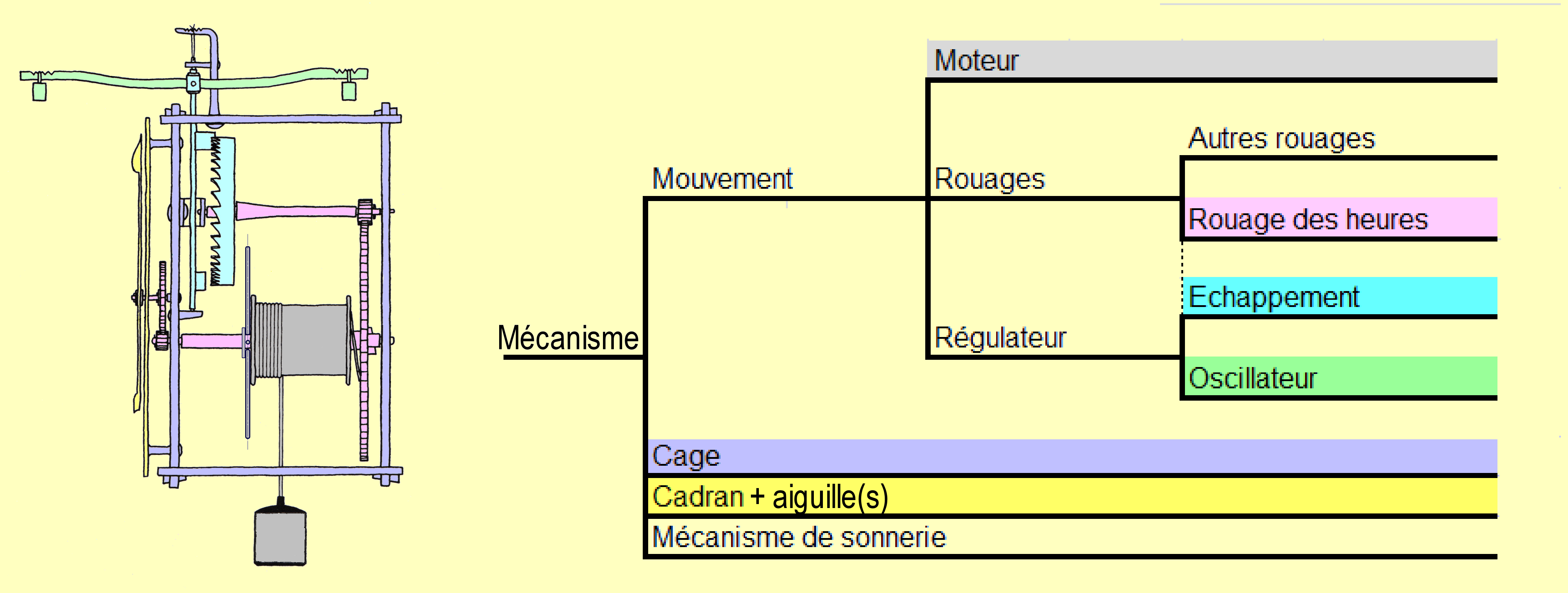
Analyse du mécanisme d'une horloge à foliot du XVe siècle : Organigramme technique.

Les éléments constitutifs du mécanisme qui correspondent à une fonction technique comprennent :
- le mouvement : dispositif qui regroupe l'ensemble des mécanismes élémentaires assurant le mouvement régulier de sortie pour donner l'heure voulue[N 3], soit :
  - le moteur : dispositif qui transforme l'énergie emmagasinée d'un poids ou d'un ressort en un mouvement « non uniforme » mais nécessaire au système ;
  - les rouages : ensemble d'engrenages transmettant le couple moteur et le mouvement de l'organe moteur vers les autres éléments du système. On peut distinguer :
    - le rouage des heures qui va transmettre le mouvement vers l'échappement participant à la régularisation du mouvement transmis vers les aiguilles indicatrices ;
    - d'autres rouages : rouage de sonnerie, rouages de complications, etc.

  - l' oscillateur (appelé régulateur dans l'image ci-dessus) : ensemble transformant le mouvement « non uniforme » donné par le moteur en un mouvement dit « régulier » du système. Il comprend :
    - l'échappement constitué d'une roue particulière, la roue d'échappement, lançant et arrêtant alternativement un élément adéquat (verge ou ancre) qui est lié à l'oscillateur ;
    - le résonateur (appelé oscillateur dans l'image ci-dessus), sorte de volant d'inertie couplé à un ressort-spiral, assure la régularité et la périodicité du mouvement alternatif de l'échappement ;
- la cage (ou bâti) : elle reçoit et relie les différents éléments constituant le mouvement. Sur cette ossature viennent aussi se greffer :
- le cadran devant lequel les aiguilles vont afficher l'heure ;
- un éventuel mécanisme de sonnerie plus ou moins complexe en fonction du signal sonore attendu[N 4].

Les principaux éléments seront abordés dans l'ordre de leur présentation en suivant succinctement leur évolution.

## Le moteur
Les premières horloges sont à poids. Connu depuis l'Antiquité, ce type de moteur sera utilisé au Moyen Âge dans des mécanismes de sonnerie d'horloges à eau. Il est principalement composé d'un poids accroché à une corde enroulée sur un tambour lié au rouage.
La fonction de ce moteur est d'emmagasiner de l'énergie potentielle lors du remontage du poids puis de la restituer lors de sa descente sous forme d'énergie cinétique : le couple moteur créé alors va transmettre sa force motrice au rouage.

### Horloge à poids
Le poids
Il est à l'origine en pierre, matériau économique pouvant être travaillé facilement. Sa masse volumique est de l'ordre de 2 500 kg/m3. Utilisé pendant plusieurs siècles, notamment dans les horloges d'édifices, il sera remplacé, dans les horloges miniaturisées telles les horloges murales, pendules à poids, comtoises, par des poids en fonte, acier, plomb, parfois en argent dont les masses volumiques sont bien supérieures (3 à 4 fois plus) donc de moindre encombrement.

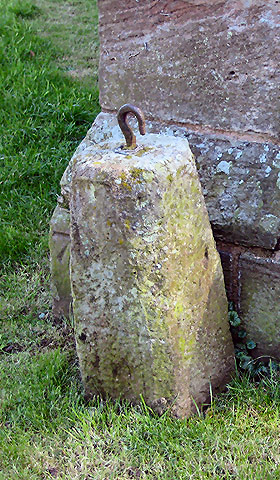
Très ancien poids en pierre.
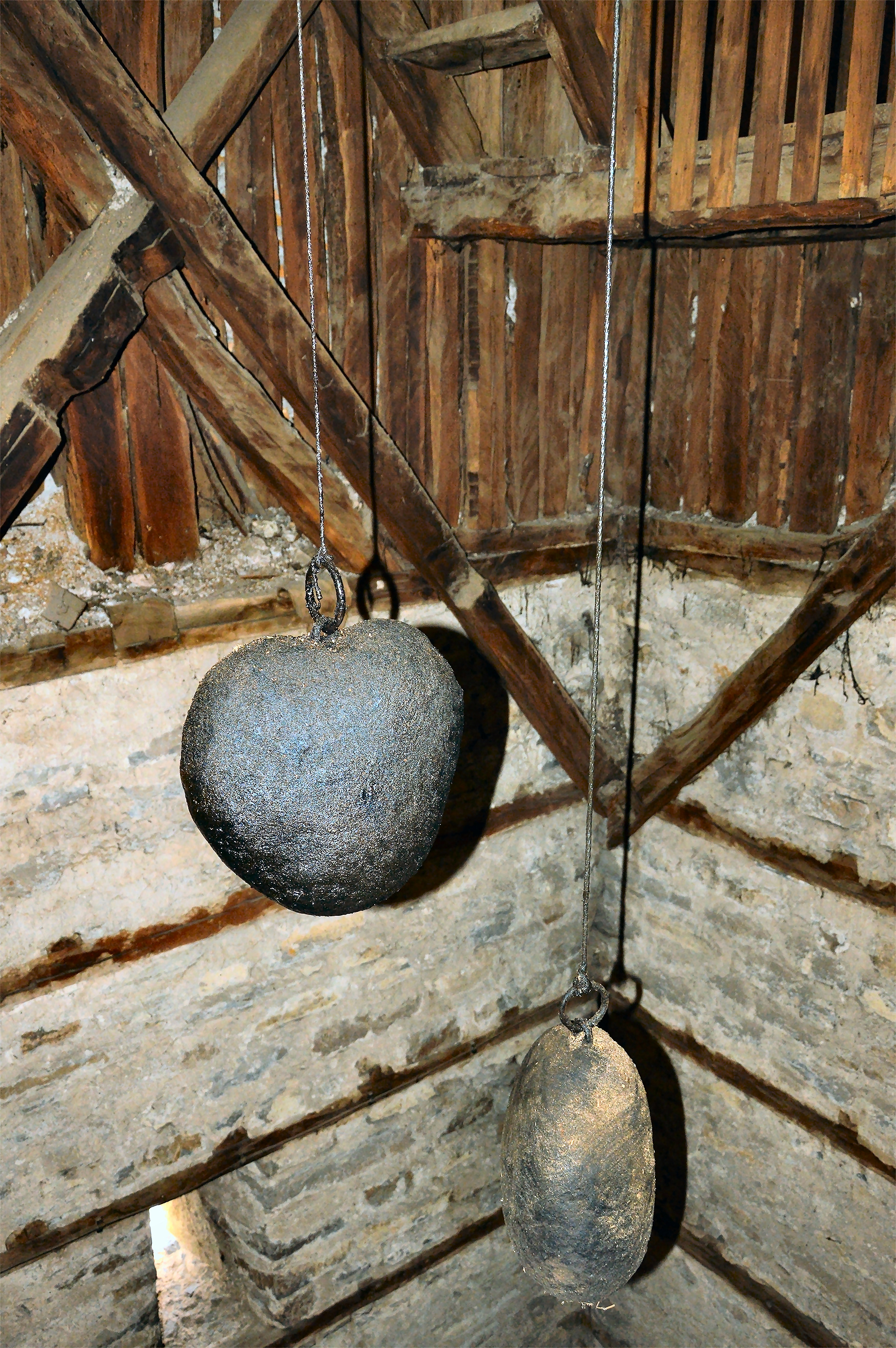
Poids : l'un en pierre, l'autre en fonte.
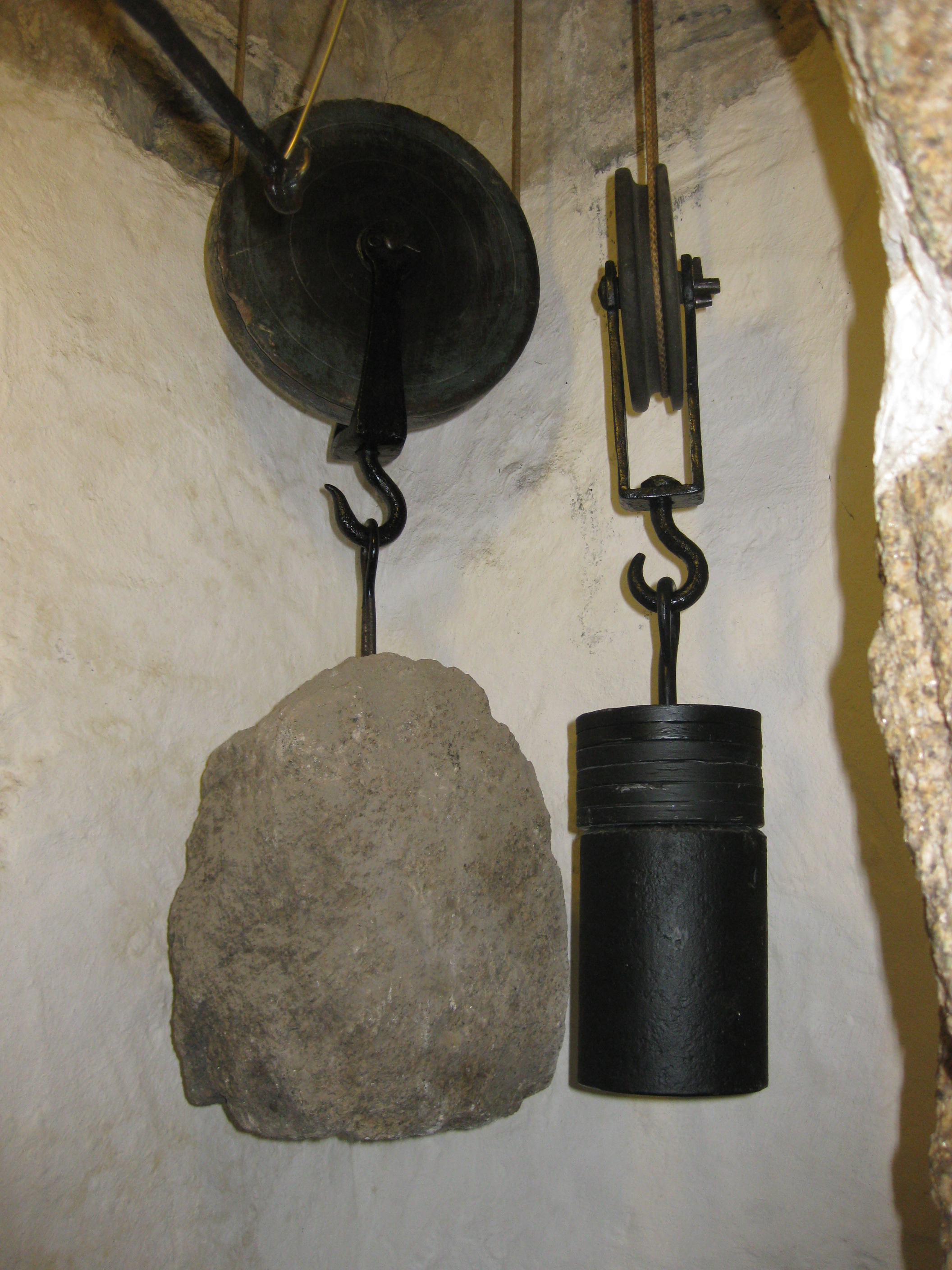
Poids en pierre de mouvement ; poids en fonte de sonnerie.
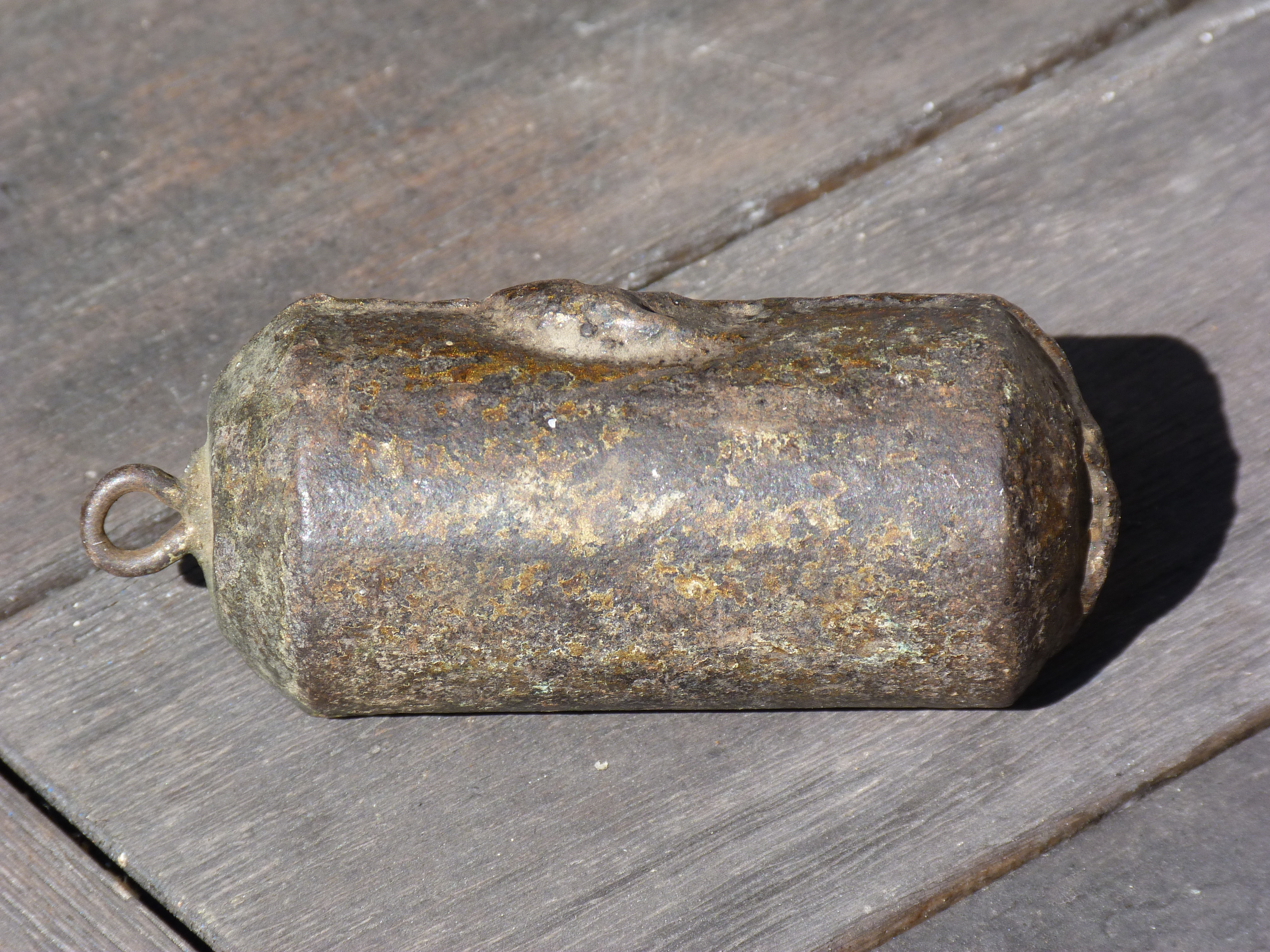
Poids en fer d'horloge de parquet.

Le filin
À l'origine simple corde reliant le poids au tambour, il sera remplacé au XIXe siècle par un câble en acier. Dans les horloges miniaturisées, cordelettes, cordes en boyau et chaînettes seront plus adaptées.
Le tambour

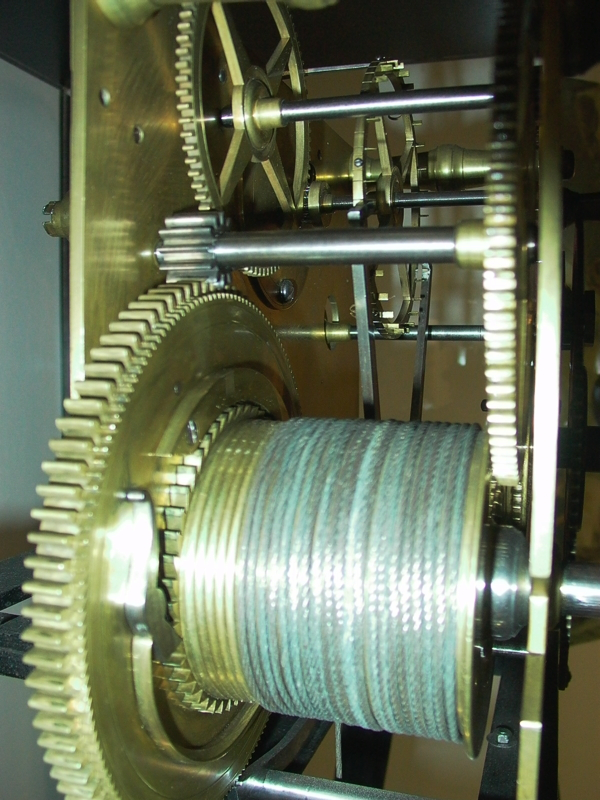
Tambour et filin.

Le cylindre se caractérise par son diamètre et sa longueur. 
- le diamètre autour duquel s'enroule la corde doit être compatible avec l'effort à transmettre au rouage : dans les premières horloges d'édifices, les frottements à vaincre étaient importants, d'où des poids de plusieurs dizaines ou même de centaines de kilogrammes[2] enroulés sur des tambours de fort diamètre ;
- la longueur doit permettre l'enroulement de la corde sur une seule ligne, de telle sorte que ses spires ne se chevauchent pas, ceci pour obtenir une force motrice constante.

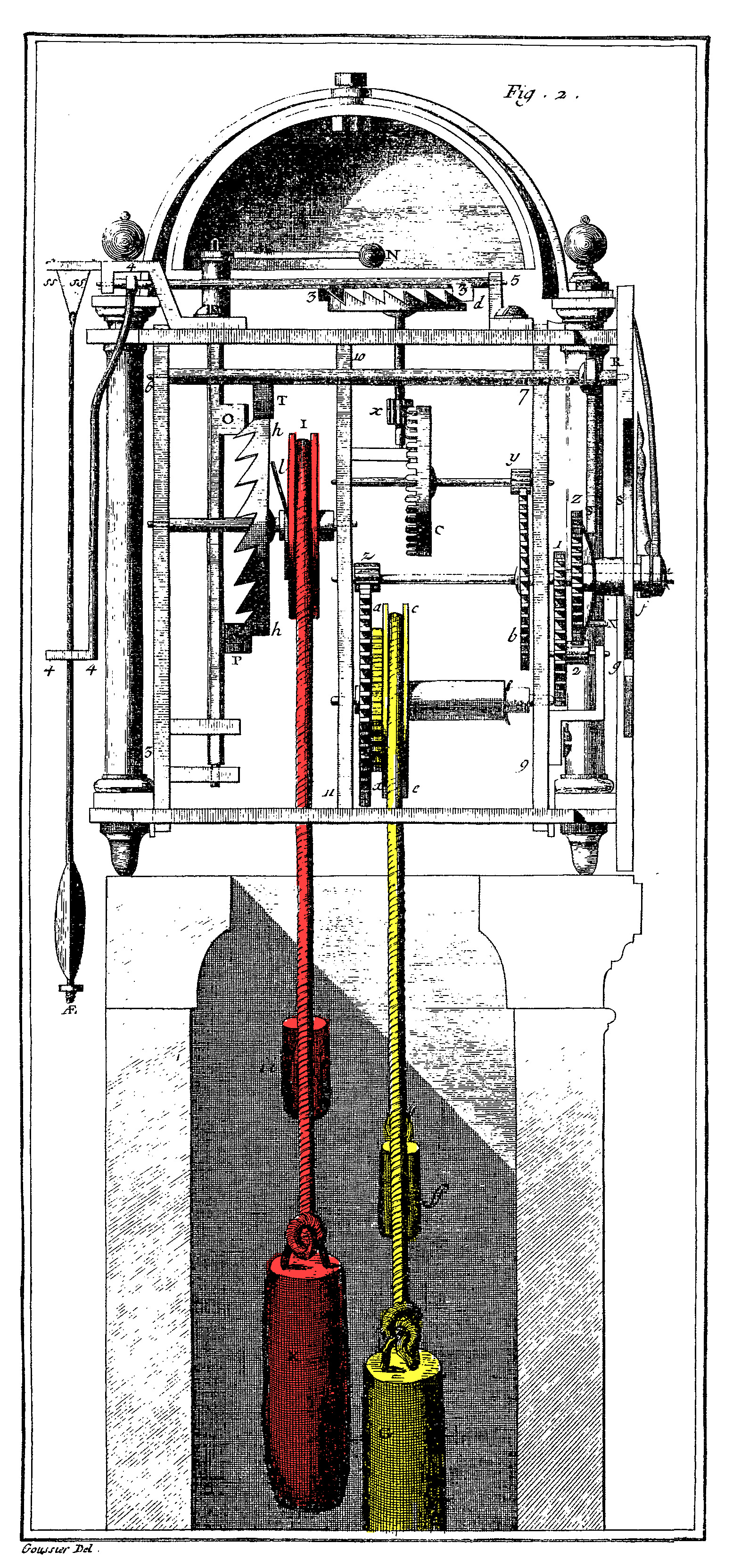
Réveil à poids et contrepoids, jaune : heures ; rouge : sonnerie.

Diamètre et longueur sont en relation directe avec la fréquence de remontage. Par exemple, si on a un tambour de 30 cm de diamètre qui fait un tour à l'heure avec une corde de 3 cm de diamètre, et que l'on veuille n'effectuer qu'un remontage par 24 heures, la longueur du tambour doit être de plus de 72 cm et celle de la corde devra être de 25 mètres. Cette contrainte de longueur de corde explique en partie l'emplacement en hauteur des horloges d'édifices et le service à temps plein d'un « gouverneur de l'horloge » chargé du remontage et de l'entretien.
Pour gagner en longueur sur la course du filin, il était bien sûr possible d'augmenter la fréquence du remontage ou « d'utiliser une poulie réduisant la trajectoire du poids par moitié, mais exigeant [parfois] la présence d'un second poids » ; le poids moteur doit alors être multiplié par deux pour obtenir le même effet.

Au XXe siècle, le remontage du poids sera automatisé. Il en est ainsi par exemple pour l'horloge astronomique de Bourges, automatisation datant de 1994.
Dans les horloges miniaturisées de l'époque moderne, telles les comtoises, les poids moteur du mouvement et de la sonnerie sont parfois liés aux rouages par des poulies à gorge et non par des tambours. Le système impose alors un contrepoids pour maintenir la cordelette dans la gorge de la poulie. 
Le remontage des poids, quelle que soit la solution envisagée pour entraîner le rouage, nécessite un petit mécanisme - bien souvent à cliquet - qui permette le mouvement de l'organe moteur dans un sens seulement, le sens du remontage. L'effort manuel de remontage est transmis au système soit par l'intermédiaire d'un cabestan lié au tambour dans les premières horloges ou d'une manivelle. Pour les poids les plus faibles, dans les comtoises par exemple, une clef pourra suffire ; dans le système à poulie, l'action de remontage s'effectuera en agissant sur le contrepoids.

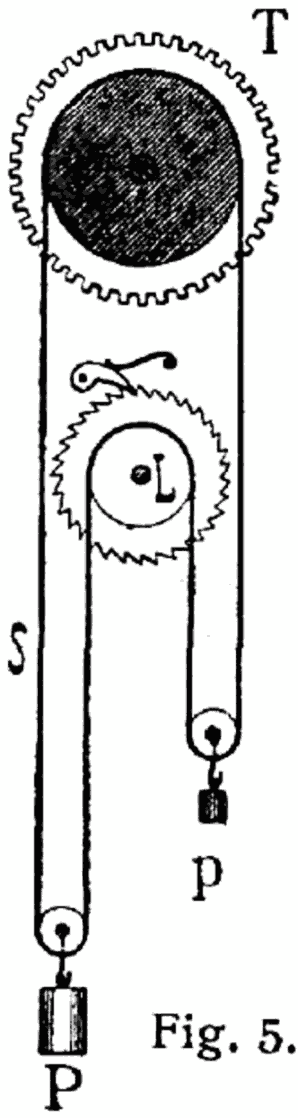
Remontage manuel.
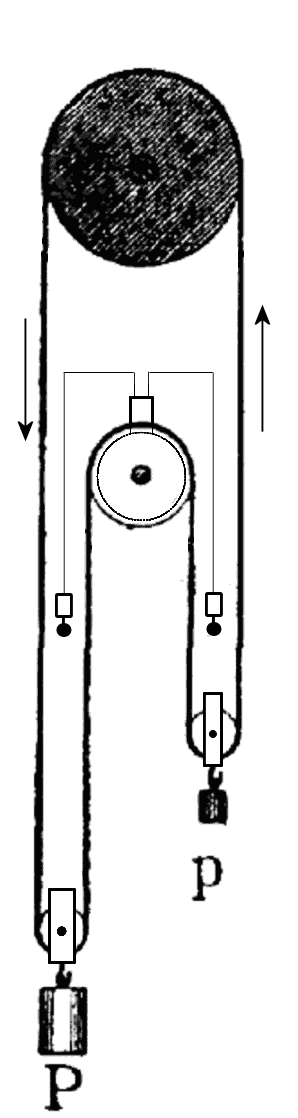
Remontage automatique.

### Horloges à ressort
Dès avant le XVe siècle apparait le ressort moteur qui va permettre la miniaturisation de l'horloge.

Ce ressort est enroulé à l'intérieur d'une boîte, le barillet. Lors de sa détente, il va transmettre indirectement la force motrice au rouage.
Le ressort moteur
Ce ressort de type « spirale plat » à l'origine en acier trempé, revenu, bleui, sera plus tard en acier traité à haute limite élastique du type allié au cobalt (Co), au chrome (Cr) ou au nickel (Ni). Il est calculé pour une fréquence de remontage de 24 heures au minimum,.

Dans ses premières utilisations, la force motrice engendrée n'est pas constante, elle décroit de façon irrégulière au fur et à mesure du désarmage. Pour pallier cet inconvénient on emploiera une « fusée » attenante au barillet.

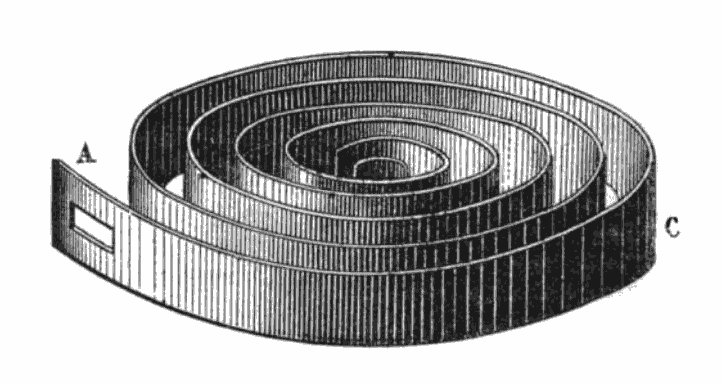
Ressort moteur isolé et « détendu ».
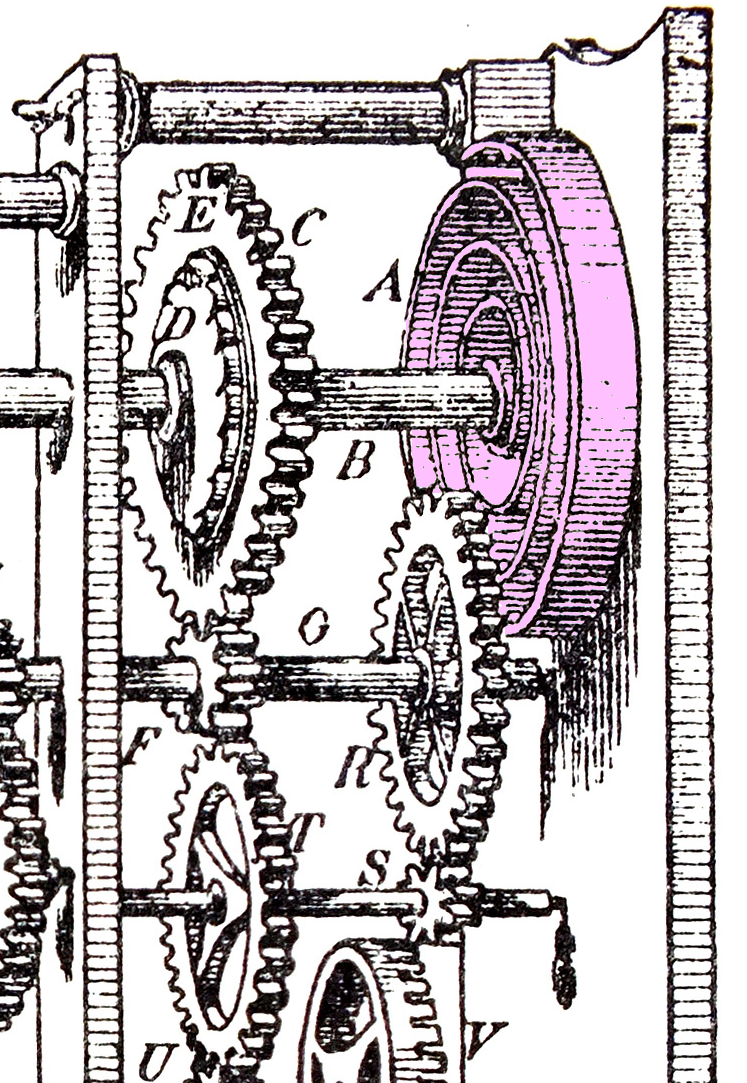
Ressort moteur d'horloge utilisé sans barillet.

Le barillet
- Dans les montres modernes, le barillet est une « roue formée d'un disque circulaire denté et d'une boîte cylindrique fermée par un couvercle. Il tourne librement sur un arbre et contient le ressort moteur, accroché par sa spire extérieure au barillet, et à l'arbre par sa spire intérieure. Le barillet engrène avec le premier pignon du rouage de la montre ; il tourne lentement et son angle de rotation à l'heure varie entre un neuvième et un sixième de tour[7]. » ;

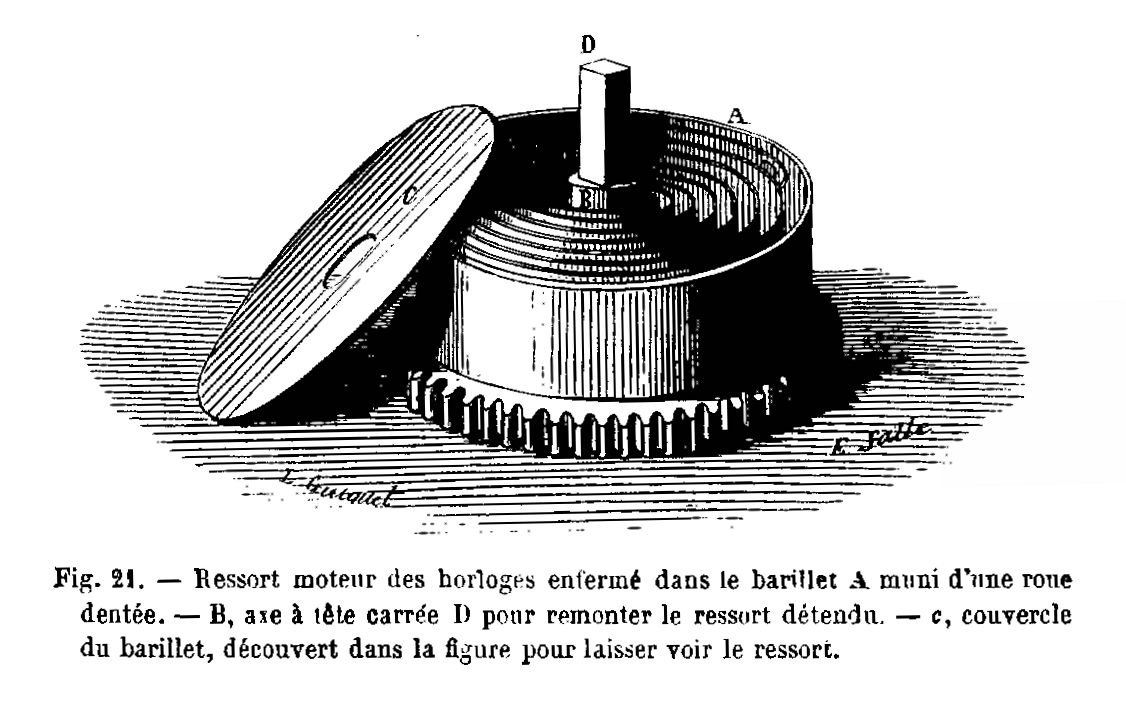
Ressort moteur dans son barillet.
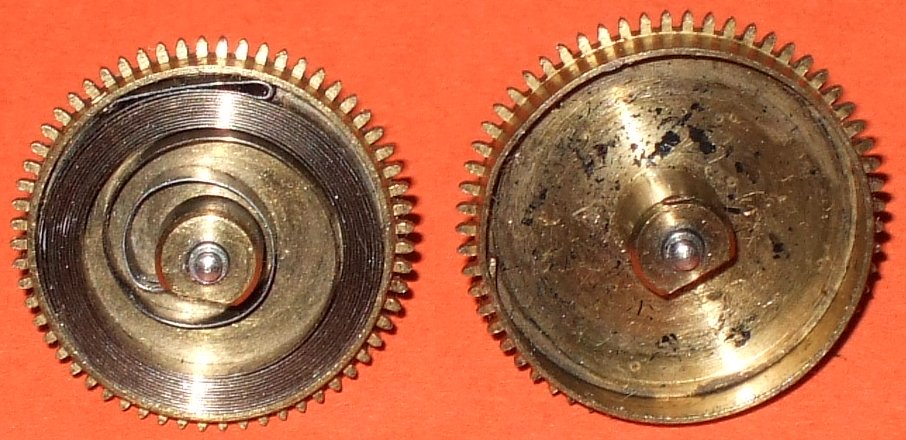
Vue intérieure du mécanisme.
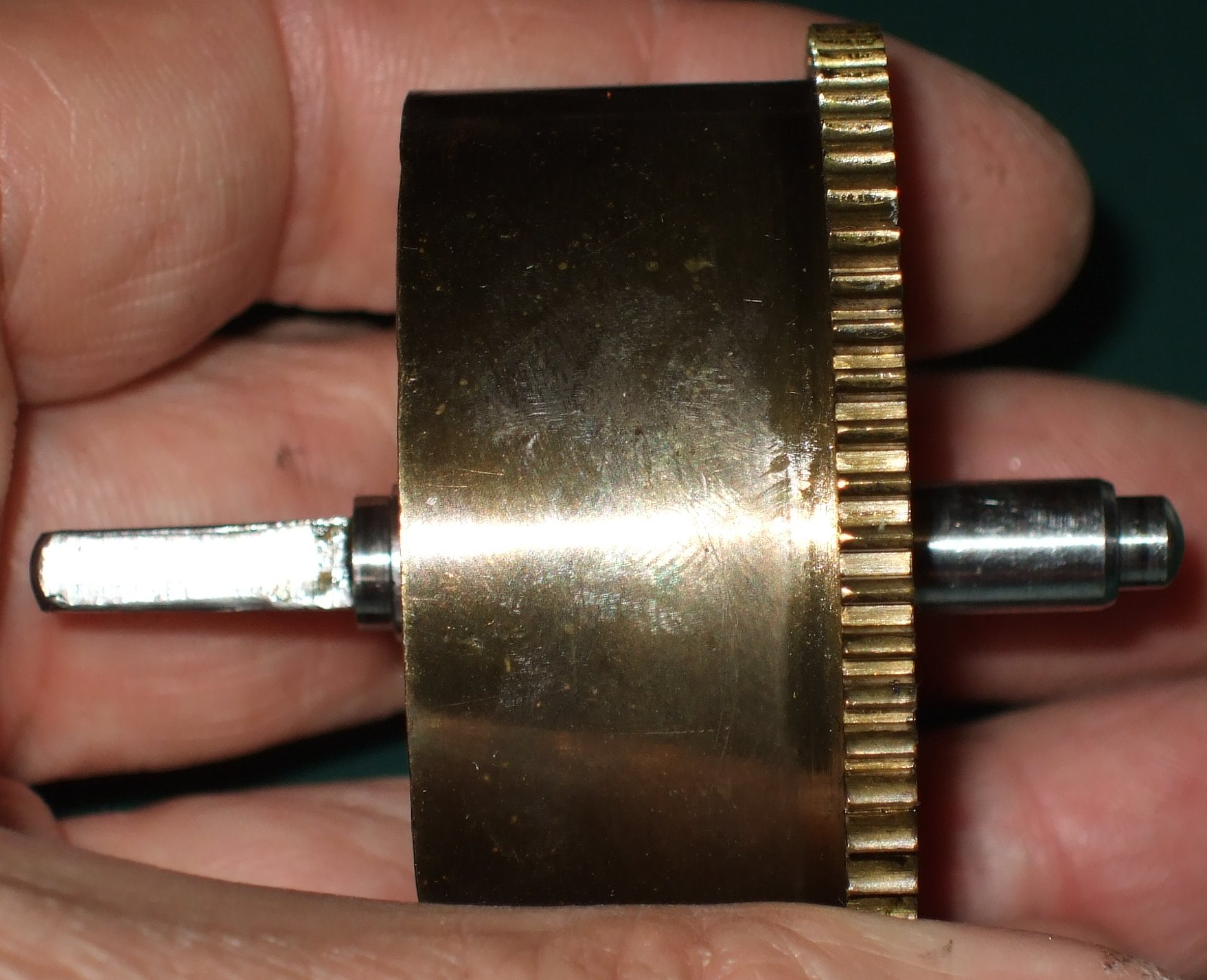
Vue extérieure du barillet moteur.
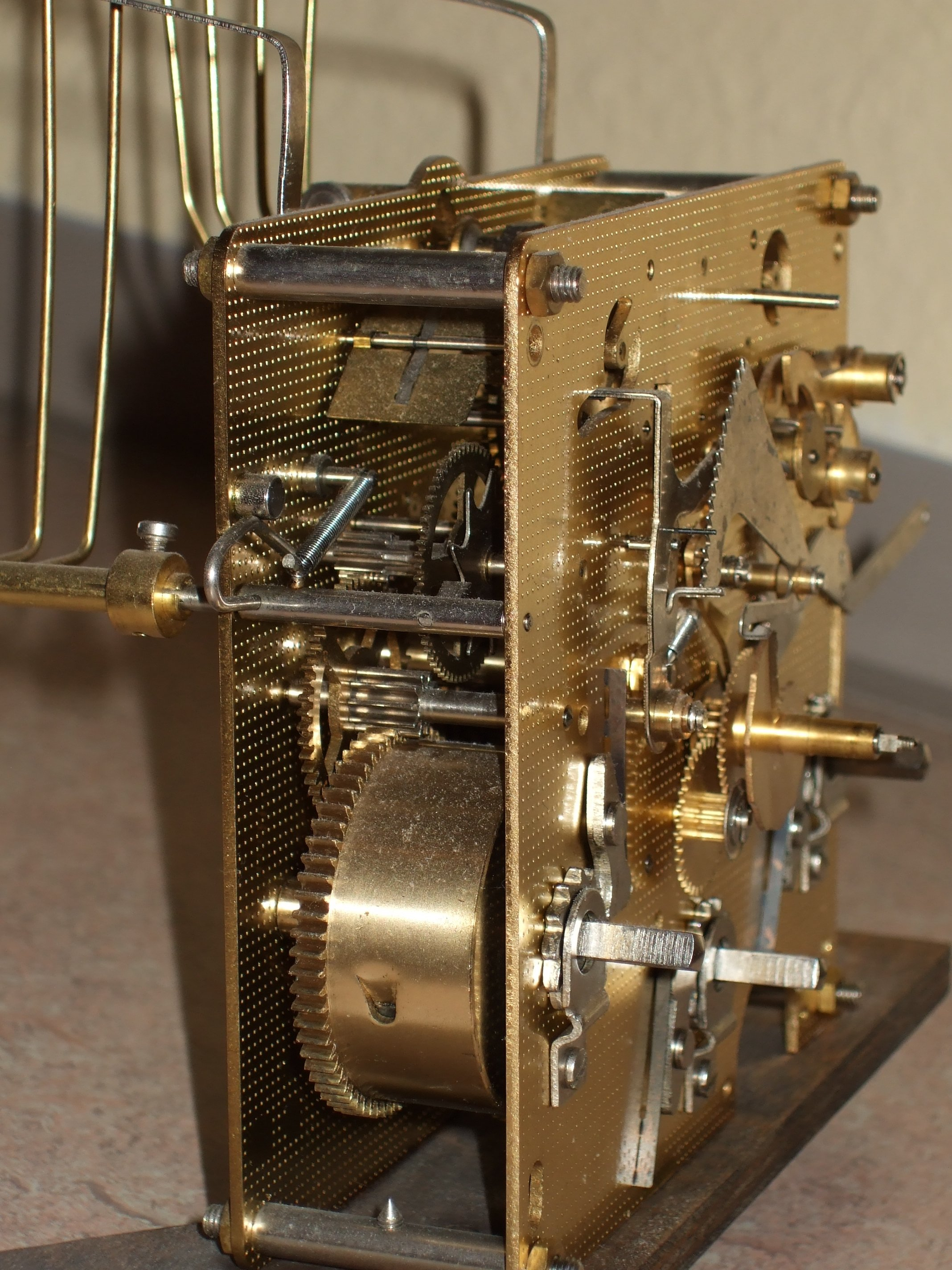
Barillet en situation dans un mécanisme.

- Dans les anciens mécanismes avec fusée utilisés jusqu'au début du XIXe siècle, le barillet était lisse. La fusée, bobine de forme conique recevait une corde en boyau - ou, au XVIIe siècle, une chaînette en acier - qui s'enroulait dans un sillon hélicoïdal sur sa périphérie. Cette corde entourait le barillet lisse et le reliait à la fusée. « Grâce à cela, on obtenait un couple moteur plus constant : la traction de la corde s'exerçait sur le plus petit diamètre de la fusée au début du désarmage, sur le plus grand lorsque le ressort était presque détendu[8]. ». La fabrication des ressorts s'améliorant, on se dispensa de ce système de fusée et, on améliora encore, grâce à l'arrêtage[9], la constance de transmission de la force motrice en limitant la course du ressort à sa phase de détente optimale.

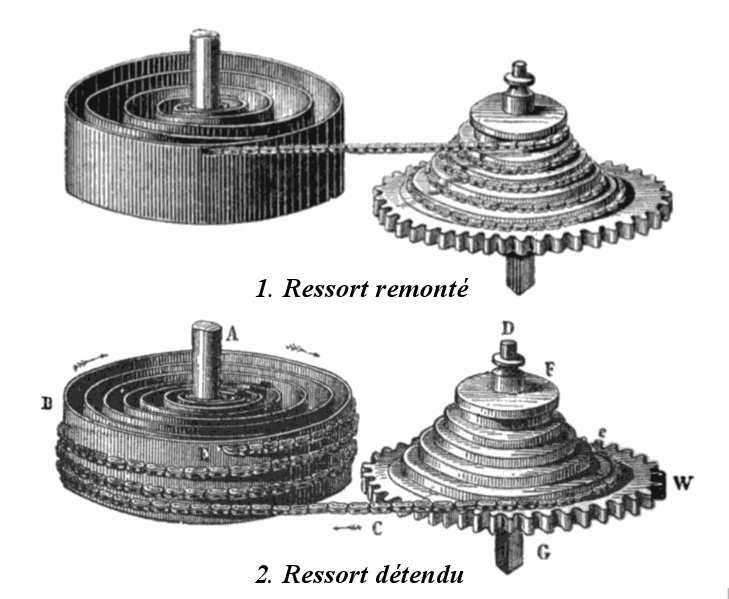
Ancien mécanisme à barillet et fusée.
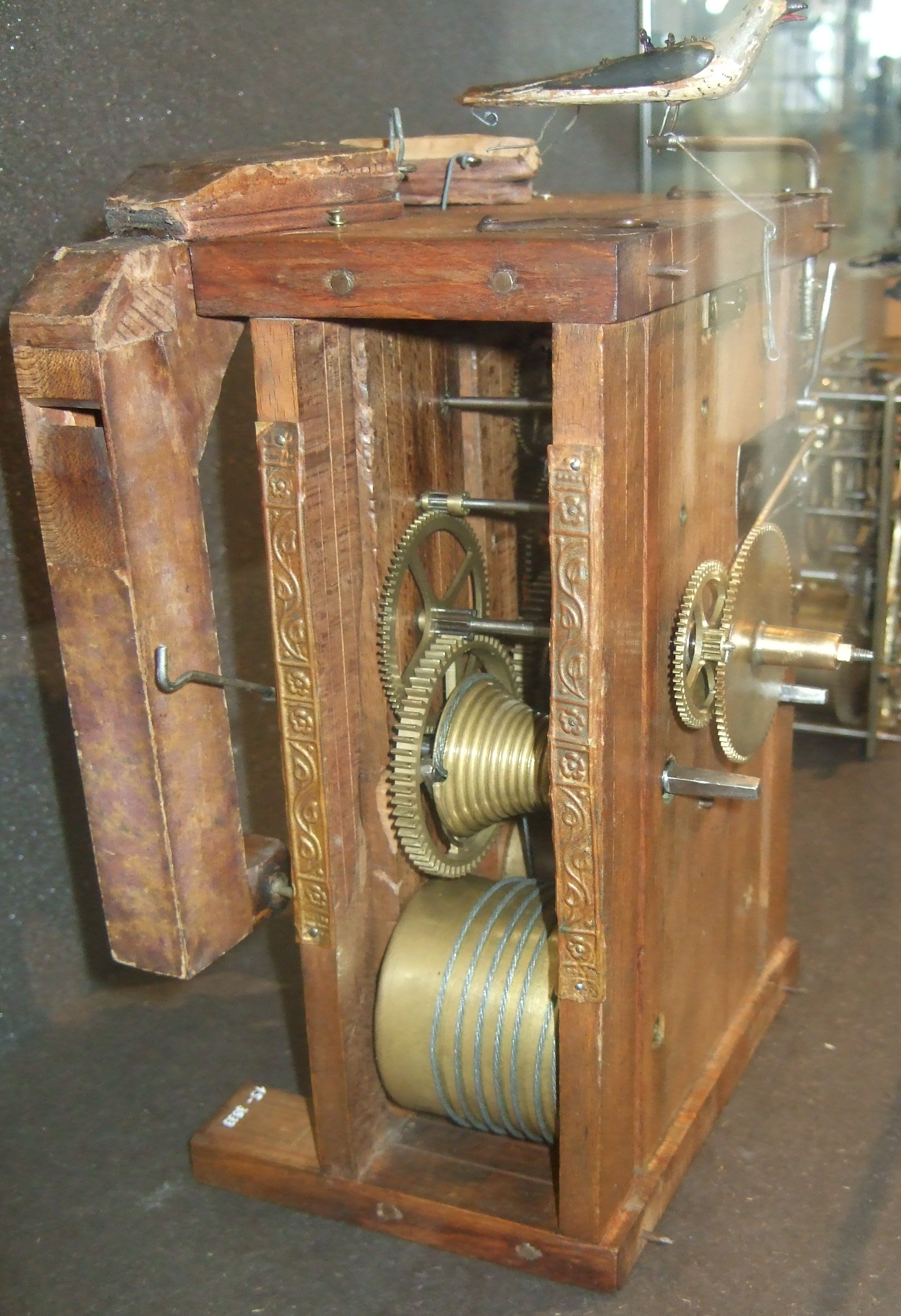
Mécanisme en situation.
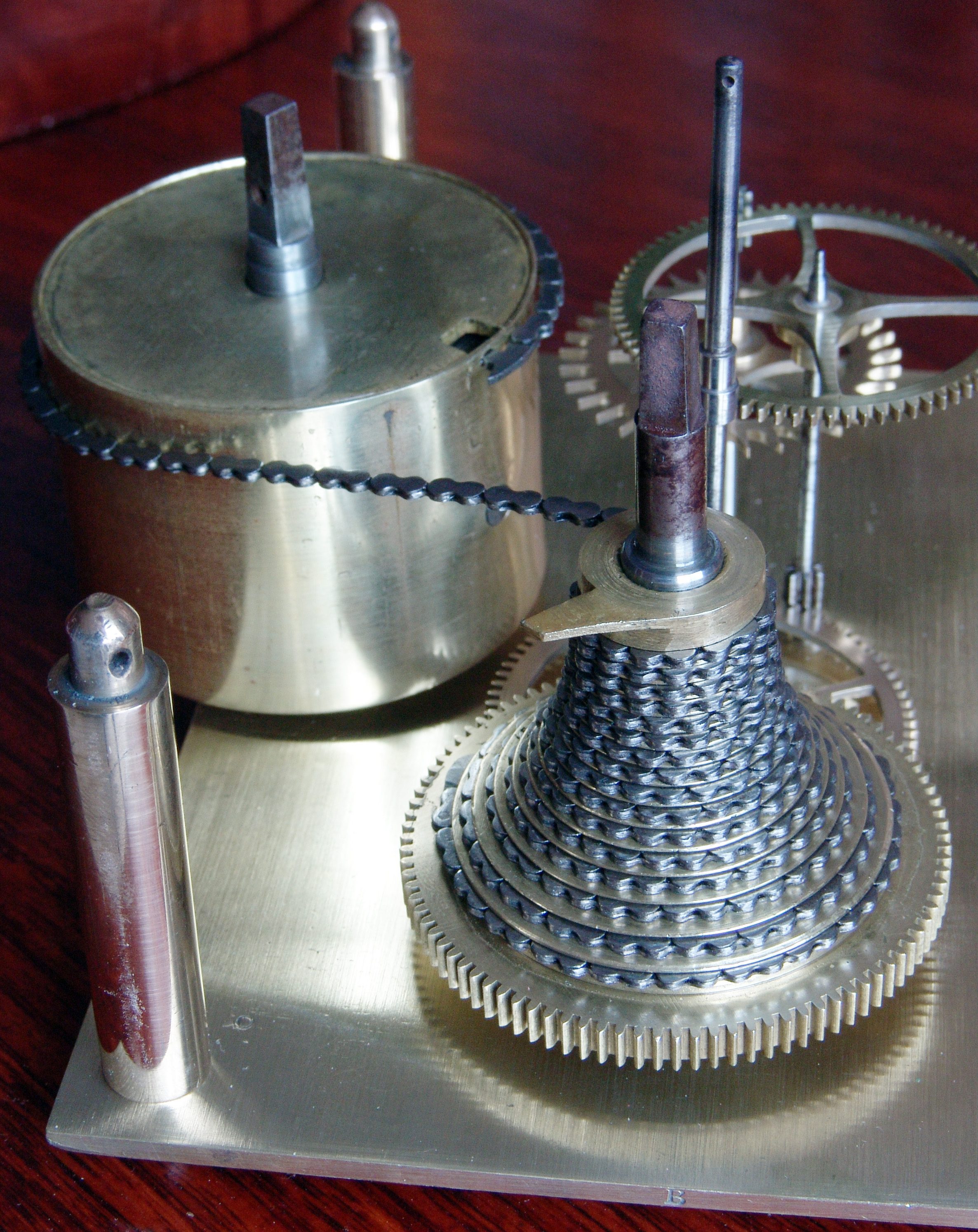
Liaison barillet-fusée par chaînette.
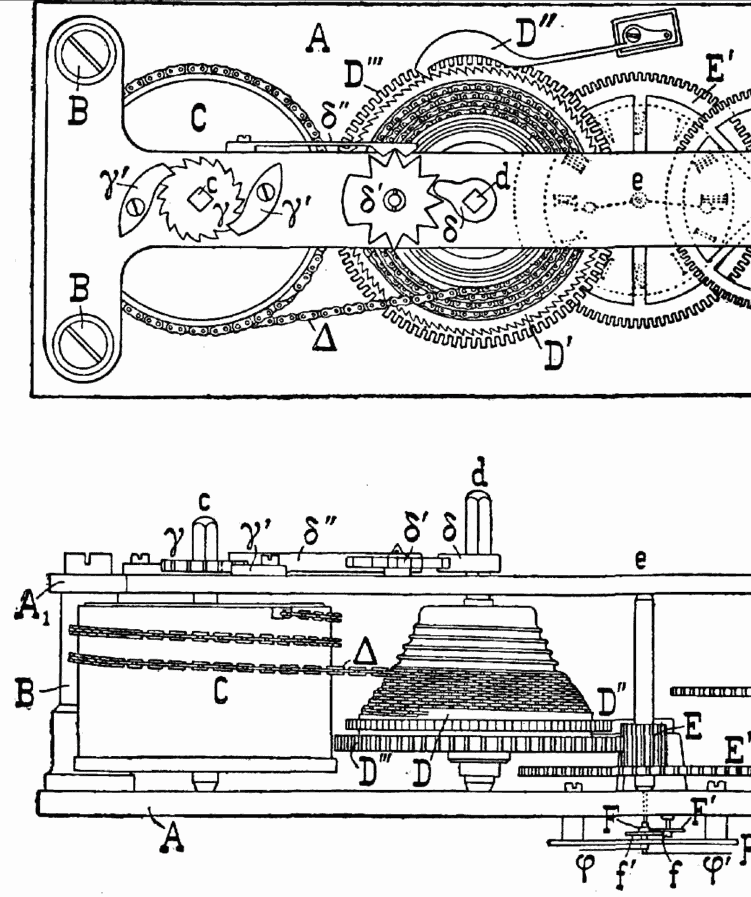
Mécanisme à fusée complet.

On peut signaler, un autre mécanisme employé avant l'apparition de la fusée par les horlogers allemands, le stackfreed, qui freine le mouvement du ressort. Son inconvénient était sa consommation d'énergie motrice lors du freinage.

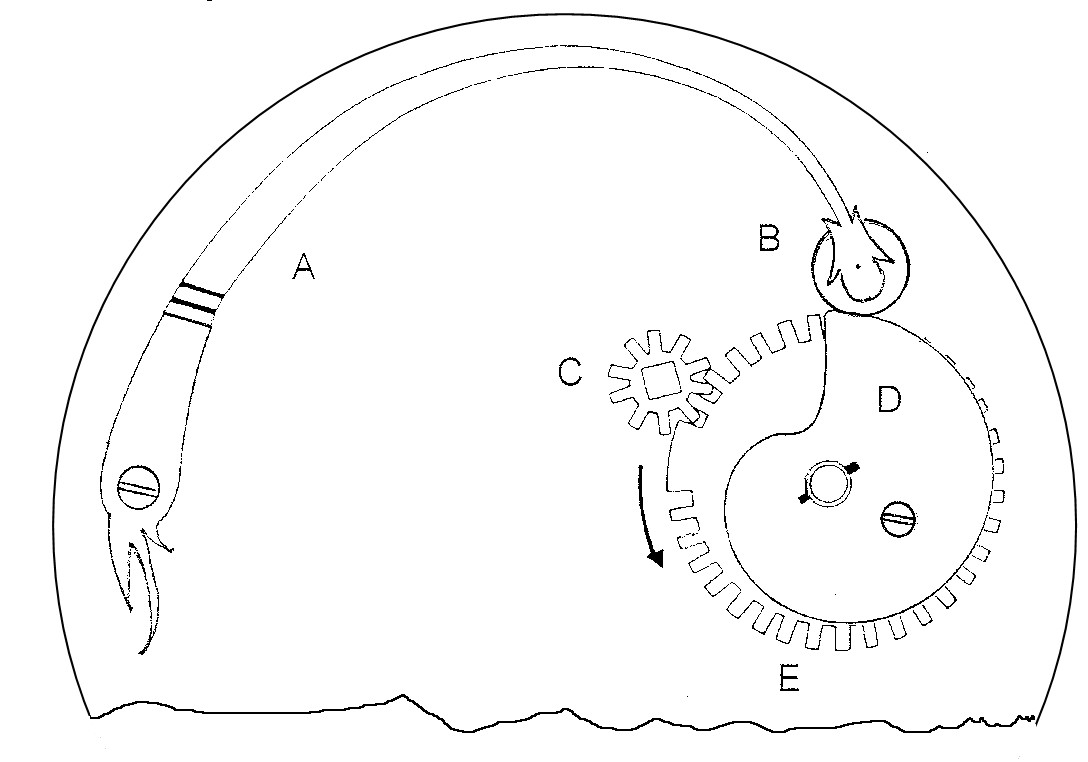
Stackfreed

## Les rouages
Les rouages sont des trains d'engrenages transmettant le couple moteur et le mouvement de l'organe moteur vers d'autres éléments du mécanisme.
Un engrenage est constitué d'une roue et d'un pignon montés sur des axes différents ; si un pignon et une roue sont montés sur un même axe, on pourra parler de mobile.

Un engrenage classique à denture droite.
Un train de deux engrenages.
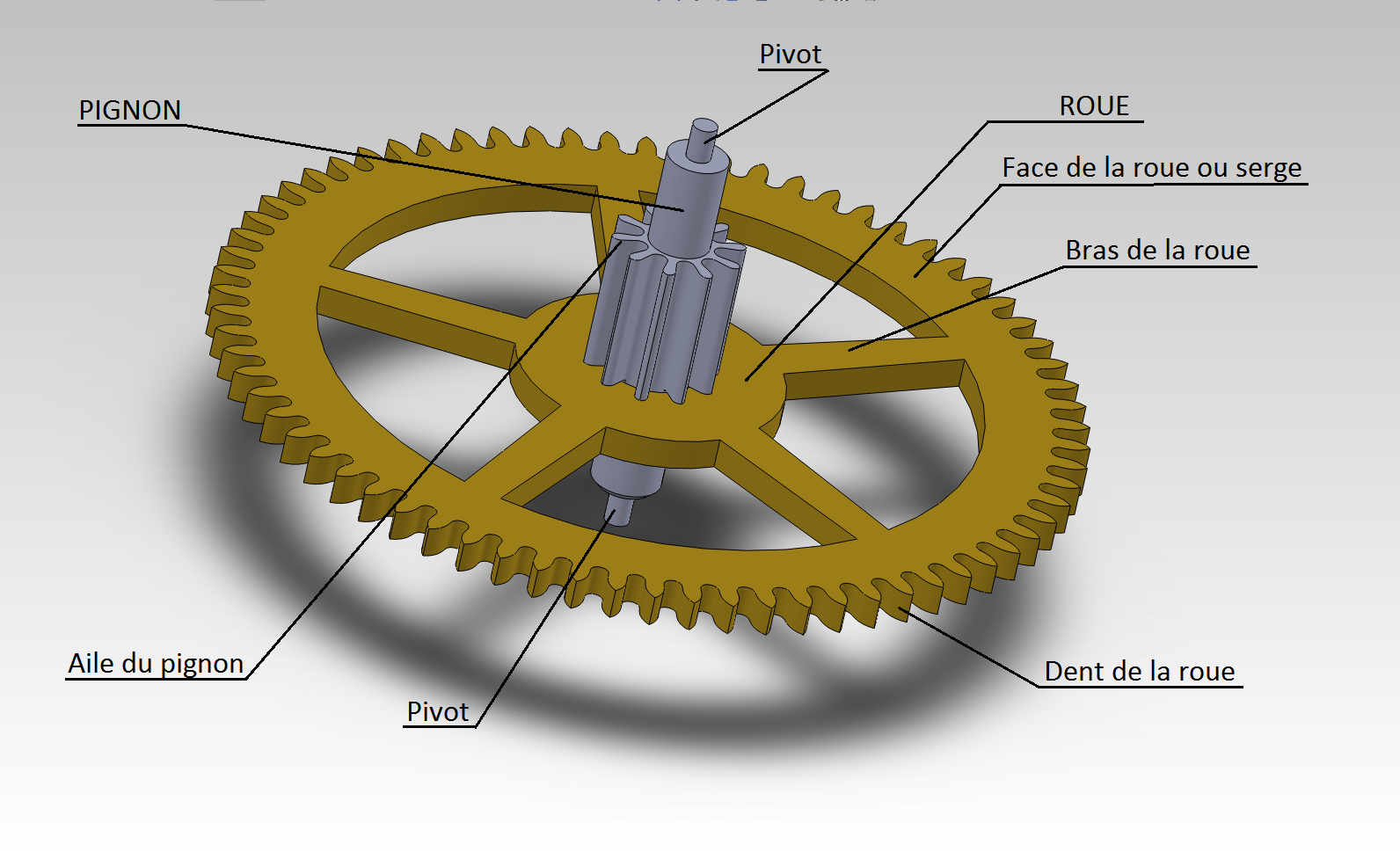
Un premier mobile : roue et pignon accolés.
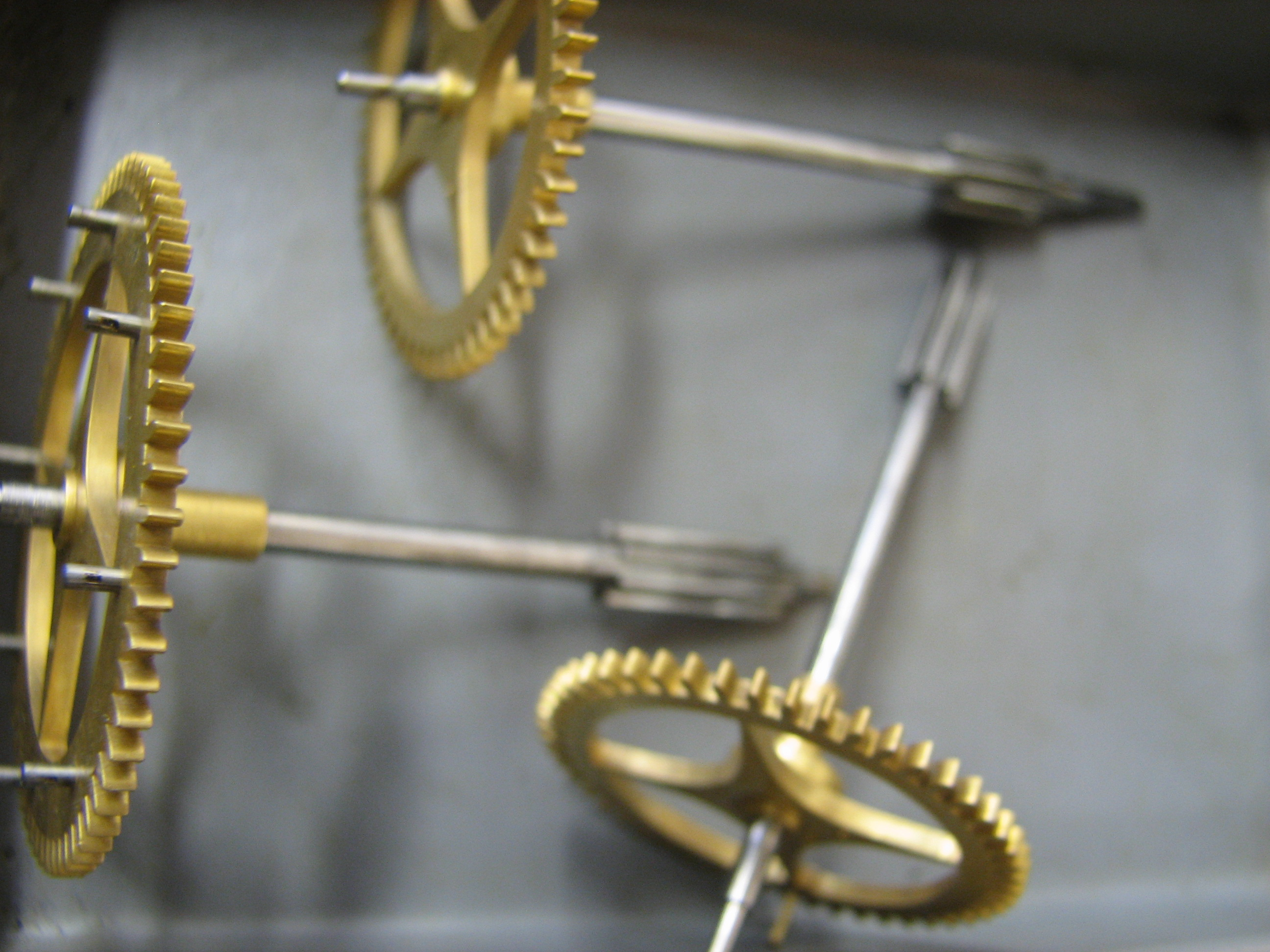
Un second mobile : roues & pignons arbrés.

Les engrenages étaient connus depuis l'Antiquité. La célèbre machine d'Anticythère datée de l'an 87 av. J.-C. en est le témoin ; des engrenages à denture triangulaire s'intégraient déjà dans ce mécanisme complexe comportant même un train différentiel. 

En horlogerie, la denture des roues peut être de différents types ; sur les engrenages des horloges d'édifices, le profil est passé d'une forme triangulaire à d'autres plus élaborées, déterminées par tâtonnement puis, aux XVIIe et XVIIIe siècles, à des profils plus scientifiques : le profil épicycloïdal et le profil en développante de cercle permettant une transmission par roulement, donc sans glissement et théoriquement sans frottement.

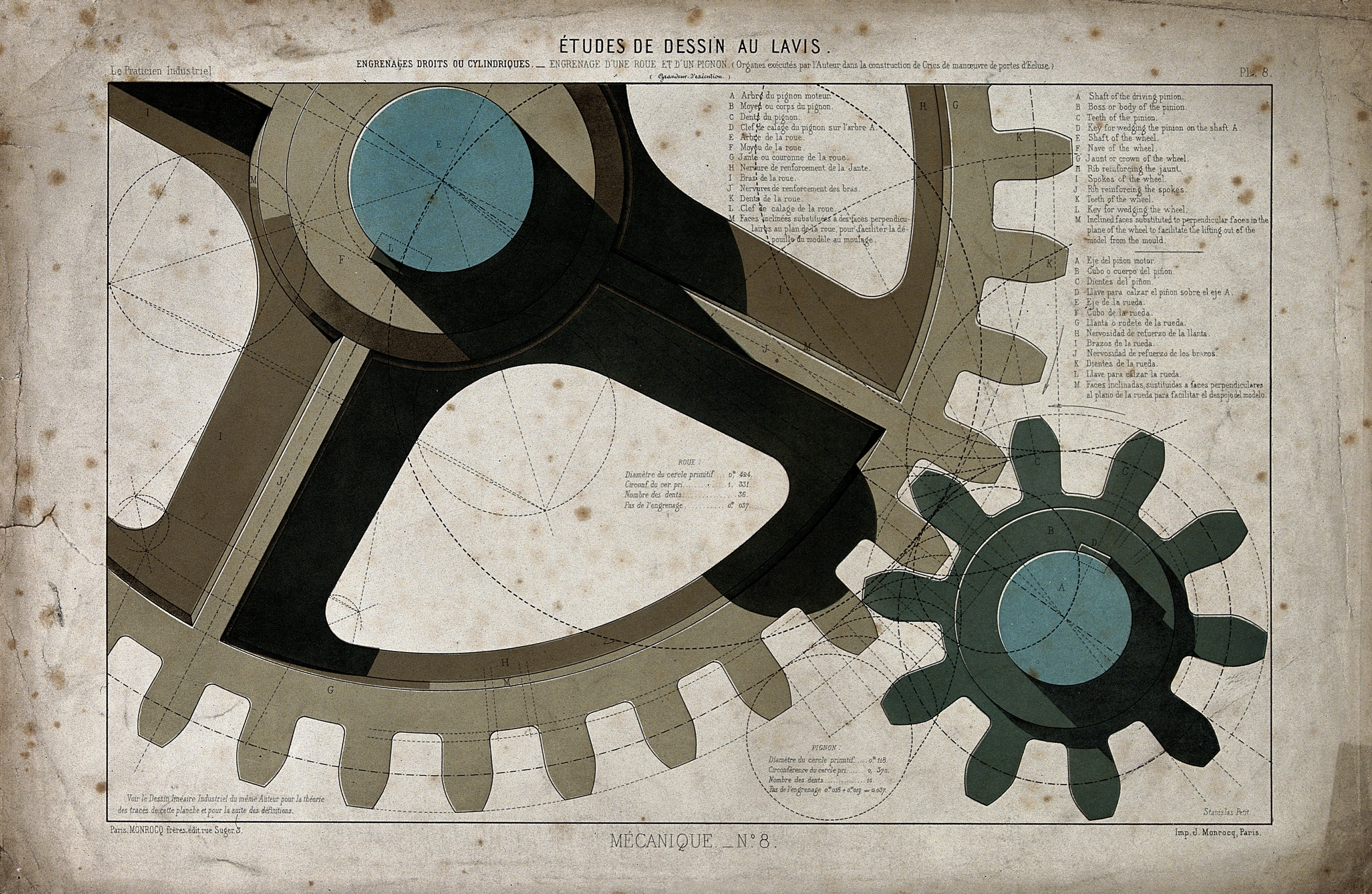
Profil épicycloïdal de denture.

Chaque élément de rouage est fabriqué à partir de matériaux spécifiques :
La roue
La roue est l'élément dont le diamètre est le plus important. À l'origine en fer, puis en acier, ces métaux ont souvent été remplacés par du laiton ou mieux du bronze, alliages moins oxydables et de moindre frottement.
Le pignon
C'est la désignation de la roue de petit diamètre dans un engrenage. Il tourne plus rapidement que la roue. De ce fait, il a tendance à s'user plus rapidement. Les pignons ont donc été réalisés, le plus souvent, en fer puis en acier traité pour pallier cette usure. Il existe une exception à l'usage des matériaux précités : les engrenages en bois des horloges fabriquées en Forêt-Noire et parfois en Espagne.

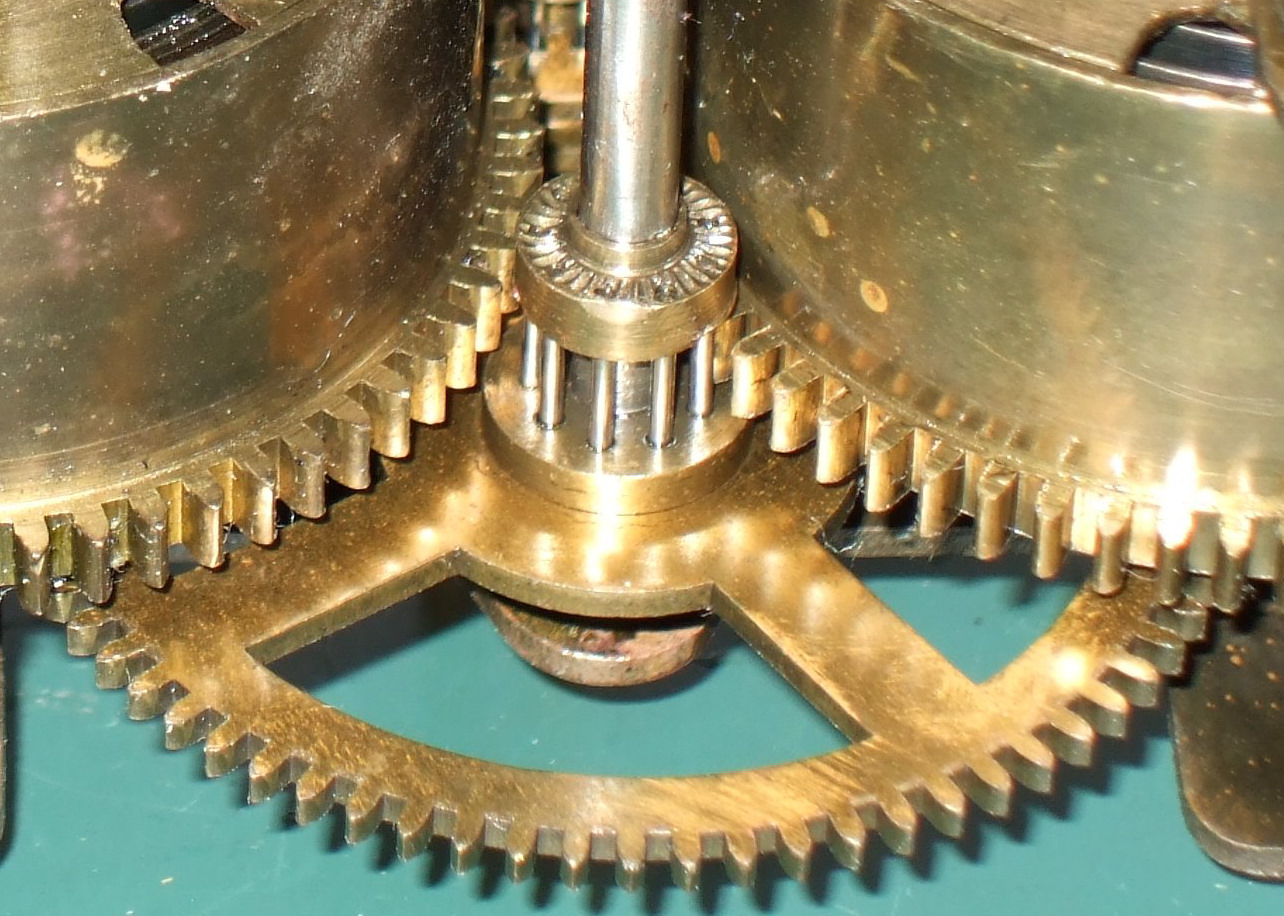
Un engrenage avec pignon à fuseaux dit aussi à lanterne.

En horlogerie, les rapports d'engrènement sont importants : par exemple, entre l'affichage des heures et des secondes il y a un rapport à obtenir de 1 / 3600. Ceci implique la construction de pignons avec le moins de dents possible (pour les dents des pignons, la profession dit aussi des ailes). 
- une solution ancienne a été d'employer des pignons dits à lanterne ou à fuseaux : dans ce genre de pignon, les dents sont remplacées par des tiges cylindriques appelées fuseaux fixés entre deux flasques. Le nombre de fuseaux peut descendre à quelques unités sans nuire à l'engrènement. Il est recommandé de choisir de l'acier doux pour les fuseaux, c'est un choix délibéré pour une maintenance à moindre coût : en effet, il est préférable de changer ce type de pignon qui va s'user rapidement plutôt que les roues de fort diamètre les engrenant[14] ;
- l'autre solution est d'employer des dents à profil épicycloïdal. Les engrenages à développante sont incompatibles avec un fort rapport d'engrènement : le nombre minimal de dents sur un pignon doit être de treize, ou mieux de dix-huit, pour éviter les interférences[15].

Les axes
les axes, dits « arbres » pour des axes de fort diamètre par rapport à leur longueur, reçoivent la pignonnerie. Les matériaux employés à travers les époques sont passés du fer aux aciers traités pour des raisons évidentes de résistance. Leurs extrémités cylindriques ou en forme de pivots sont supportés par des paliers ou coussinets intégrés dans la structure de la cage.

### Rouage des heures, minuterie
Les premières horloges, au mécanisme simple, ne comportaient qu'un « rouage des heures ».
Aux extrémité de ce rouage se trouvaient :
1. d'une part la dernière roue du train : la roue de rencontre ou roue à couronne. Cette roue particulière est le lien fonctionnel avec le système de régulation du mouvement qui sera appelé ici « régulateur ». Cette roue de rencontre sera considérée plus loin comme un élément de la fonction technique « régulateur » ;
2. d'autre part, à l'autre extrémité du train, l'élément « indicateur » réduit à sa plus simple expression, soit une aiguille se déplaçant devant un cadran.

Dans les horloges plus modernes et les montres, le rouage de base est le « rouage des minutes » ; il transmet le mouvement à la minuterie, rouage secondaire placé sous le cadran, qui communique la rotation du pignon des minutes à l'aiguille des heures.

Minuteries
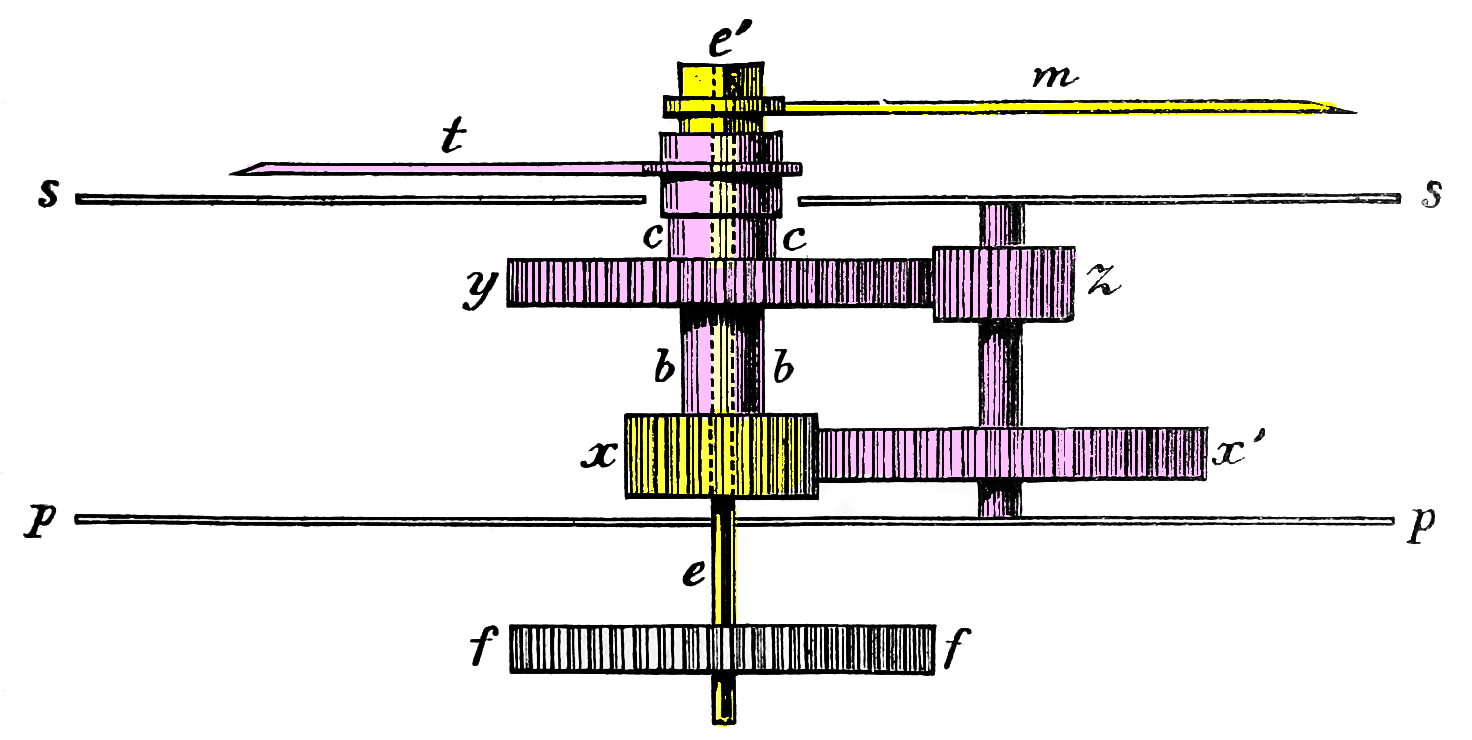
Rouage des minutes (en jaune) et minuterie (en mauve) pour les heures.
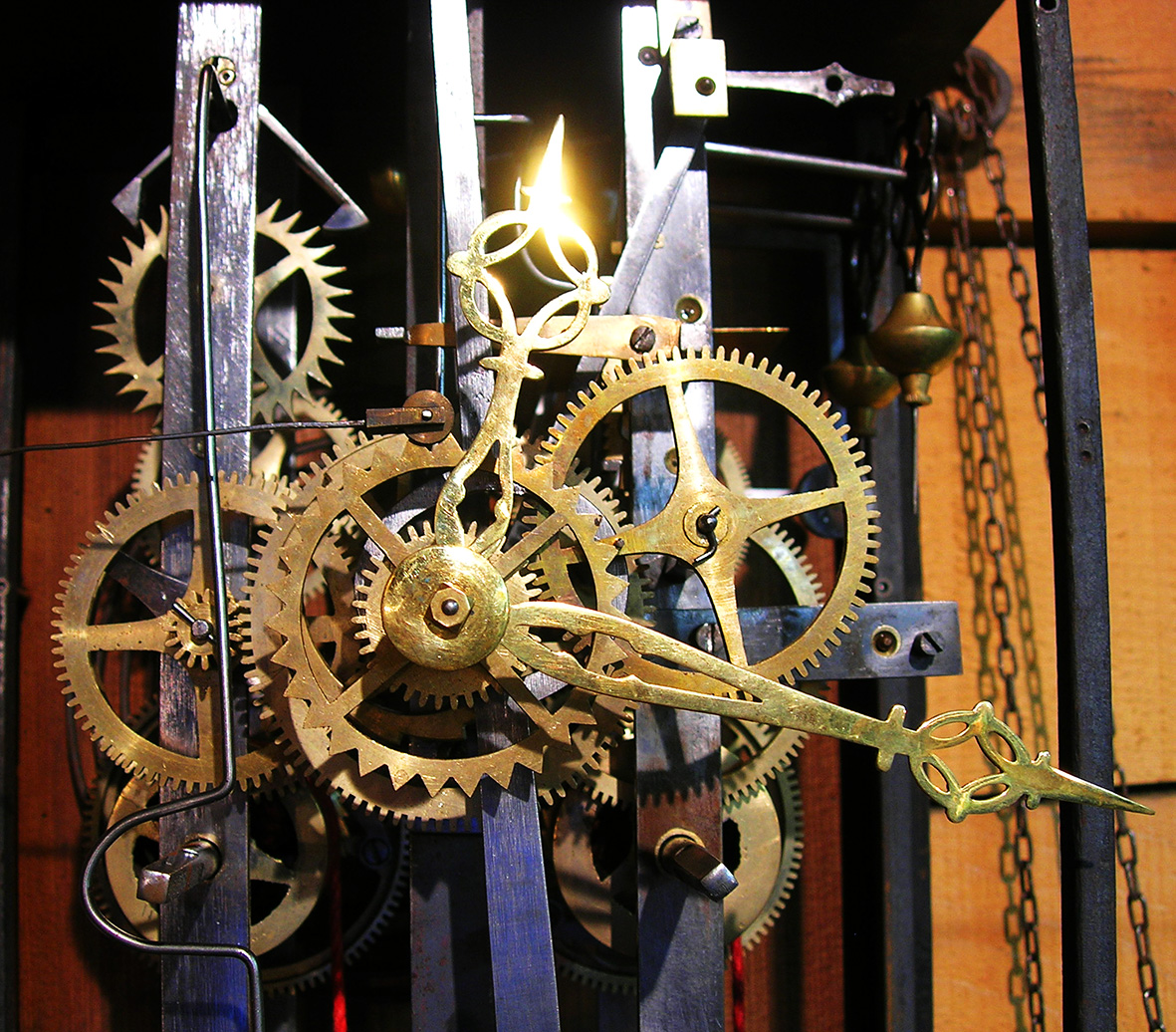
Mise en situation dans le mouvement.
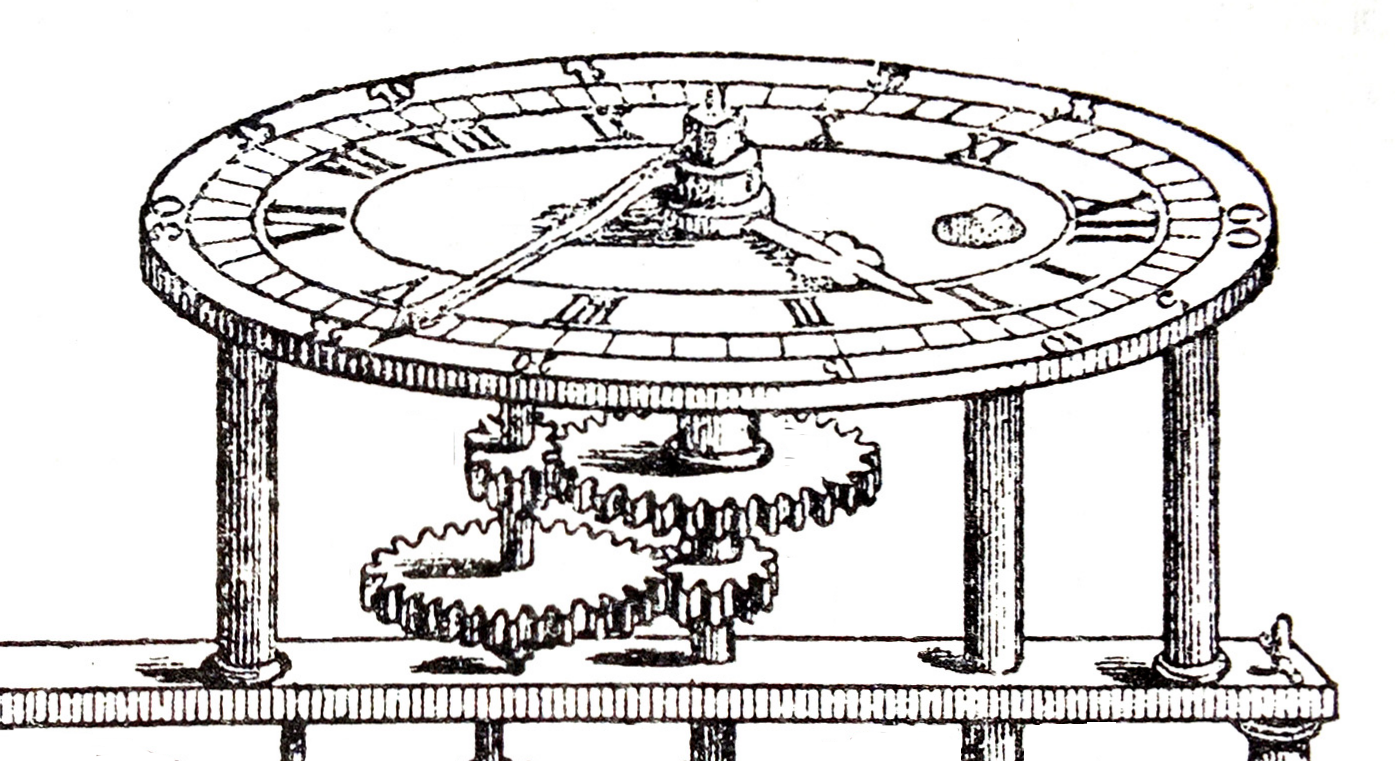
Autre configuration, vue en perspective.

### Rapport de transmission
Dans un train d'engrenages simple, le rapport de transmission est égal au produit des nombres de dents des roues menantes divisé par celui des roues menées.

Avec :
- {\displaystyle \omega _{e}} et {\displaystyle \omega _{s}} respectivement les vitesses angulaires en entrée et en sortie du train d’engrenages ;

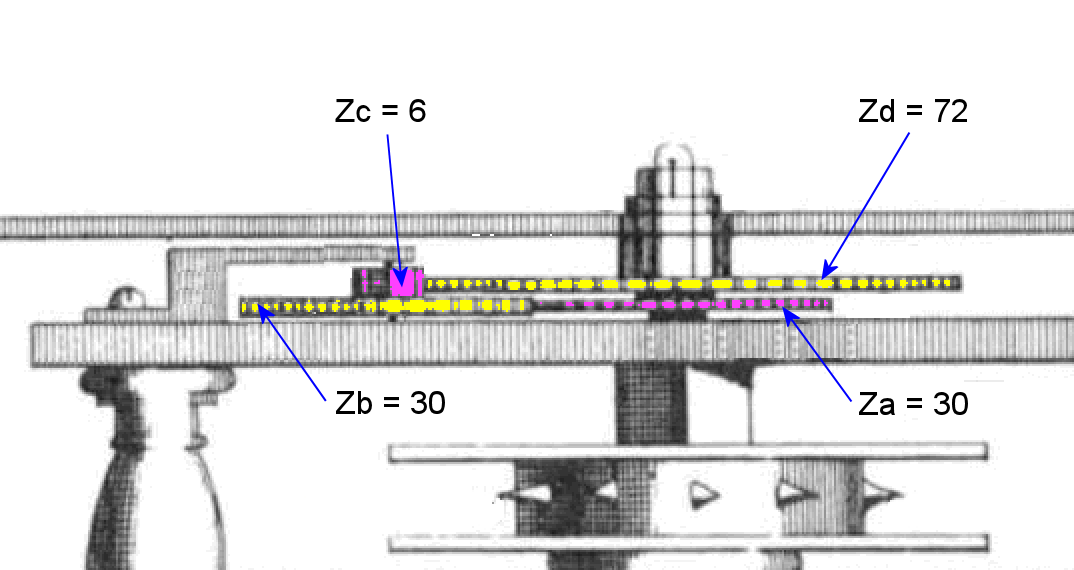
Détail de minuterie de l'horloge d'Huygens.

- {\displaystyle \prod Z_{\text{menantes}}}, le produit des nombres de dents des roues menantes ;

- {\displaystyle \prod Z_{\text{menees}}}, le produit des nombres de dents des roues menées.

Exemple simple
Dans la minuterie de l'horloge d'Huygens, reprise par Bion (voir ci-avant), qui communique la rotation du pignon des minutes à l'aiguille des heures on a : 
- les roues menantes : a et c avec Za = 30 et Zc = 6 ;
- les roues menées : b et d avec Zb = 30 et Zd = 72.

Le rapport de transmission est de (30 x 6) / (30 x 72) soit 1/12 ce qui correspond bien au fait que 
l'aiguille des heures fait un tour de cadran quand l'aiguille des minutes en fait douze.

### Autres rouages
Dans le mouvement, d'autres rouages peuvent intervenir, notamment dans les instruments horlogers à complication : horloges, pendules, montres où sont affichées d'autres indications que les heures, minutes et secondes, soit par exemple le quantième, le mouvement diurne du Soleil, les phases de la Lune, le zodiaque, etc.

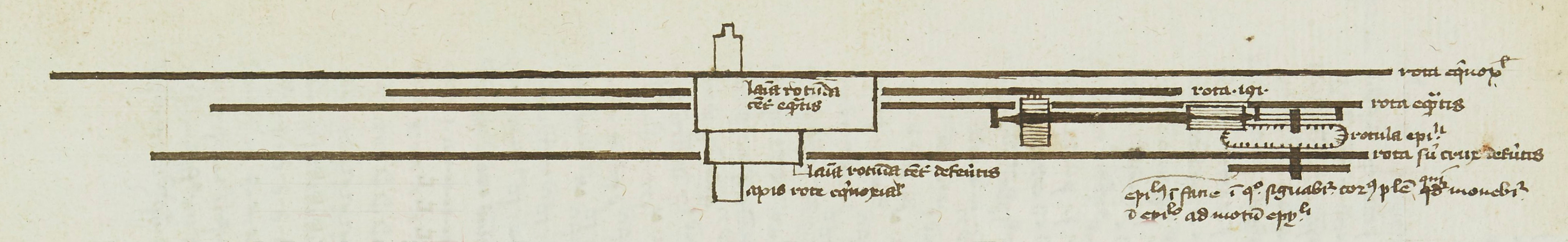
Schéma d'époque de rouage de complication pour le mouvement du Soleil, ca. 1446.

Le rouage de sonnerie, autre rouage particulier, sera intégré, plus loin, dans le mécanisme de sonnerie.

## Le régulateur
Le mouvement d'un mécanisme d'horlogerie simple comme une horloge à poids, comporte trois éléments : le moteur, le rouage et le régulateur,.
Sans régulateur, la descente du poids moteur est un mouvement rectiligne uniformément accéléré. Il sera transmis au rouage sous forme de mouvement circulaire uniformément accéléré, mouvement ne convenant pas à l'indication régulière des heures.

La fonction « régulateur » va rendre le mouvement du rouage périodique et assez régulier pour être considéré, à l'œil comme circulaire uniforme. Ce sera l'invention qui correspondra à la naissance de l'horloge mécanique à l'aube du XIVe siècle.
La régularisation du mouvement est obtenue à partir de deux éléments intimement liés : l'échappement et l'oscillateur, qui ont évolué conjointement.
1. l'échappement transforme l'énergie motrice des petits déplacements successifs du mouvement circulaire du rouage en impulsions alternatives sur l'oscillateur ;
2. l'oscillateur, sorte de volant d'inertie, assure la régularité[N 5] et la périodicité du mouvement de la roue d'échappement. Cet organe est le plus souvent réglable pour jouer sur la durée des oscillations, fraction de temps intervenant dans le choix des rapports d'engrènement. La finalité est que l'aiguille des heures fasse un tour en n périodes d'oscillations.

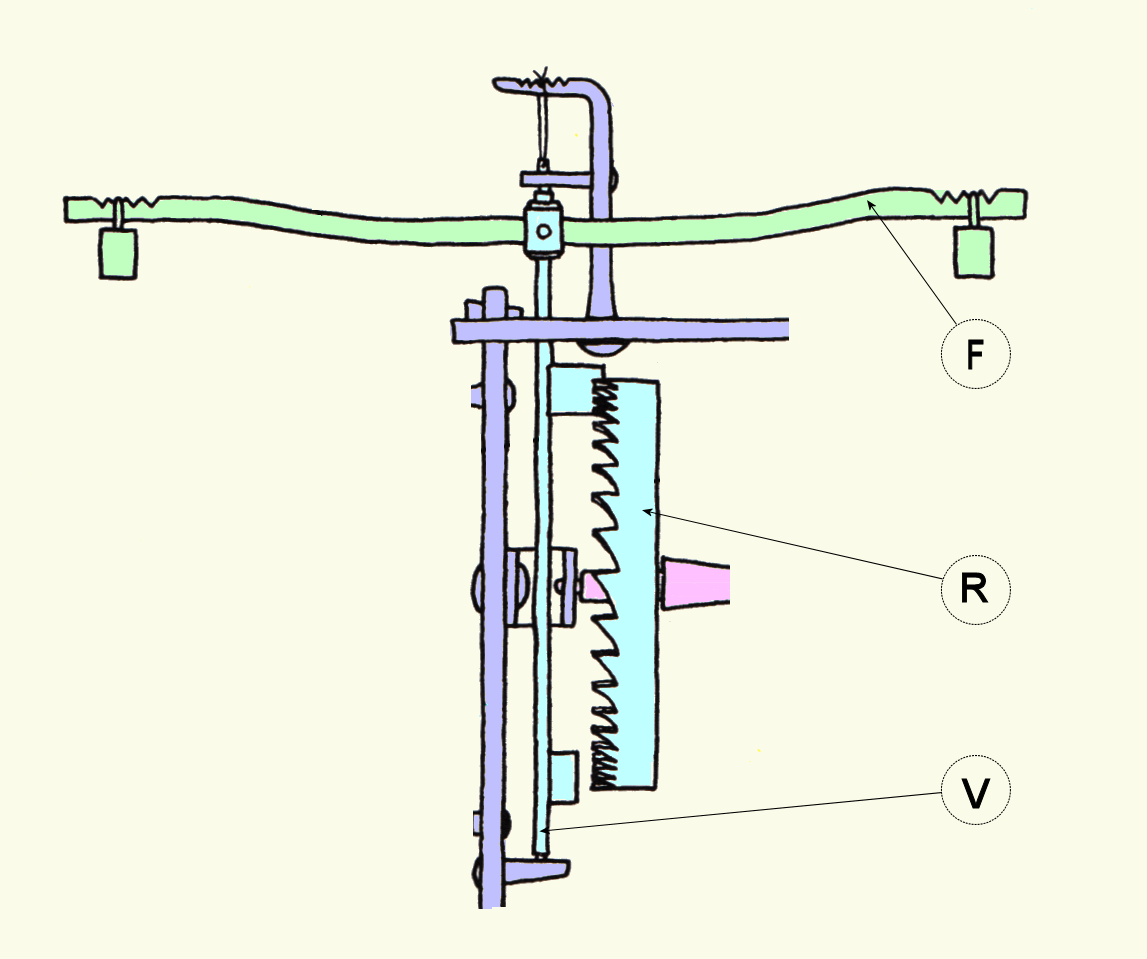
Régulateur à foliot : échappement R + V ((vert émeraude), oscillateur F (vert pré).

### Le régulateur à foliot
C'est le premier régulateur reconnu, décrit pour la première fois en 1385 et employé durant plus de six siècles. Il est composé de trois éléments :
- la roue de rencontre R : dernière roue du rouage des heures, elle a un nombre de dents impair. Leur profil en forme de scie vient, lors du mouvement, rencontrer alternativement les palettes de la verge ;
- la verge V : c'est le dispositif d'échappement. Cette tige, avec ses deux palettes, va transmettre le mouvement de la roue de rencontre vers le foliot : la palette du haut dans un sens, puis, la palette du bas dans l'autre sens, créant ainsi les oscillations du régulateur[23]. Pour avoir une action alternative d'entrainement et l'échappement, les palettes doivent avoir entre elles un angle d'environ 90°. La transmission du mouvement présentait un inconvénient : le changement brusque du sens de rotation sous l'action des palettes engendrait des coups de boutoir dans le foliot ; il y était remédié en reliant l'extrémité haute de la verge à une potence par un accouplement élastique : soies de porc ou lacet de cuir[24] ;
- le foliot F : monté perpendiculairement à l'extrémité de la verge, il est composé de deux bras assurant la fonction de volant d'inertie. Deux masselottes dites aussi « régules », réglables en position sur les bras de la verge, permettent d'augmenter ou réduire le moment d'inertie, donc l'amplitude des oscillations qui va ainsi jouer sur le retard ou l'avance de l'horloge.

La précision de ce type de régulateur, suivant les auteurs, était de l'ordre d'une demi-heure à une heure par jour,. Cependant, cette variabilité n'a jamais été constatée par mesurage .

### L'échappement
Le mécanisme d'échappement peut être considéré, pour étude, comme constitué de :
- la roue d'échappement, dernière roue du rouage, avec une denture particulière adaptée à chaque type d'échappement ;
- l'échappement proprement dit, élément qui entretient les oscillations de l'organe régulateur ou oscillateur.

« Il y a autant d'échappements que d'horlogers célèbres ! » s'exclamait déjà Jean-André Lepaute en 1755. Celui de Louis Moinet, inventé en 1816 et aujourd'hui toujours fonctionnel et préservé à Saint-Blaise (NE), battait à 216'000 vibrations par heure, faisant de Louis Moinet l'inventeur de la Haute Fréquence en matière d'échappement. 

Il en est dénombré aujourd'hui plus de 2 500 qui peuvent être regroupés par familles. On peut citer : l'échappement à verge, décrit ci-avant, qui s'adaptera à différents types d'oscillateurs, l'échappement à ancre, à cylindre, à leviers, à chevilles, etc.,,.

Quelques types d'échappements
À verge.
À ancre.
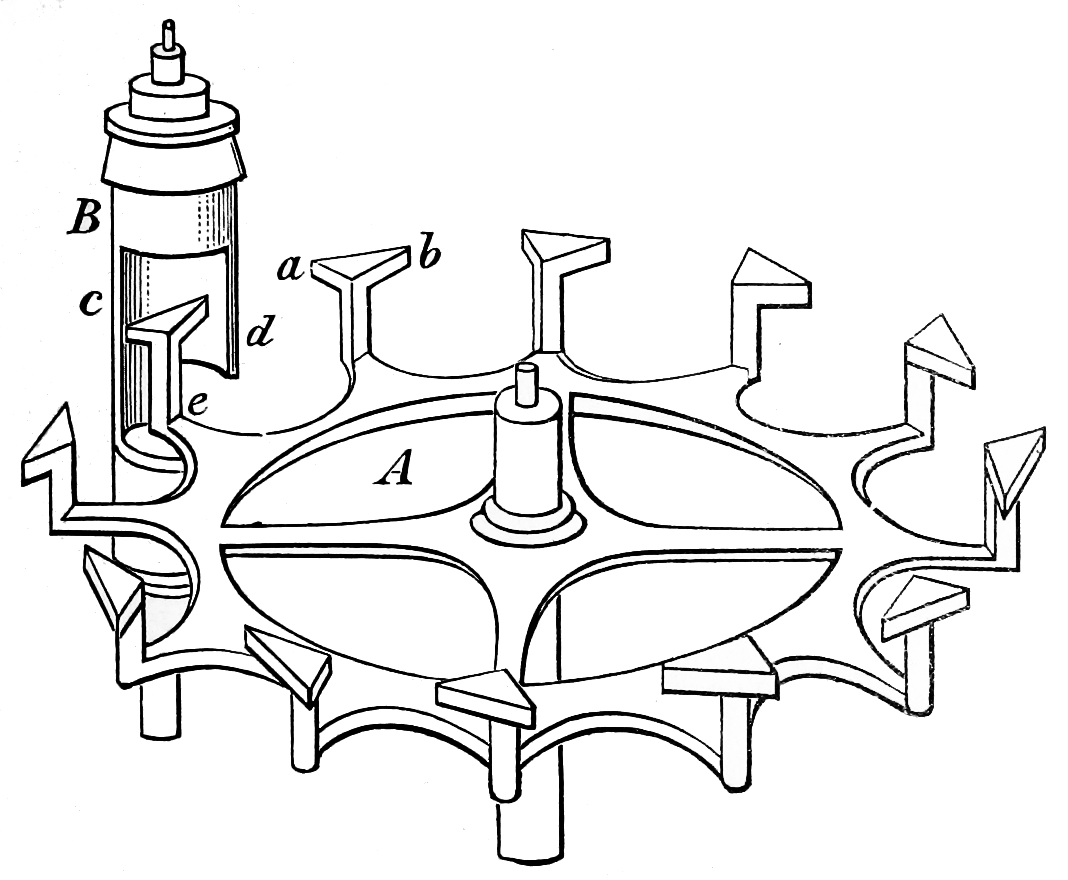
À cylindre.
À leviers.
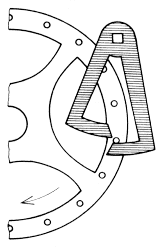
À chevilles.
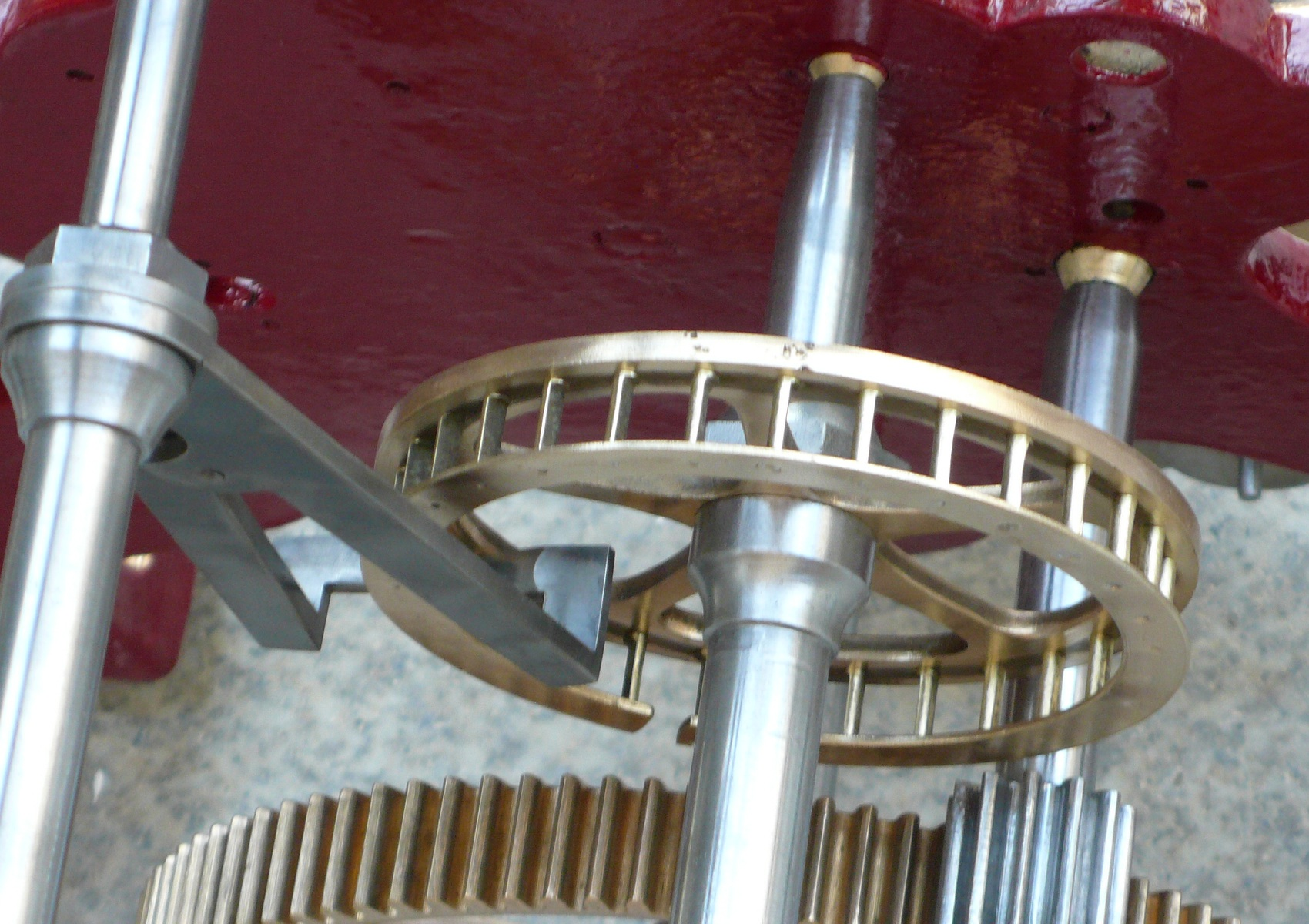
À chevilles.

### L'oscillateur
Il n'existe que trois types d'oscillateurs ou organes régulateurs : le foliot, le pendule, et le balancier. 
- le foliot[29] a été décrit précédemment dans la section « régulateur » ;
- le pendule d'horlogerie, issu des réflexions de Galilée en 1638, et concrétisé par Huygens en 1657. Les premières horloges à pendule cycloïdal, inventé par Huygens, avaient des oscillations de grande amplitude non isochrones (de même durée). L'isochronisme était obtenu grâce à deux lames en forme de cycloïdes contre lesquelles s'appuyait le fil de suspension du pendule, pendant l'oscillation. Plus tard, l'amplitude des oscillations est réduite, réalisant ainsi l'isochronisme sans recourir aux joues cycloïdales[30] ;

Les premiers pendules
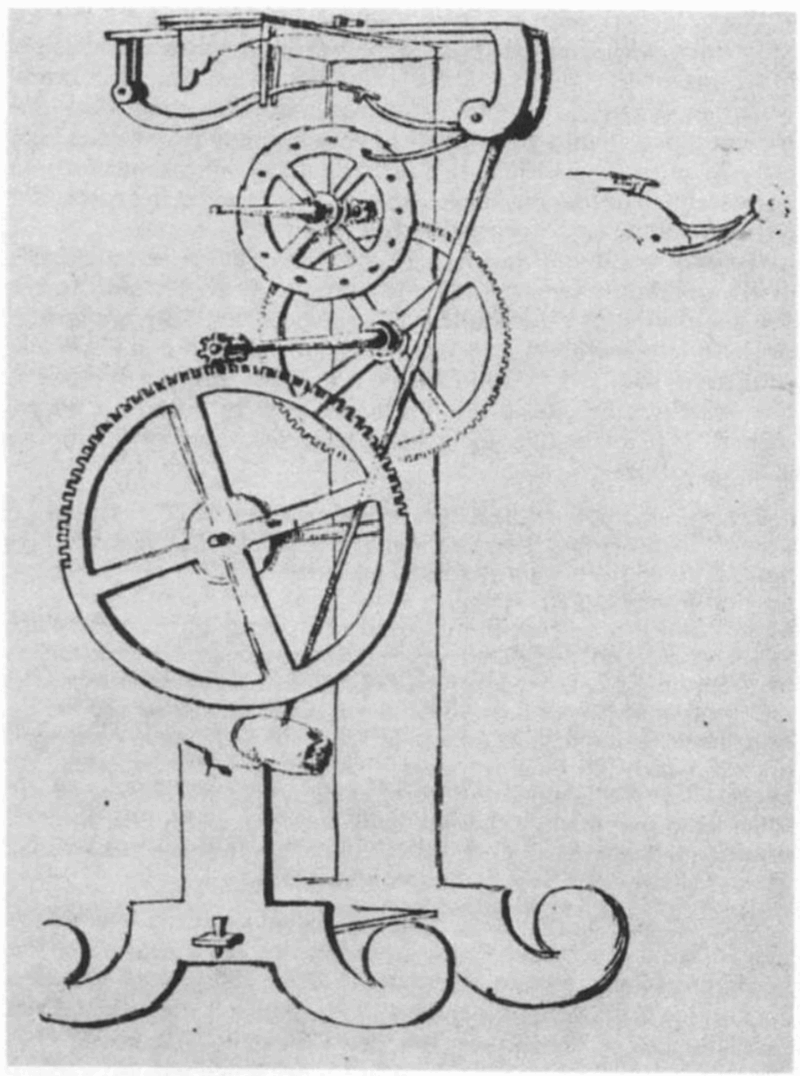
Projet d'horloge à pendule de Galilée, dessin de 1659.
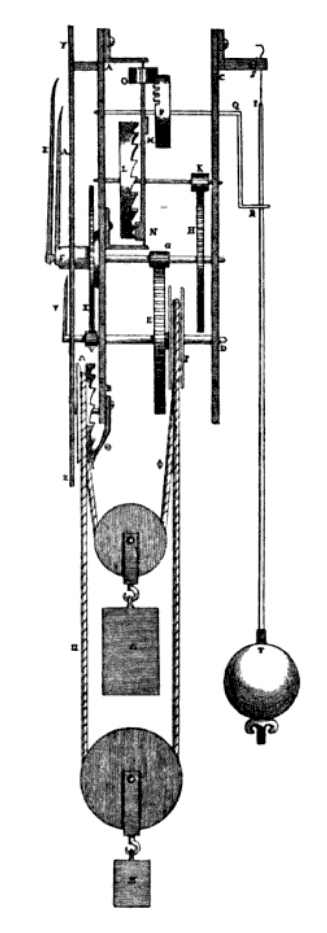
Première horloge à pendule de Huygens dite à pirouette, 1658.
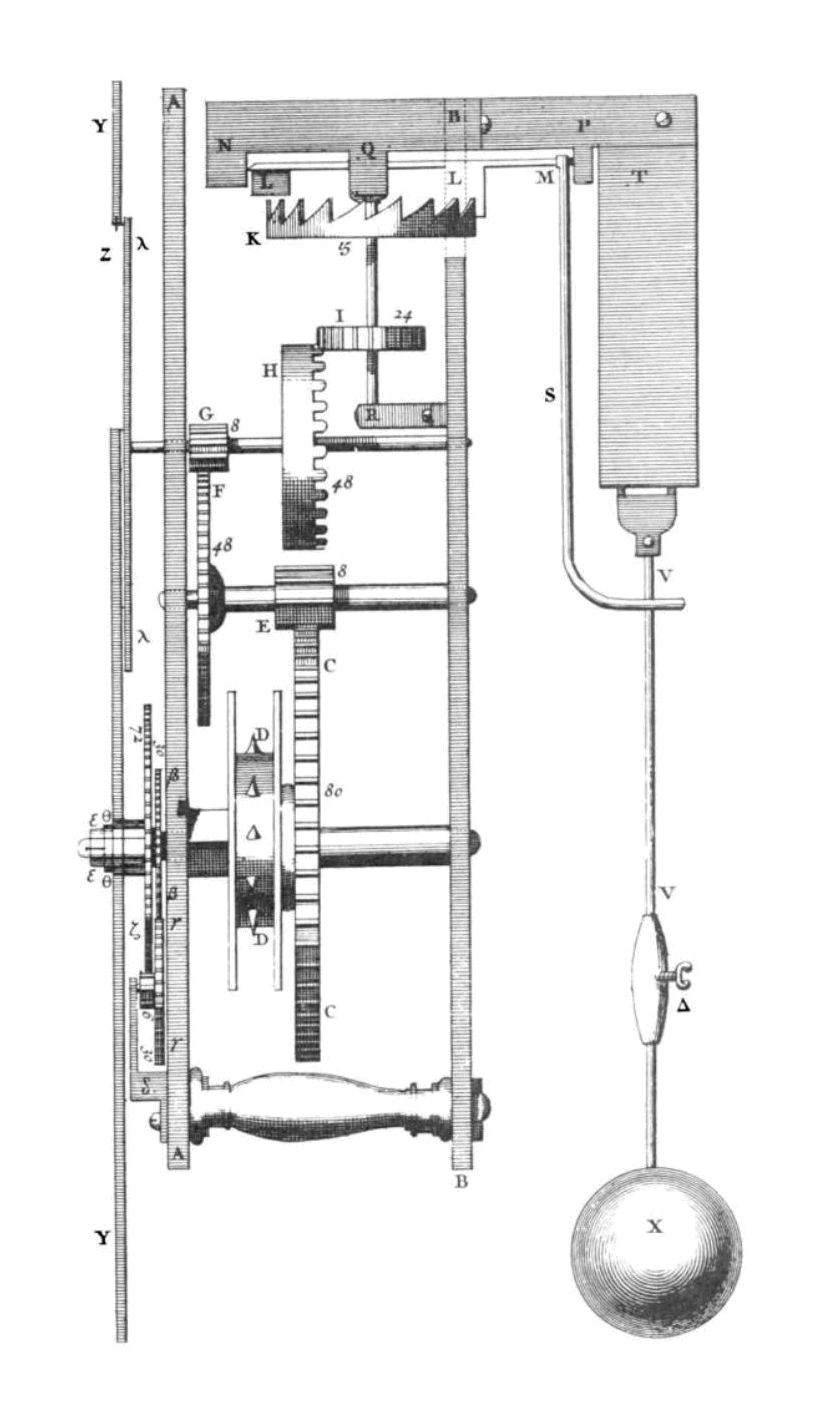
Seconde horloge de Huygens, à pendule cycloïdal, 1673.
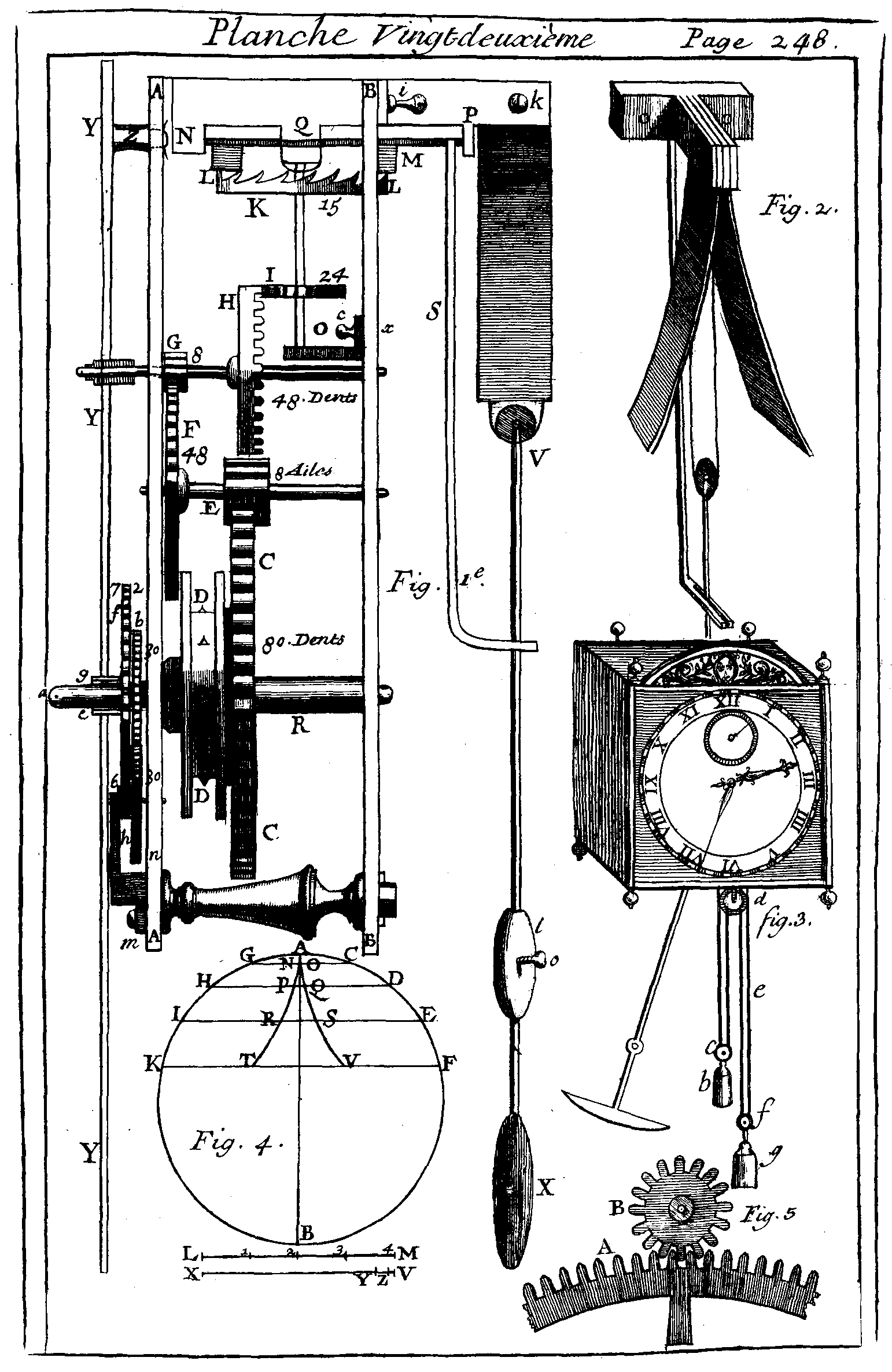
Horloge à secondes, décrite dans le détail, 1709.
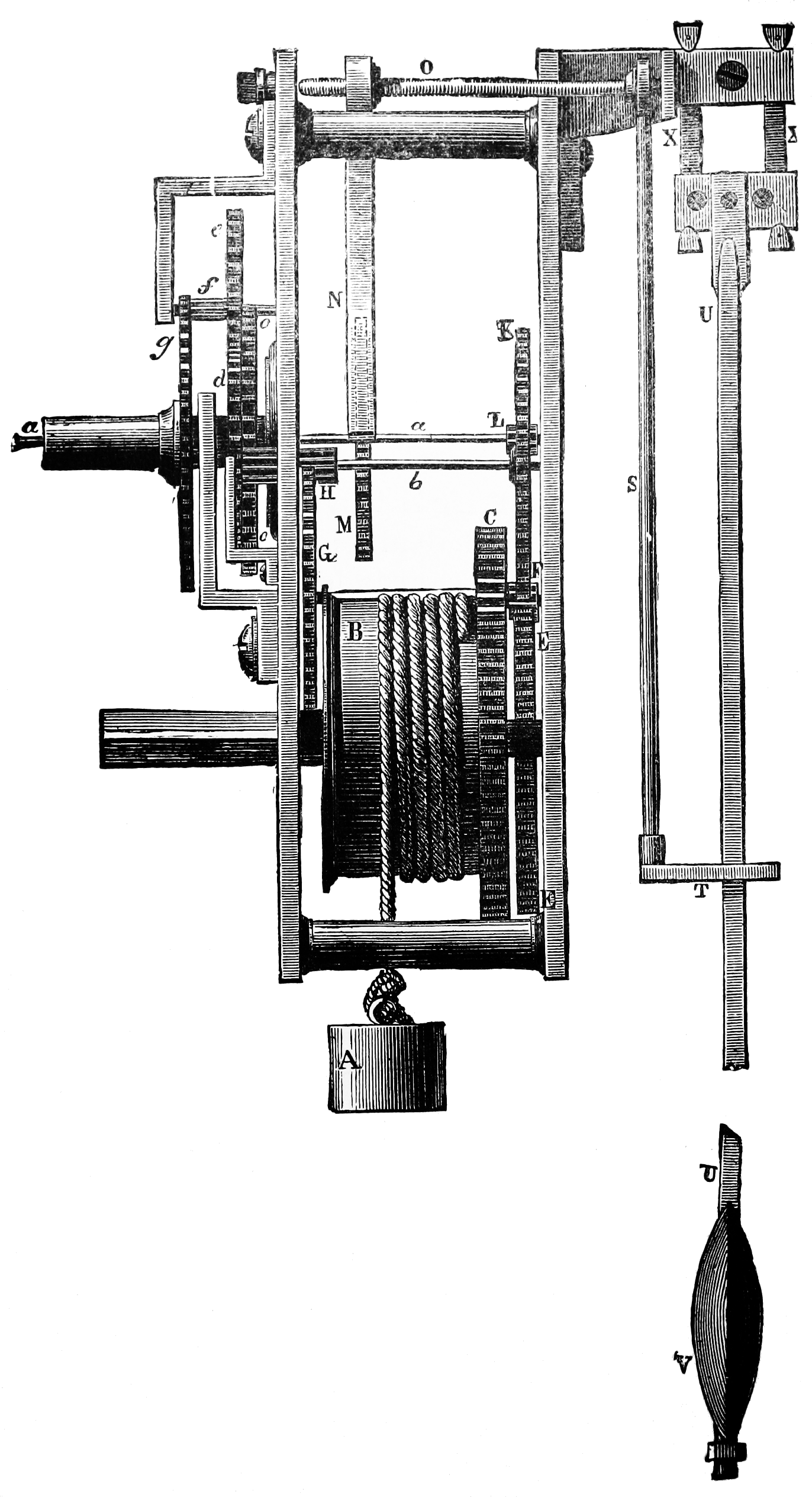
Pendule adapté à un échappement à ancre.

- le balancier d'horloge : les horlogers réservent actuellement le terme de balancier à l'oscillateur circulaire des montres, pour éviter des confusions avec le pendule des horloges appelé lui aussi traditionnellement balancier.

Il en existe une dizaine de variétés.

Quelques types de balanciers
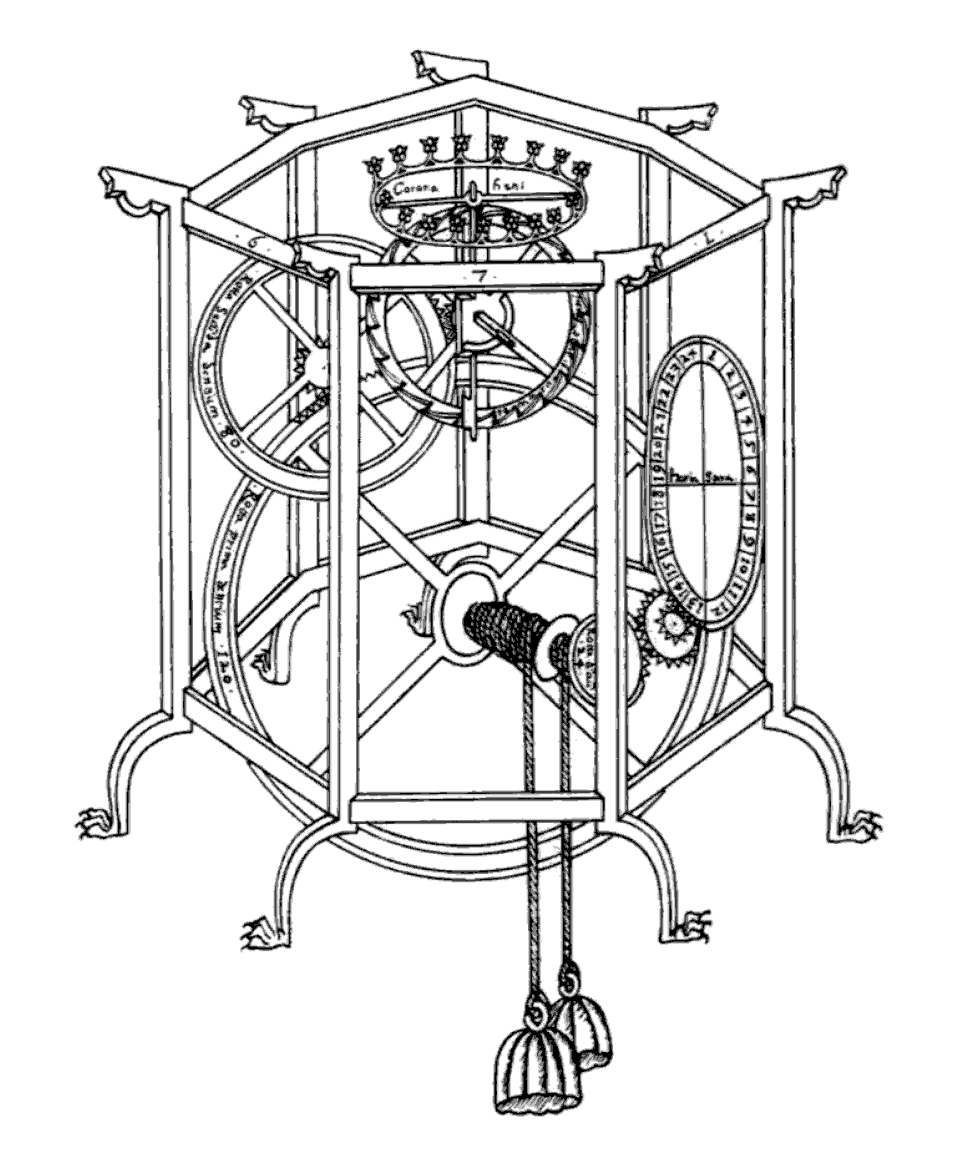
Premier balancier ? dit aussi foliot à couronne, Dondi, 1364.
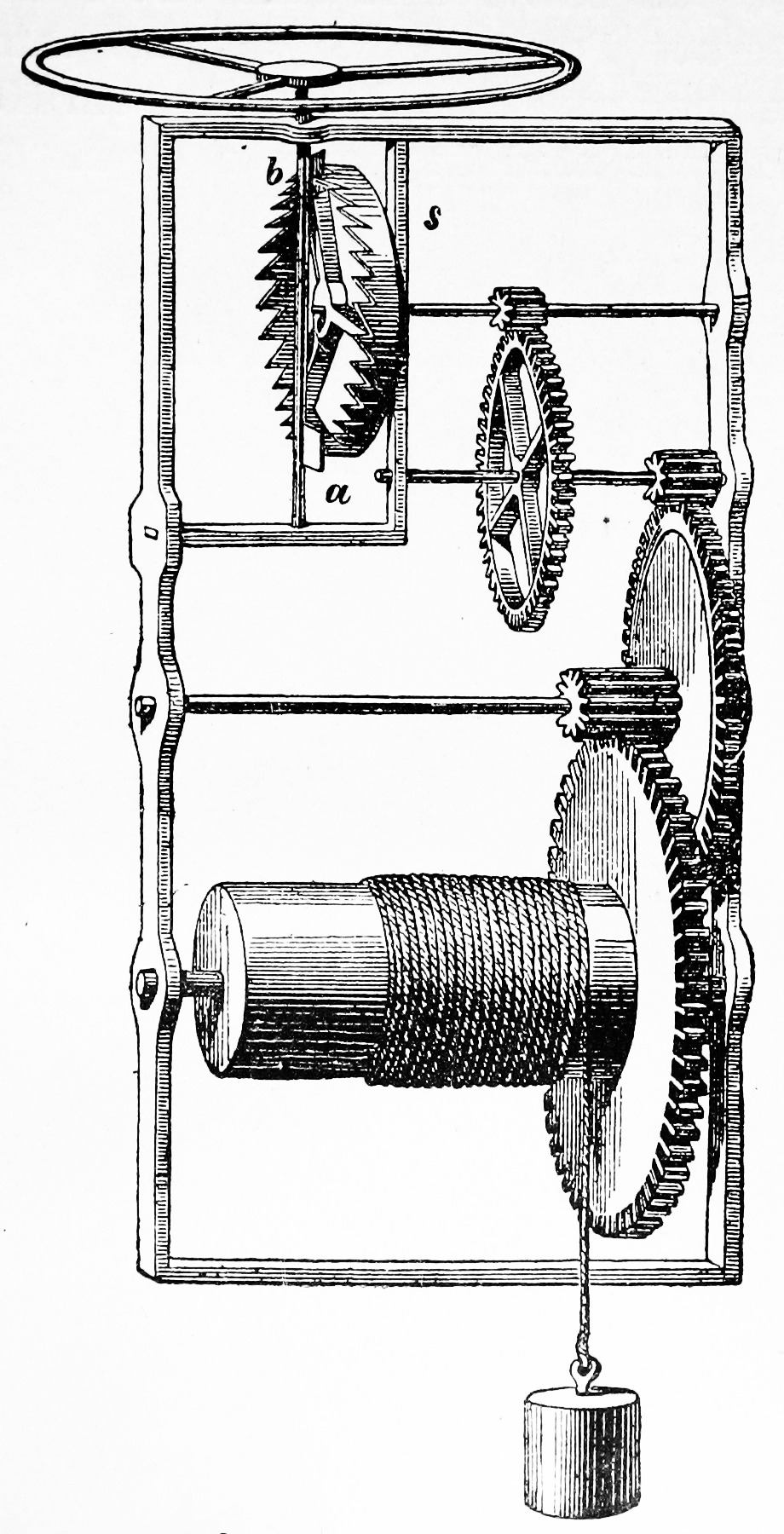
Balancier, simple volant, avec un échappement à verge.
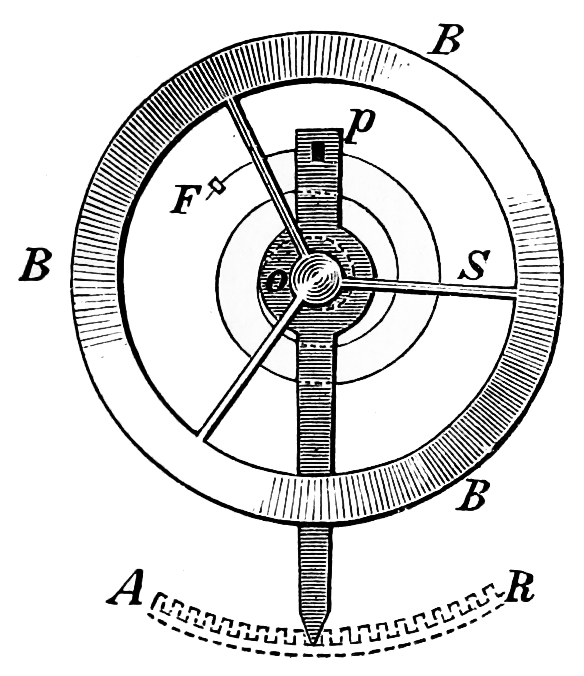
Balancier-spiral.
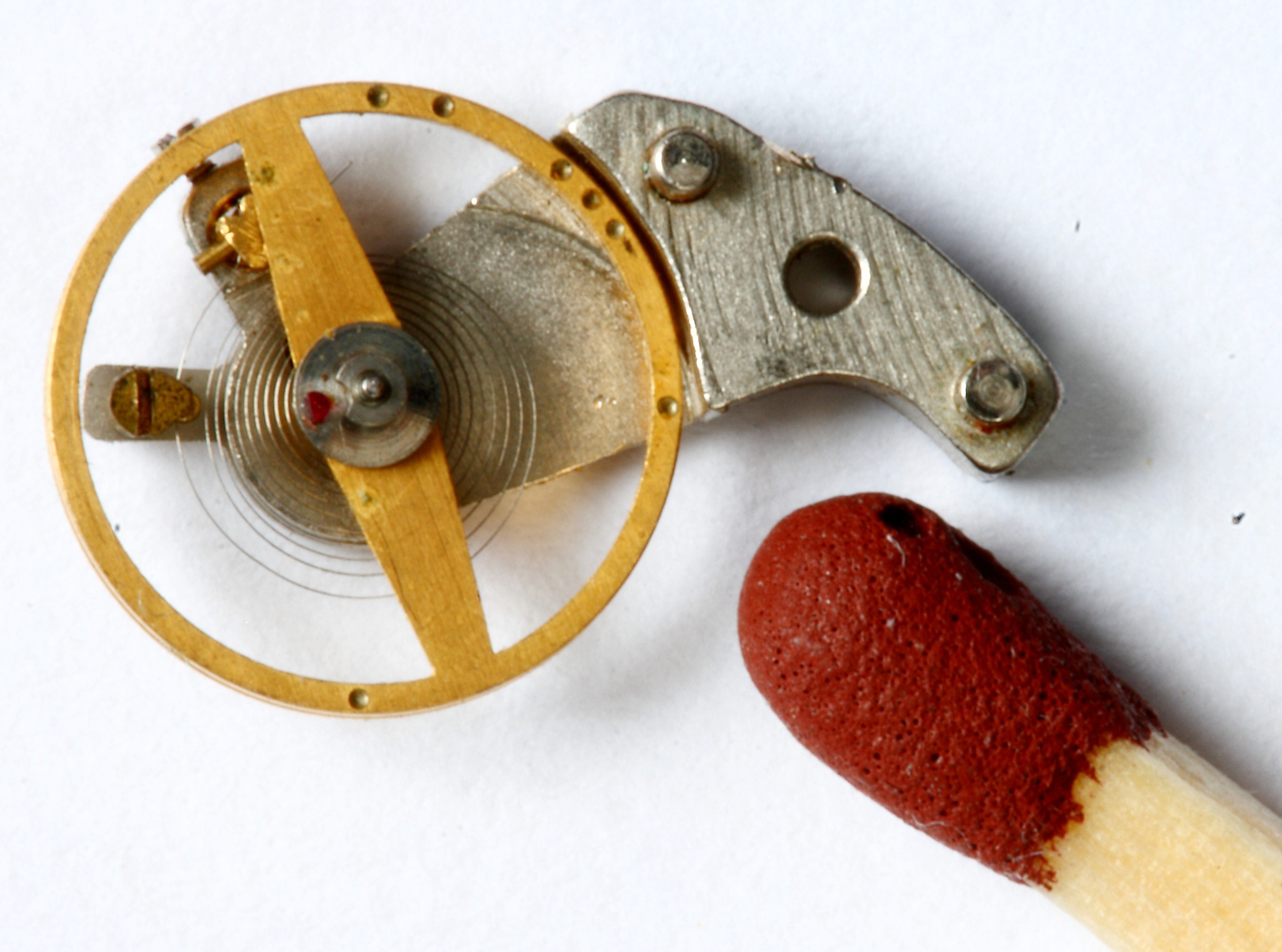
Balancier-spiral, échelle, 1753.
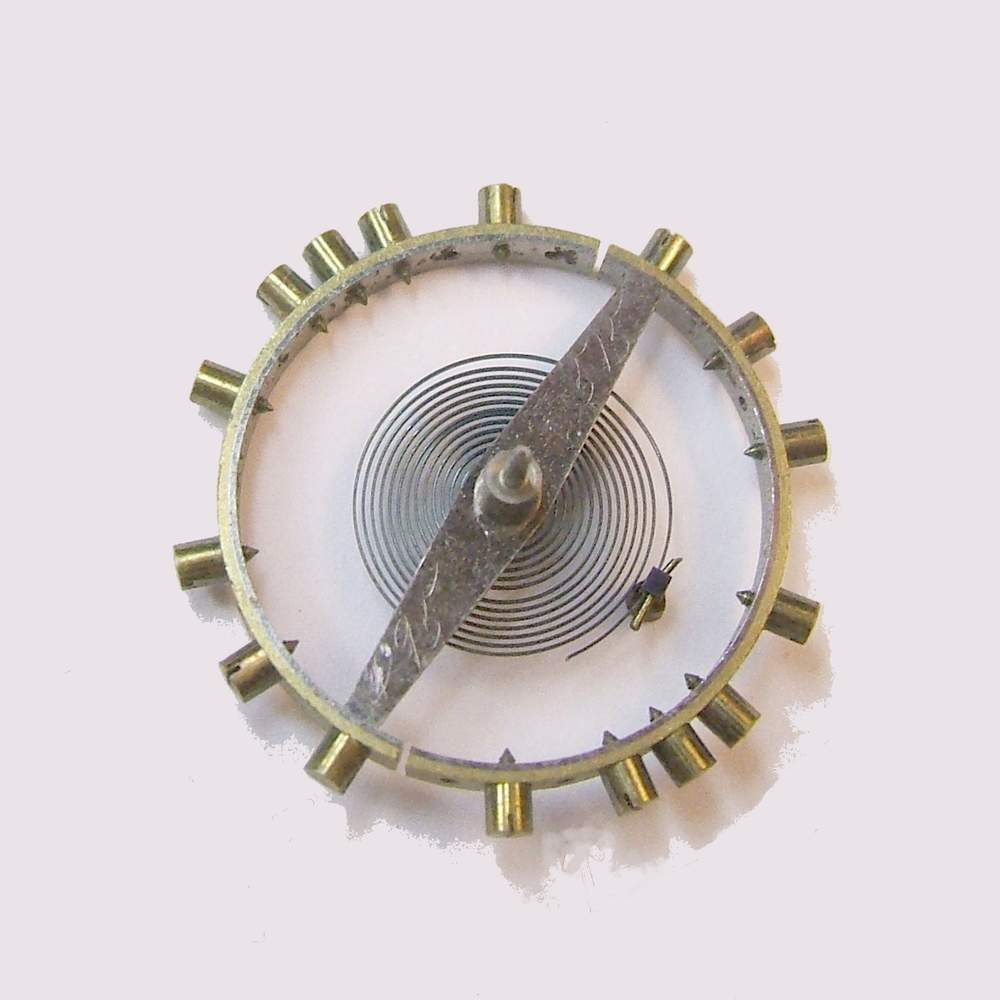
Balancier bimétallique ou compensateur.
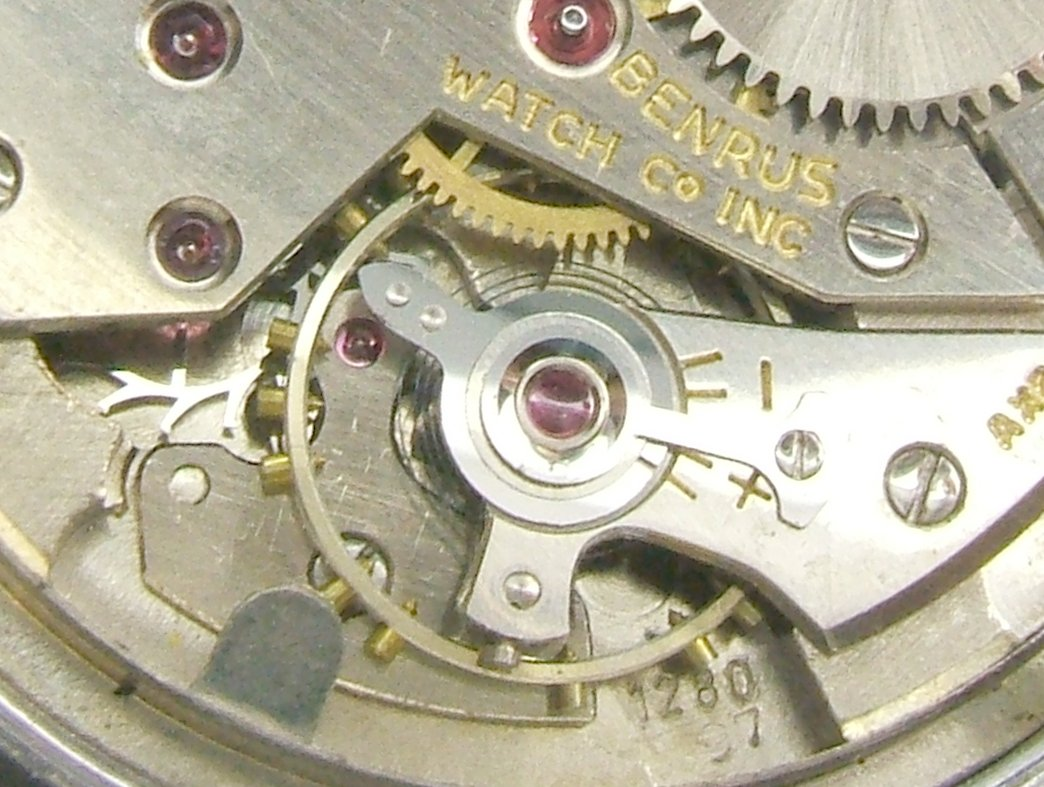
Balancier compensateur en situation.

## La cage
Comme son nom l'évoque, elle « enferme » l'ensemble du mécanisme des différents types d'instruments horlogers.
Sur les premières horloges, qu'elles soient d'intérieur ou d'édifices, sa structure, de forme généralement parallélépipédique, est constituée d'un assemblage de barres de fer reliées par des coins, sorte de clavettes pentées. Plus tard, ces coins seront remplacés par des chevilles et des boulons, mais ce type de squelette perdurera jusqu'au XIXe siècle pour les horloges d'édifices. Tardivement, à la même époque, la cage se transformera en bâti de fonte pour les horloges de clocher dites horizontales.

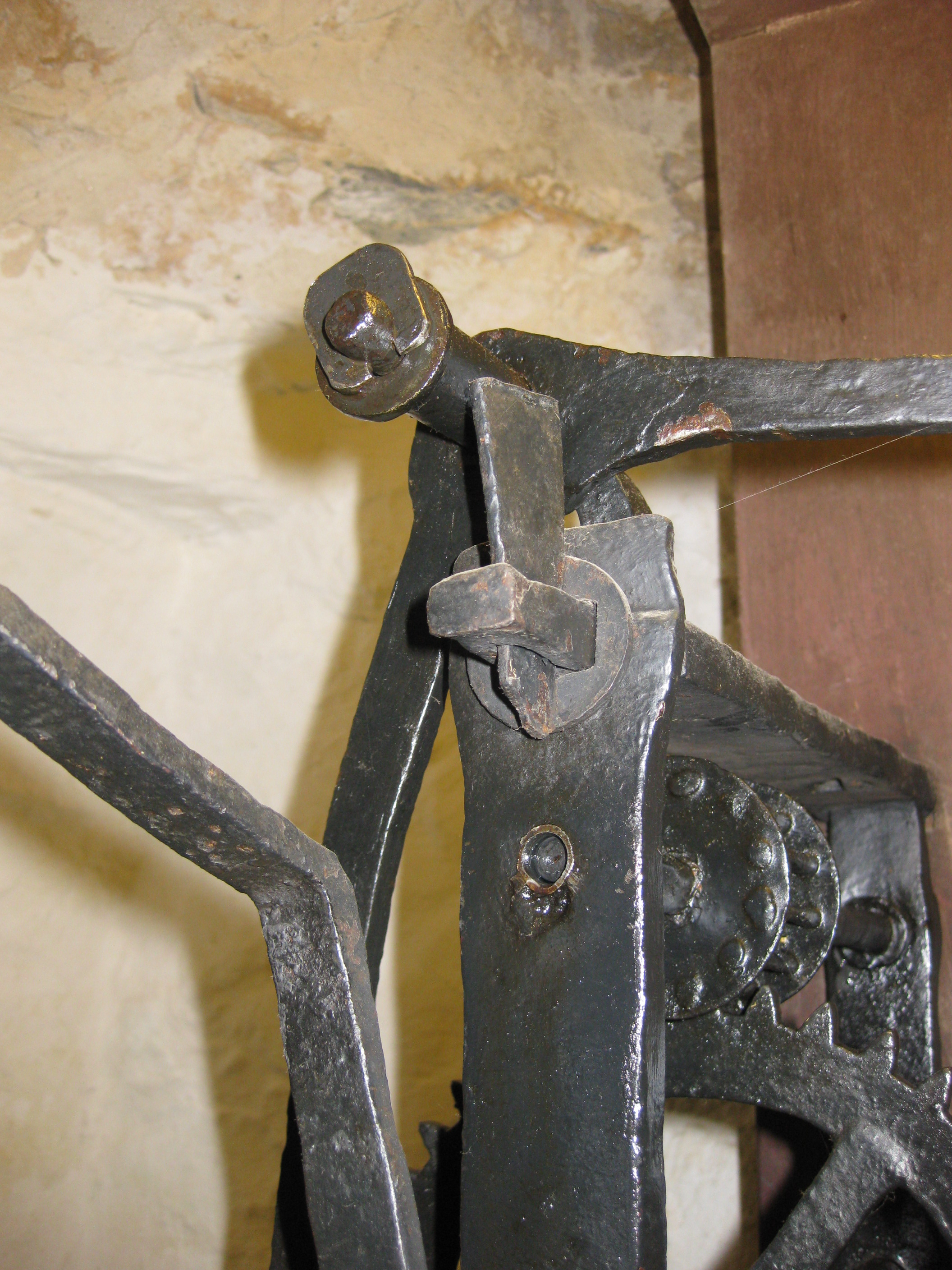
Coin d'assemblage en fer forgé, ca. 1500.
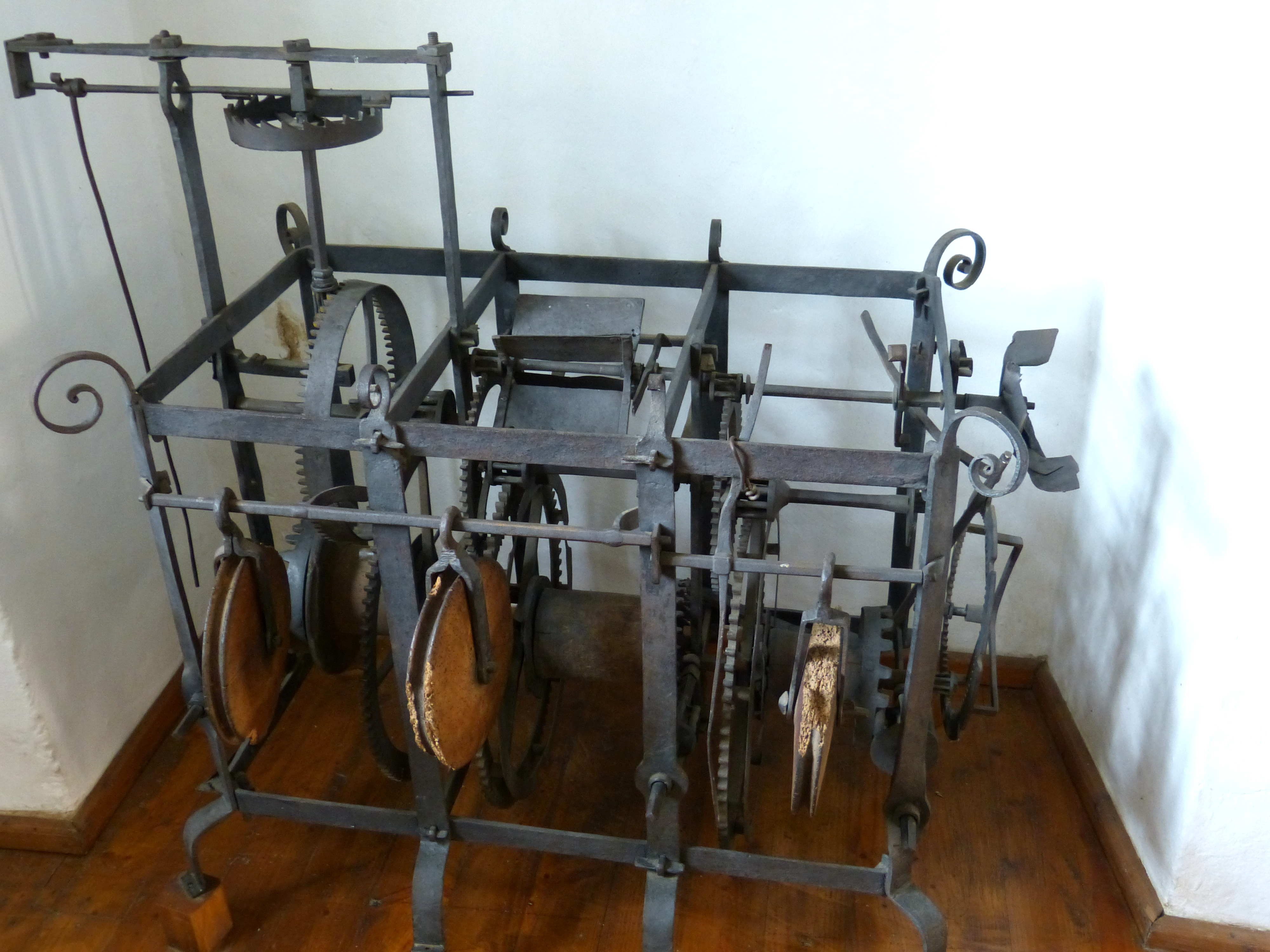
Cage en fer, avec chevilles, 1546.
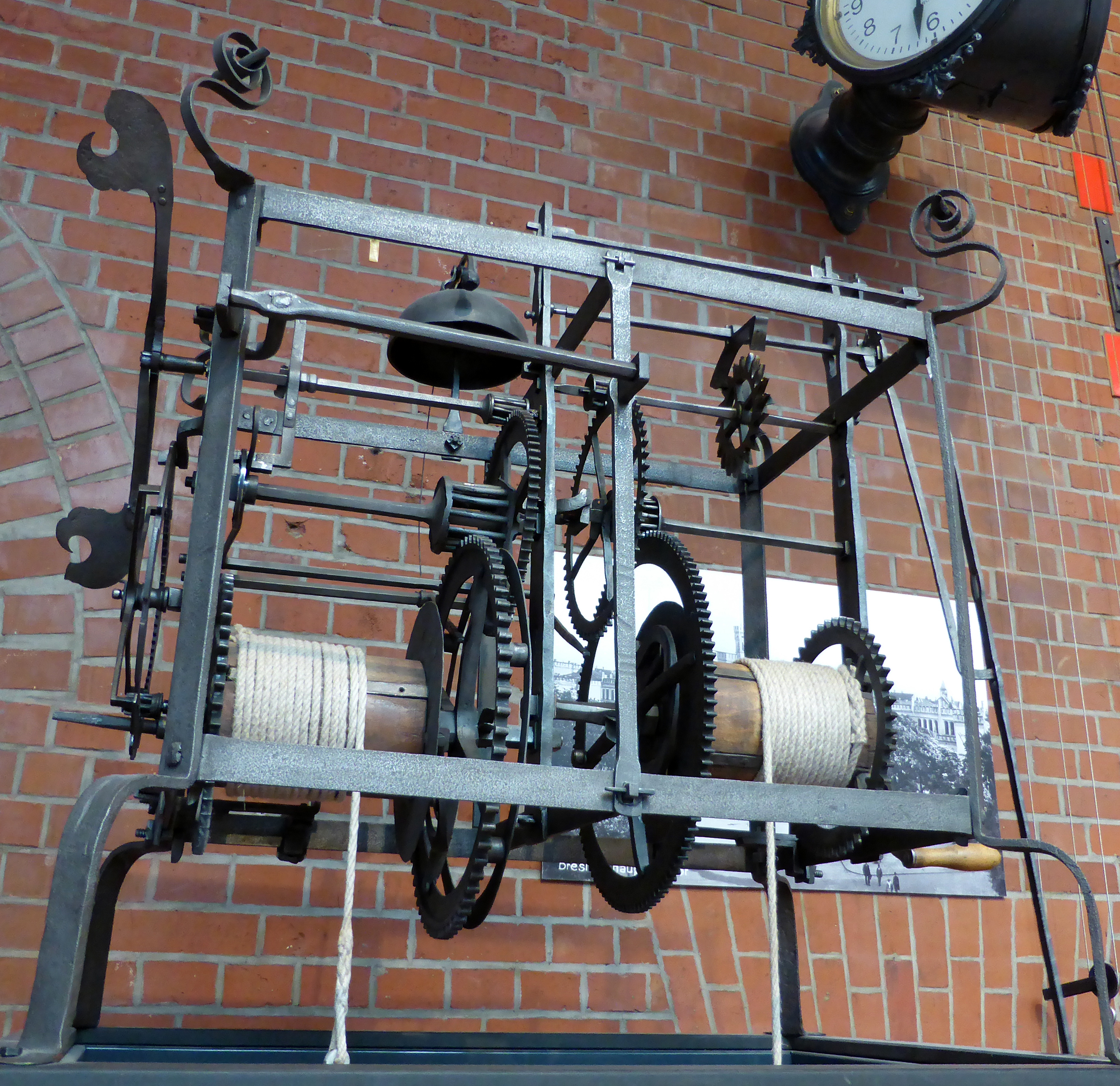
Ici, éléments boulonnés et clavetés, XVIIIe siècle.
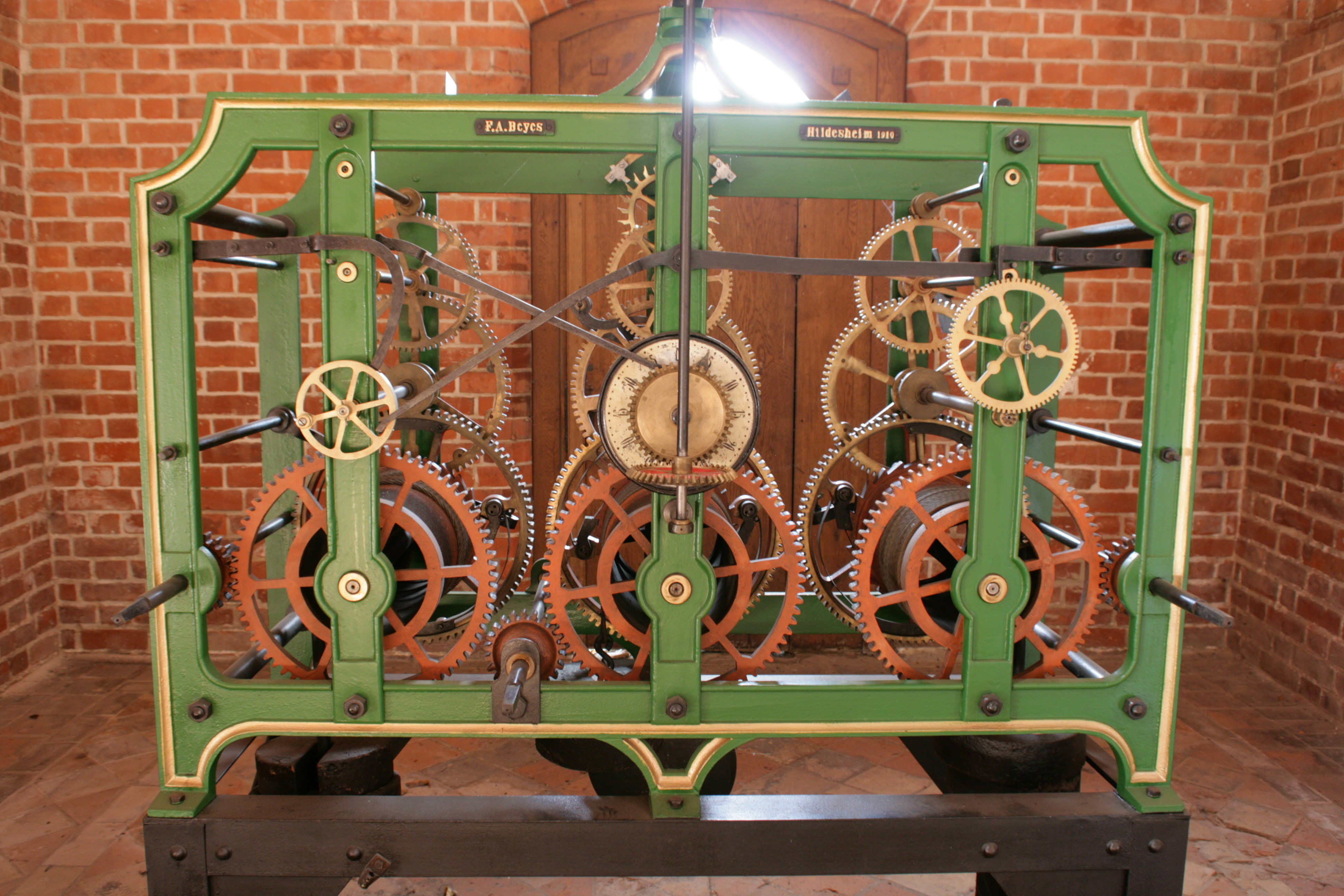
Bâti en fonte d'horloge horizontale, 1910.
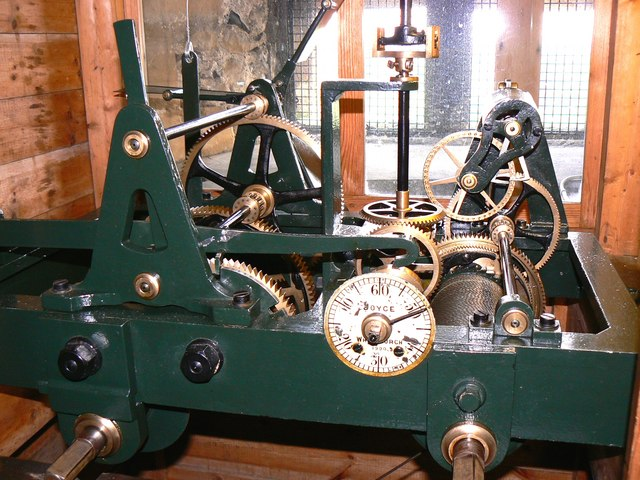
Autre bâti en fonte, XXe siècle.

Le laiton remplacera avantageusement le fer dans les horloges miniaturisées, qu'elles soient d'intérieur ou de voyage. La structure de ces dernières résultera d'un assemblage de Platines reliées par des piliers ; de forme carrée, hexagonale, elle sera aussi adaptée à la conformation circulaire des montres.

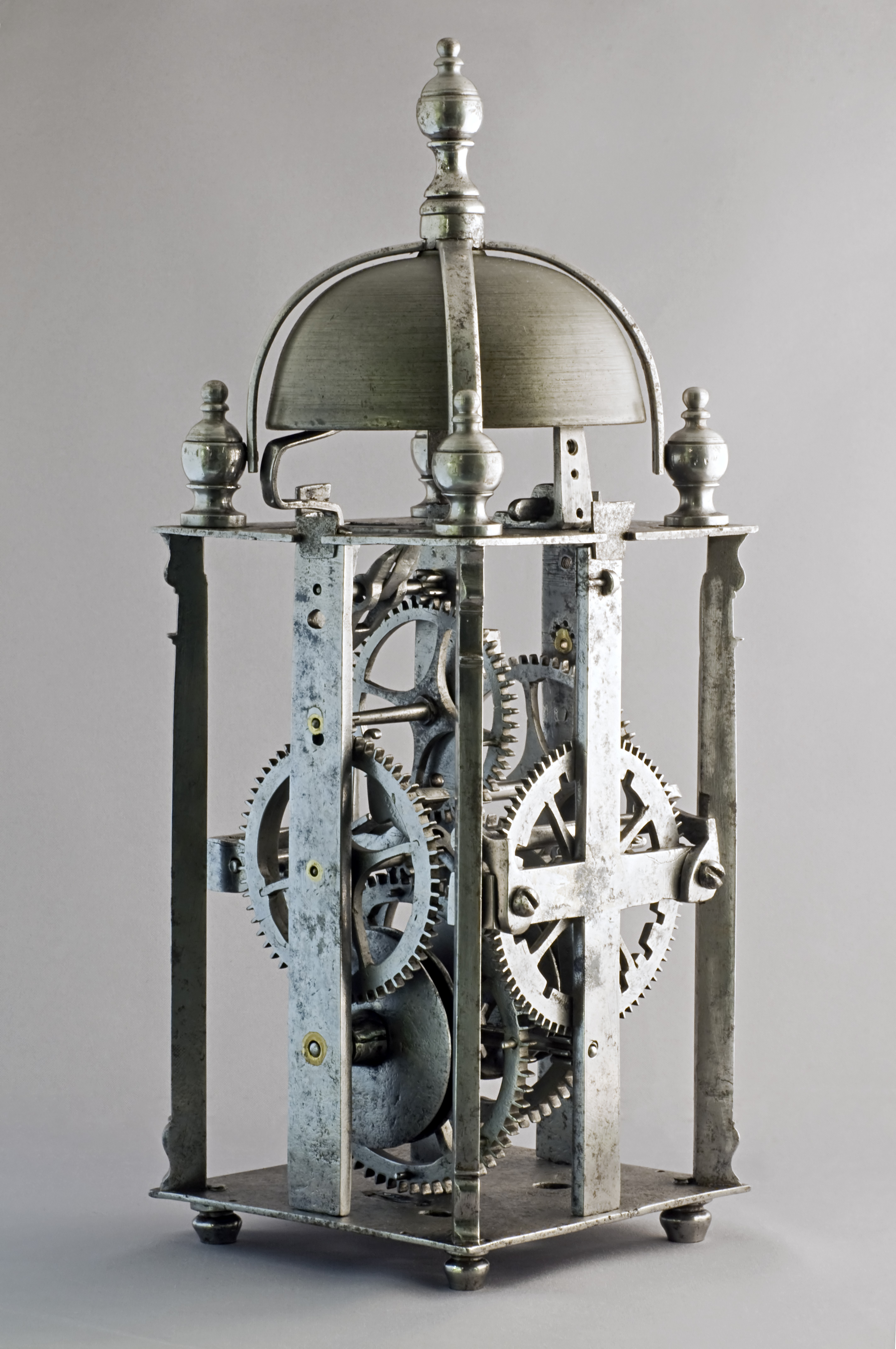
Horloge lanterne en fer, ca. 1500.
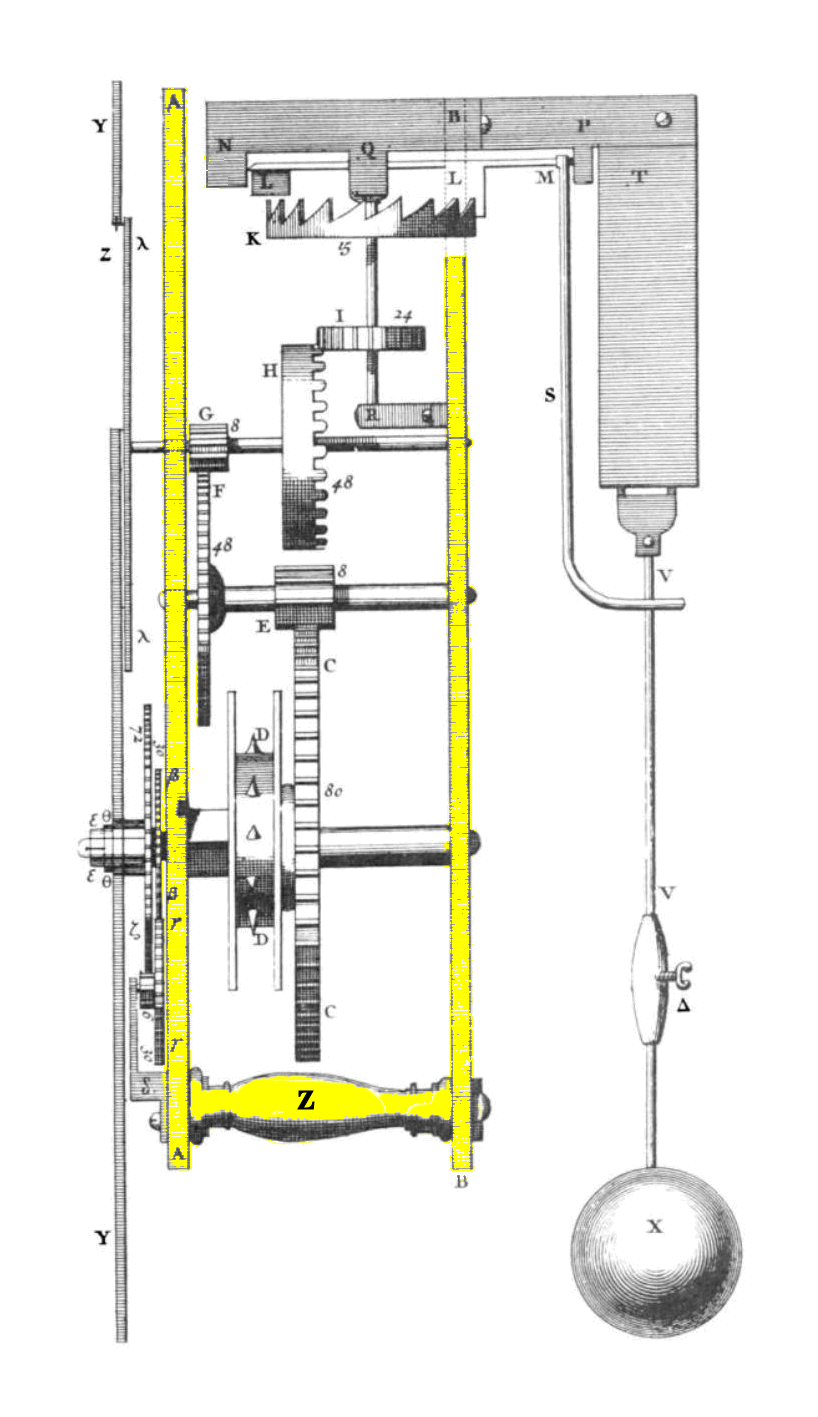
Platines A et B et pilier Z dans l'horloge de Huygens, 1673.
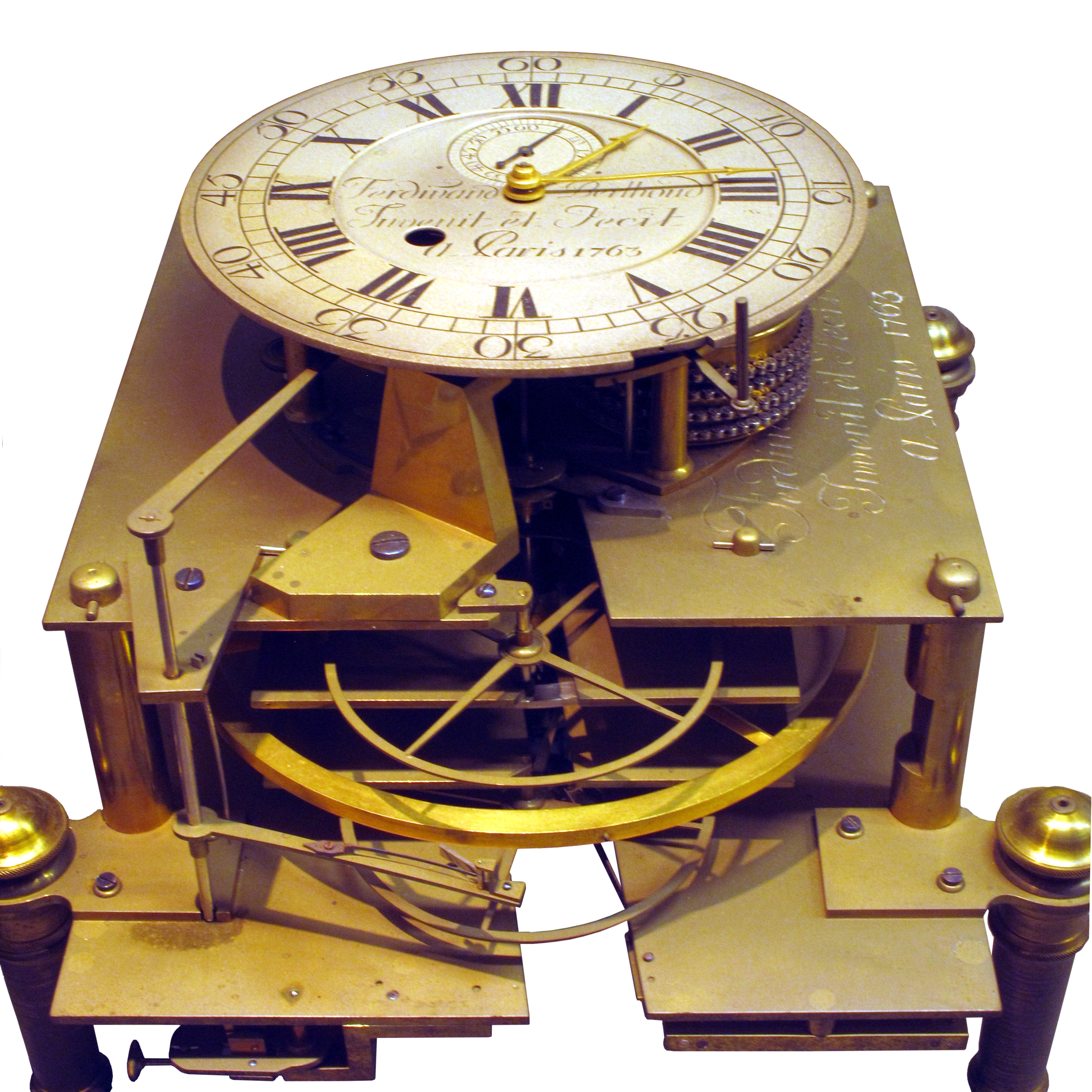
Horloge marine, principalement en laiton , 1763.
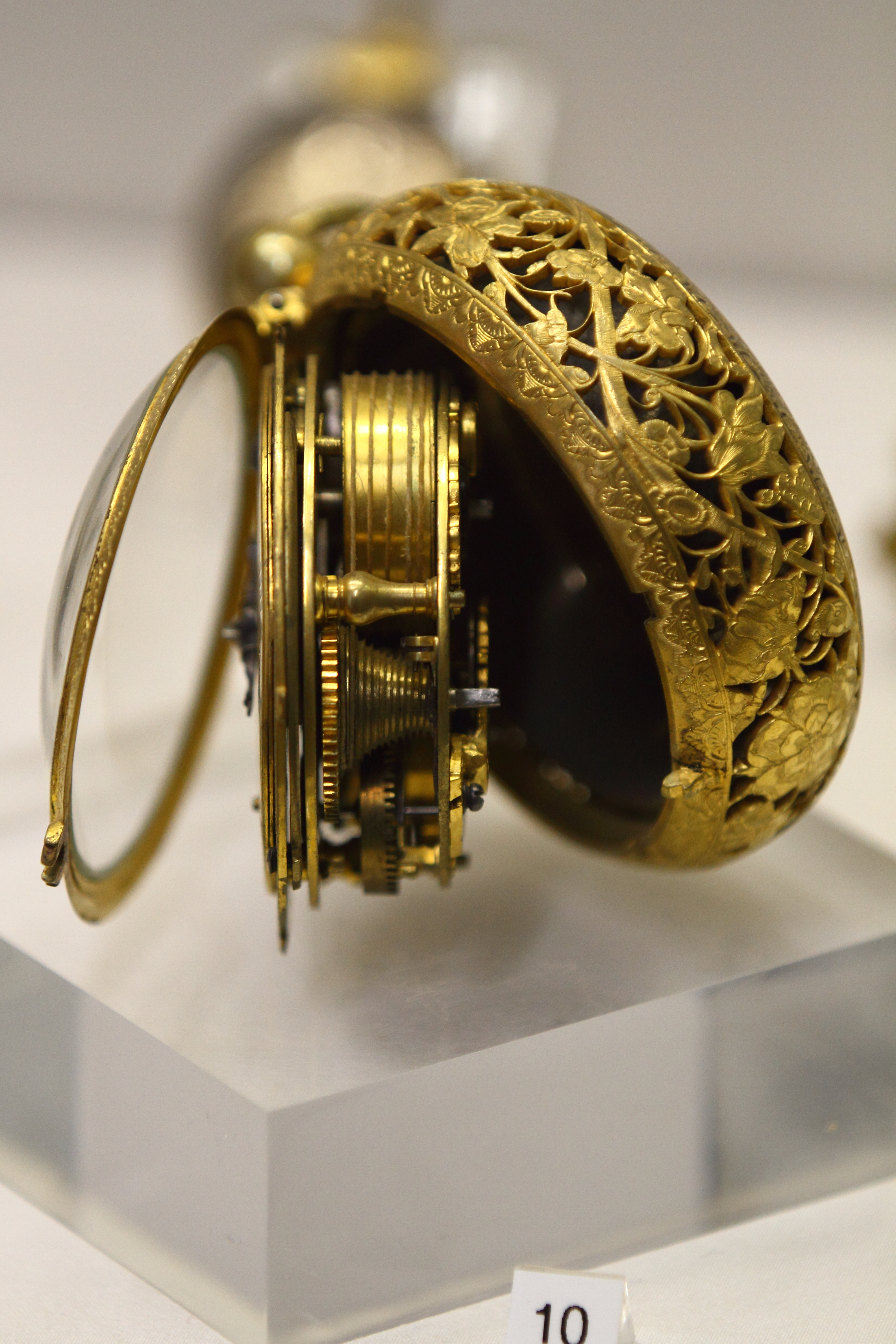
Montre avec platines et piliers en laiton, XVIe siècle.

Une des fonctions de la cage est de supporter les axes des mobiles à leurs extrémités.

À l'origine, ce n'était que de simples trous percés dans les platines ou les piliers, trous dont la forme était parfois carrée, dans les horloges de clocher. Des éléments rapportés, paliers ou coussinets, amélioreront la fonction guidage des axes. Plus précis, adaptés à la lubrification, notamment par les huiliers, ils seront interchangeables. D'abord en acier ou en bronze, ils seront remplacés à certains endroits des montres, par des « pierres », dès le XVIIIe siècle. Ce seront des pierres naturelles (grenat, agate, diamant) ou synthétiques (corindon, rubis), matières qui réduisent le frottement et diminuent ainsi l'usure des surfaces en contact.

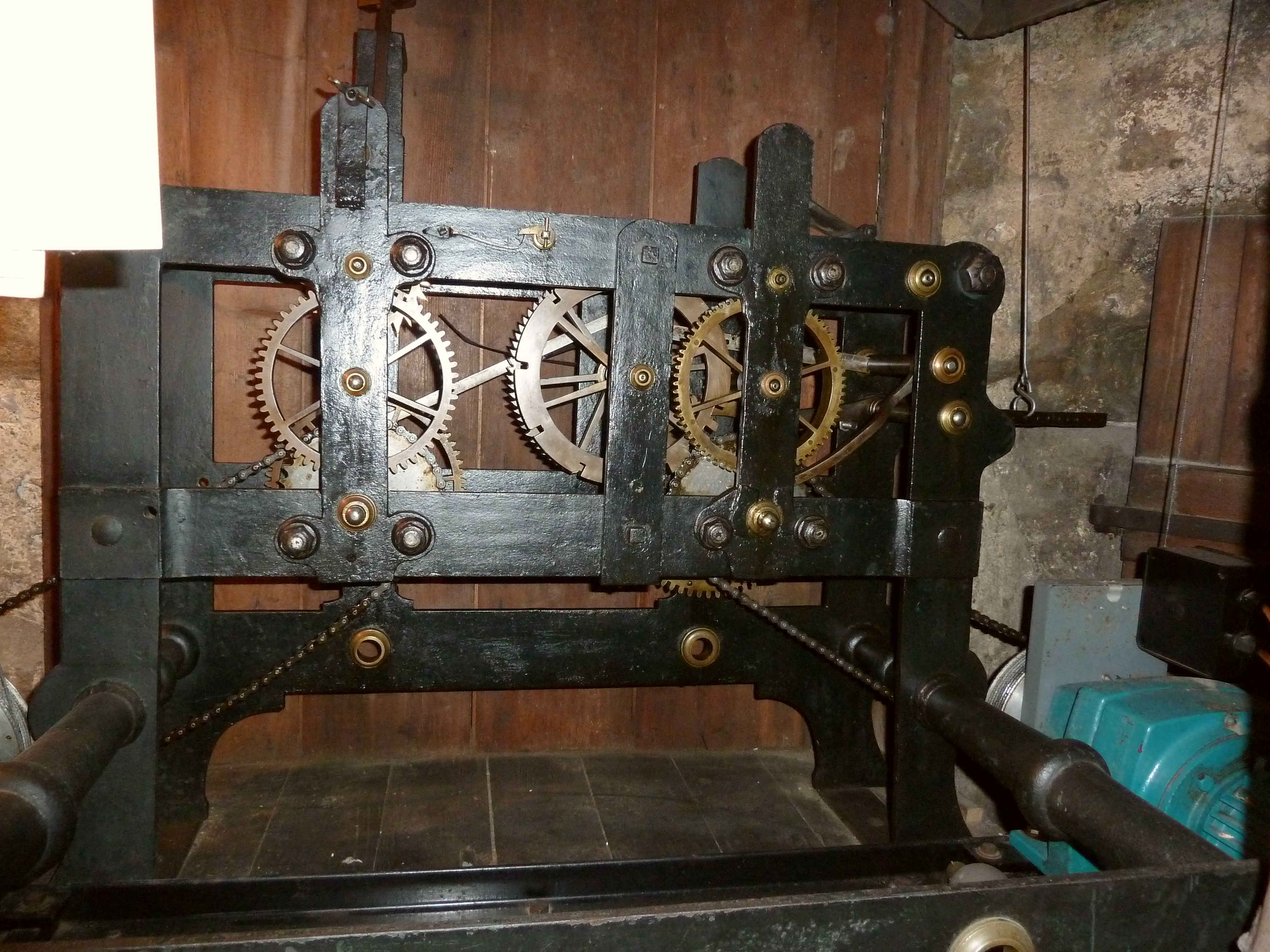
Quelques coussinets en laiton ou bronze.
Pivot cylindrique et coussinet type pierre.
Pivot dit « conique » et son contrepivot pierre.

## Le cadran, les aiguilles
Cadran et aiguilles sont des indicateurs. Ils permettent de remplir la fonction principale d'un instrument horloger : « donner l'heure ».

Ils sont souvent présentés conjointement dans un cadre descriptif et artistique concernant un style d'horloge ou de montre. Ici, ne sera développé que l'aspect historique de ces deux éléments.
Les premières horloges sont aveugles, c'est-à-dire qu'elles ne présentent ni cadran, ni aiguille ; elles sonnent tout simplement. Cette information sonore, qui n'intervient qu'une fois par heure, à l'« heure sonnante », sera vite complémentée par un affichage en continu, tout d'abord en plaçant un index fixe devant la roue graduée des heures, puis grâce au couple cadran-aiguille. Le cadran, solidaire de la cage ou en avant de celle-ci, comporte alors 24 divisions horaires et l'aiguille est unique. Cette aiguille, fixée à l'extrémité du rouage des heures n'a pas de sens de rotation fixé, elle peut tourner dans le sens horaire ou dans le sens rétrograde. Tout ceci ayant lieu avant les années 1400.

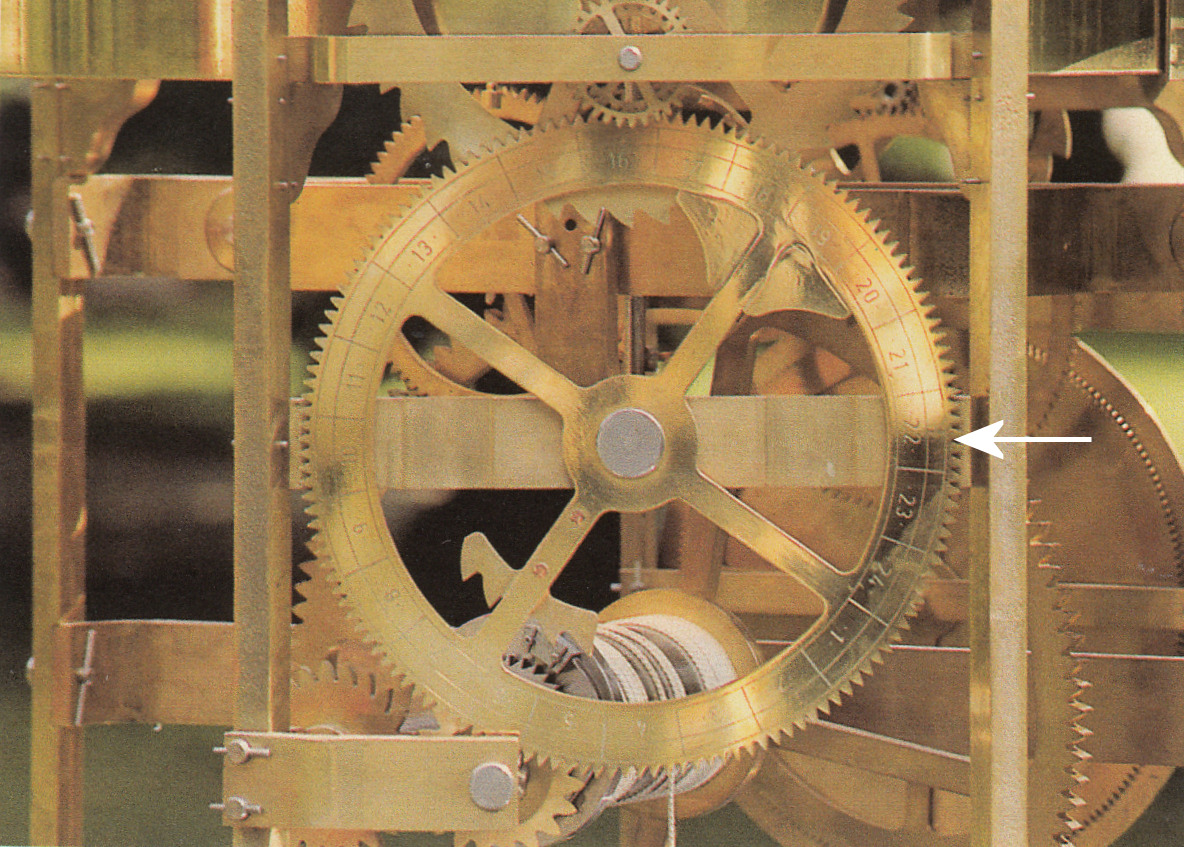
Roue des 24 heures de l'Astrarium de Giovanni Dondi : il est 22 heures à l'index (1348-1364).
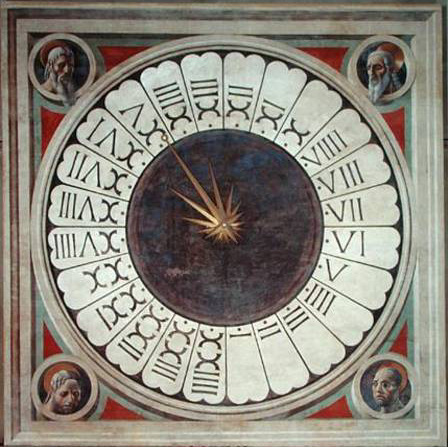
Horloge 24 heures du Duomo de Florence à chiffraison antihoraire (1443).
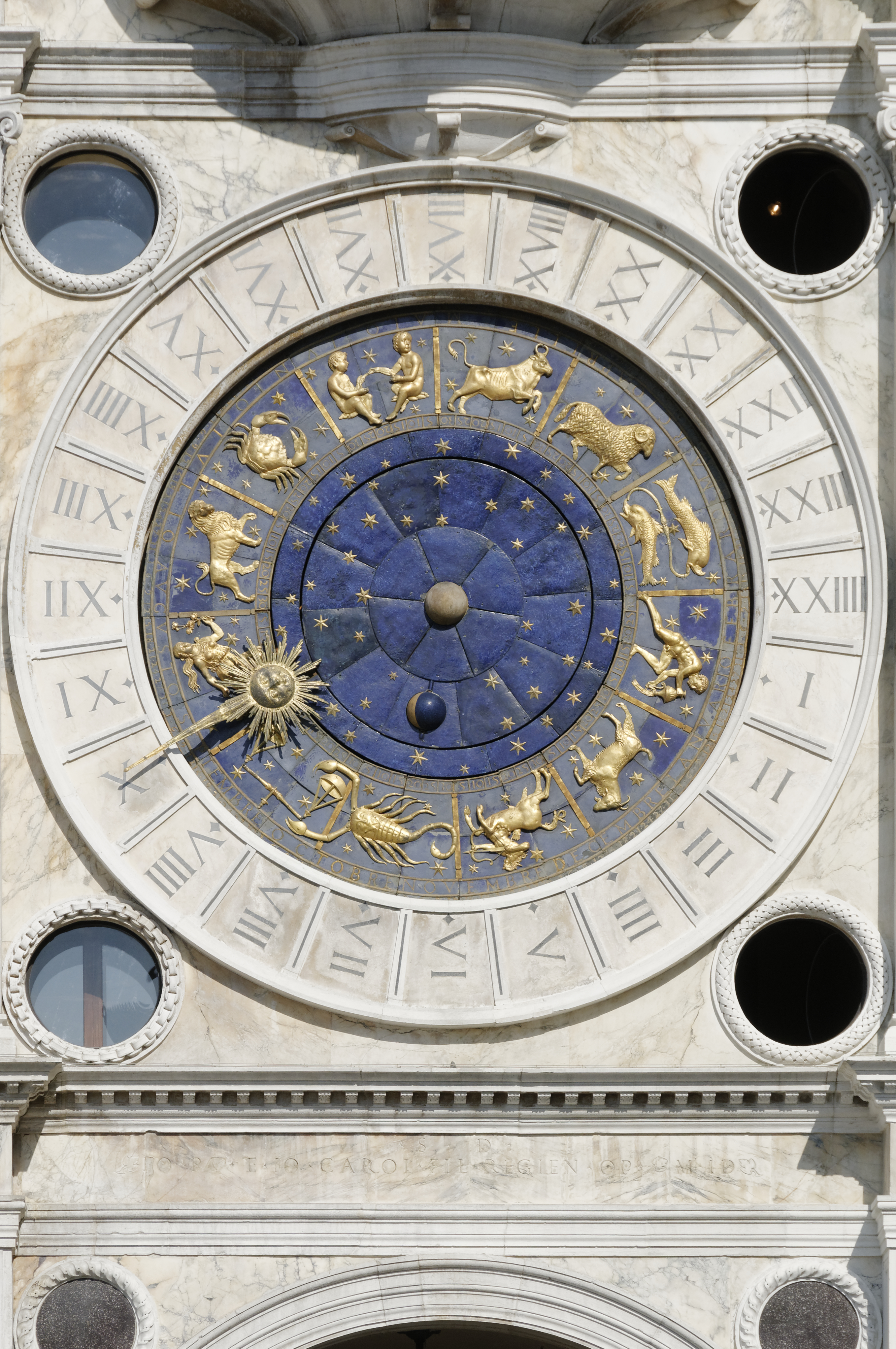
Horloge 24 heures, sens horaire, de la place saint Marc à Venise (fin du XVe siècle).

L'évolution des cadrans d'horloges se traduira d'abord par un affichage sur deux fois douze heures, limitant ainsi le nombre de sonneries, puis par un tour de cadran de douze heures, et même de six heures en Italie.

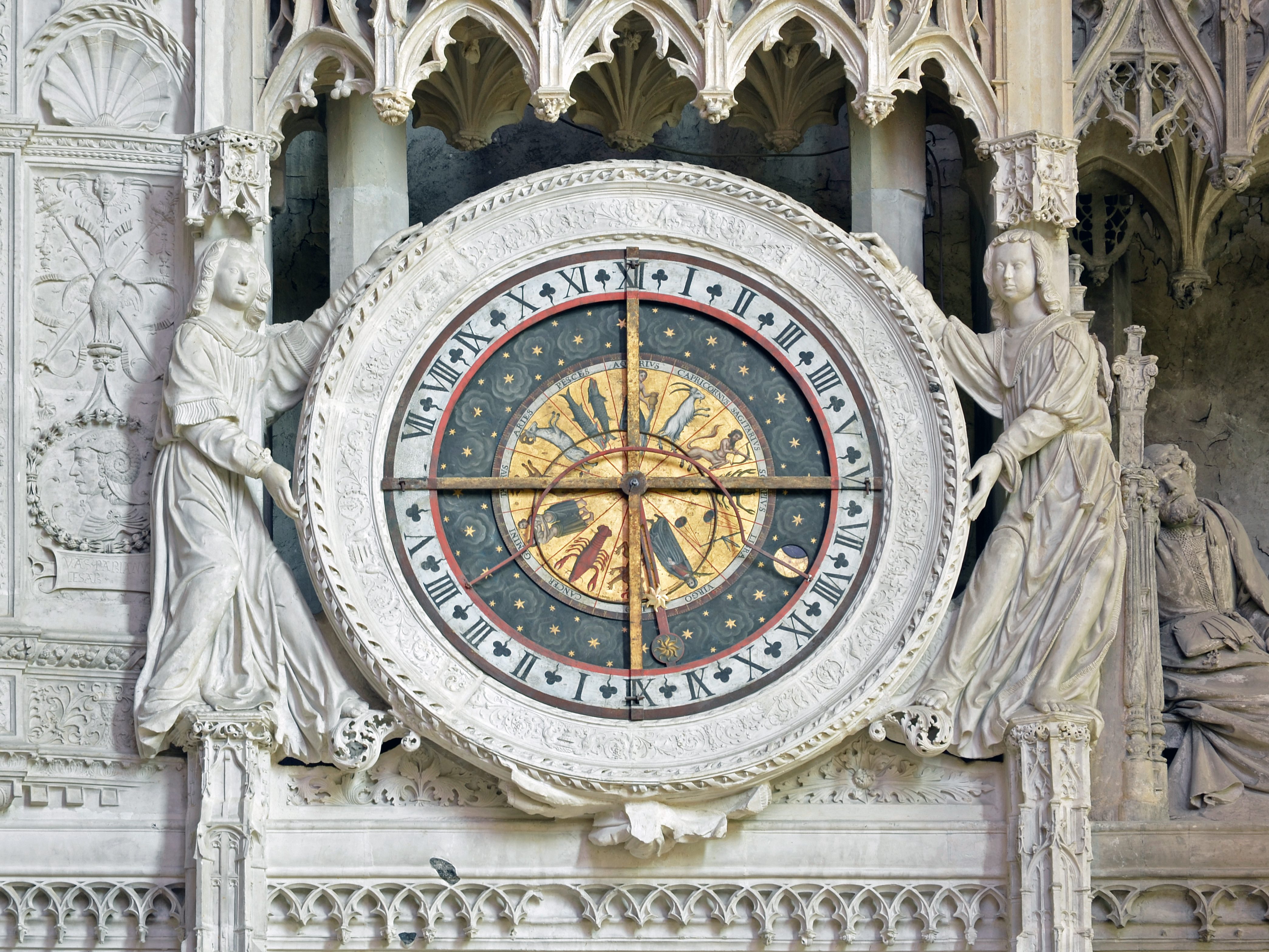
Cadran 2 fois 12 heures de l'horloge de la cathédrale de Chartres (1528).
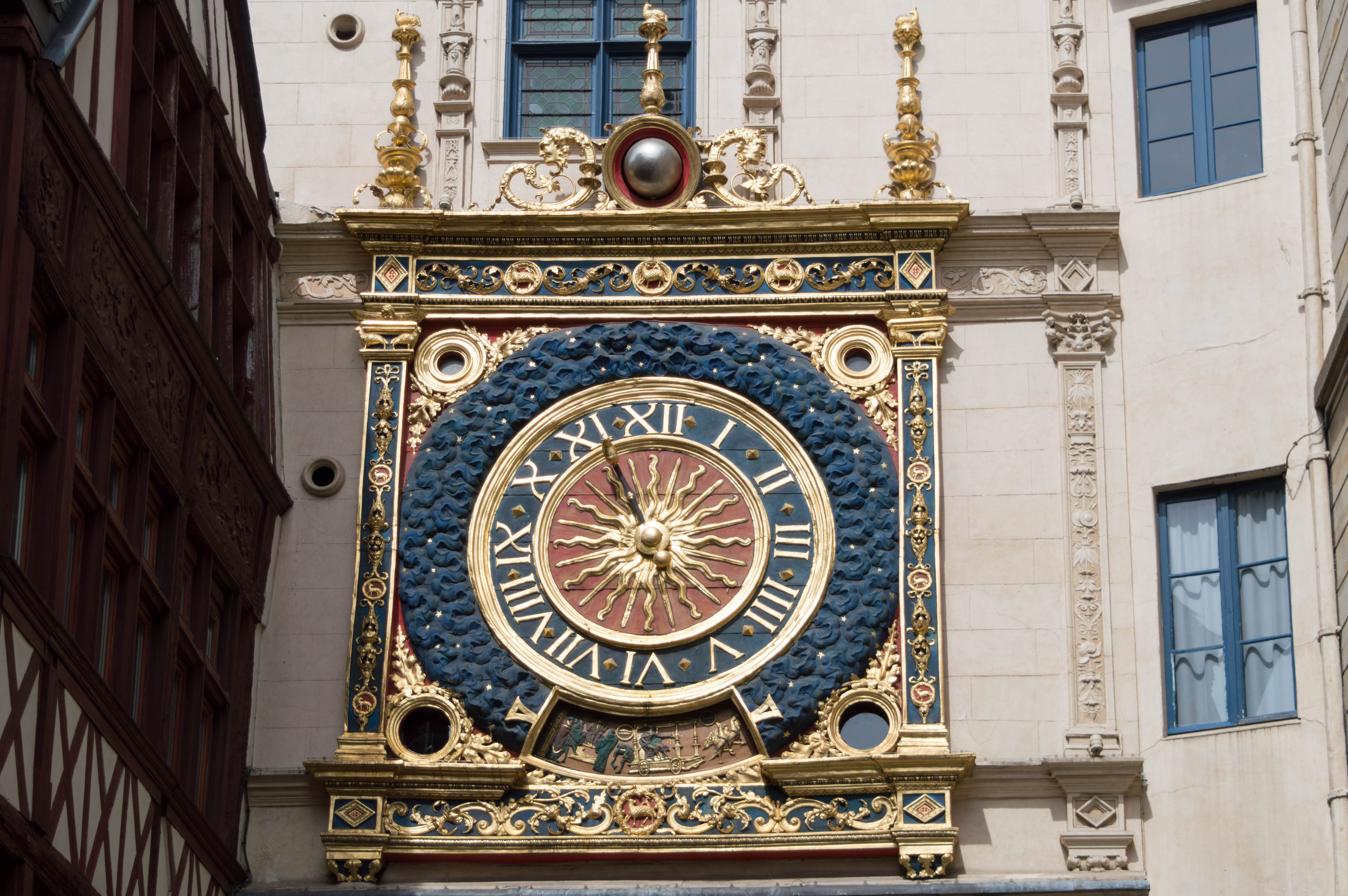
Cadran 12 heures du Gros-Horloge de Rouen (cadran 1527).
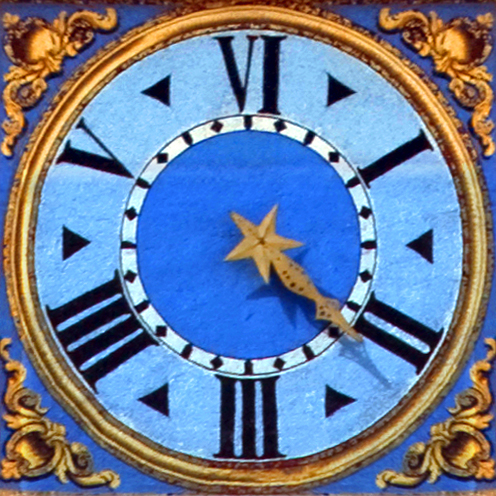
Cadran 6 heures du Palais du Quirinal à Rome.

Le couple cadran-aiguille, en plus d'indiquer l'heure, pourra fournir d'autres informations correspondant aux diverses complications de l'horloge (course du Soleil, de la Lune, etc.). Cet affichage multiple sera le fait des horloges astronomiques, dès le XVe siècle. 

L'aiguille des heures verra l'apparition de sa petite sœur, l'aiguille des minutes, avant la fin du XVIe siècle, sur un cadran auxiliaire. Elle rejoindra, après avoir changé de taille, l'aiguille des heures au centre du cadran à la fin du XVIIe siècle, fait de l'horloger anglais Daniel Quare, en 1686. Il est intéressant de signaler ici que sur le tour du cadran, « l'intervalle « heure » est [théoriquement] divisé en quatre pour les horloges à une aiguille, en cinq pour les horloges à deux aiguilles. » 

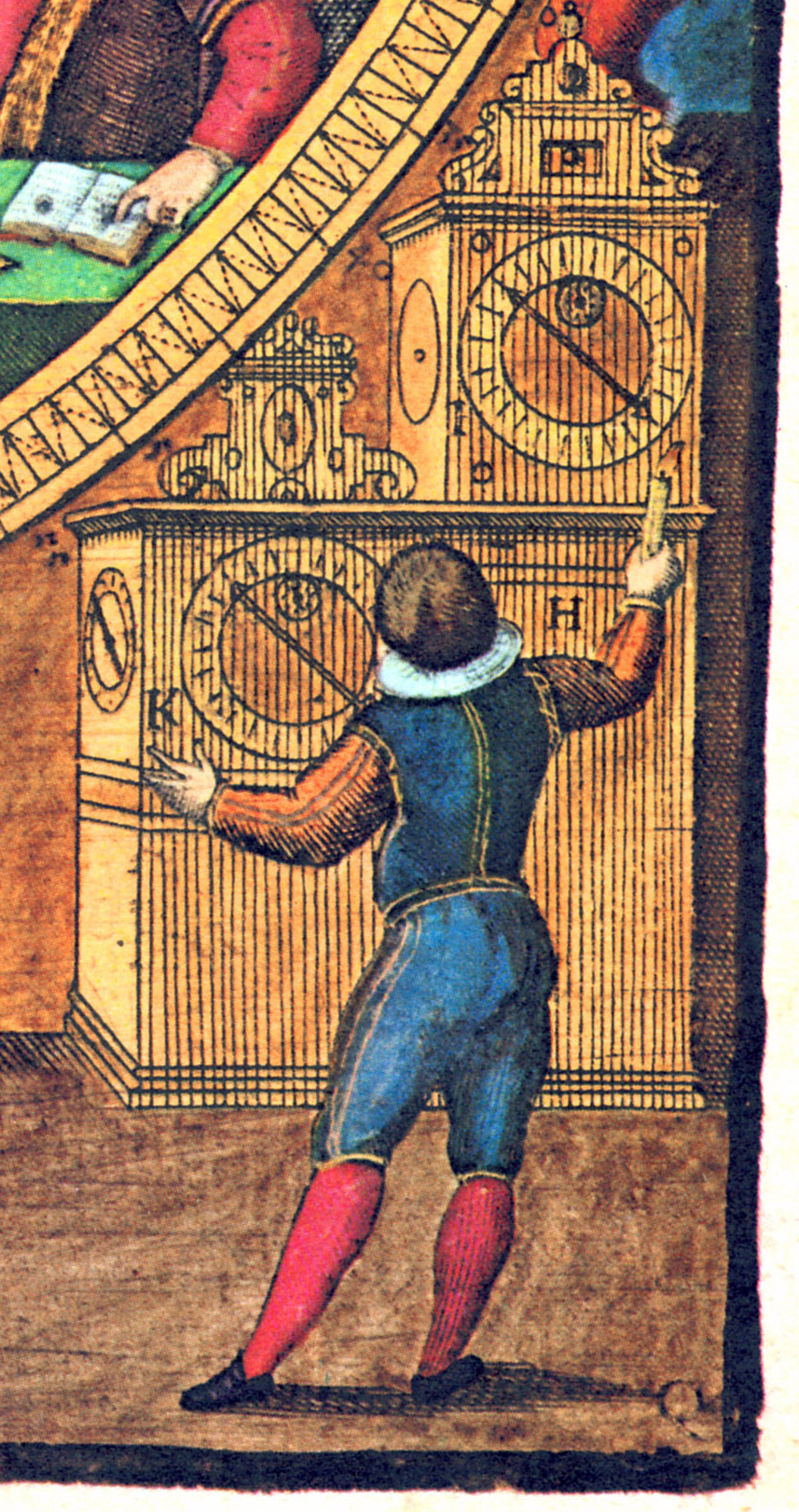
Horloges de Tycho Brahe à cadrans auxiliaires, 1598.
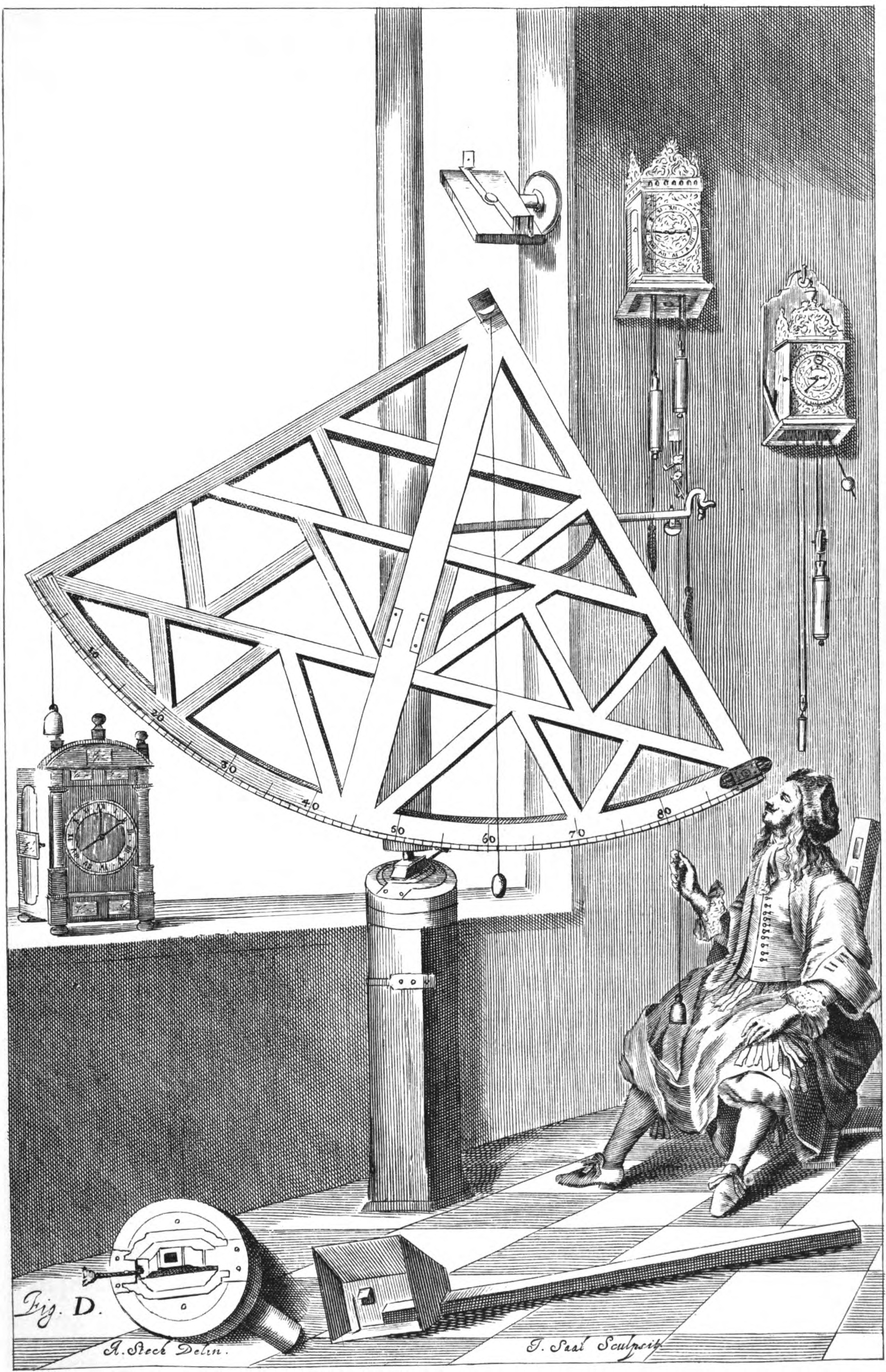
Horloges à deux ou trois aiguilles d'Hevelius, 1673.

À la fin du XVIe siècle, Tycho Brahe possédait des horloges qui indiquaient la seconde de temps. L'une d'entre elles avait une roue de 1200 dents sur un diamètre de deux coudées (environ 80 cm), mais il n'était guère content de leur exactitude ; plus tard, l'aiguille des secondes fera son apparition, probablement du fait de la mise en application du pendule par Huygens vers 1660-1673 et des besoins en astronomie : dans les années 1670-1680, en France, les astronomes tels Jean Picard, Jean Richer, Dominique Cassini se servent d'horloges à pendule dont l'exactitude est donnée pour quelques secondes de temps par 24 heures. La lecture se fera d'abord au pendule, en 1671, puis sur un cadran secondaire avant 1709 et, pour finir, la trotteuse rejoindra le centre du cadran en 1730.

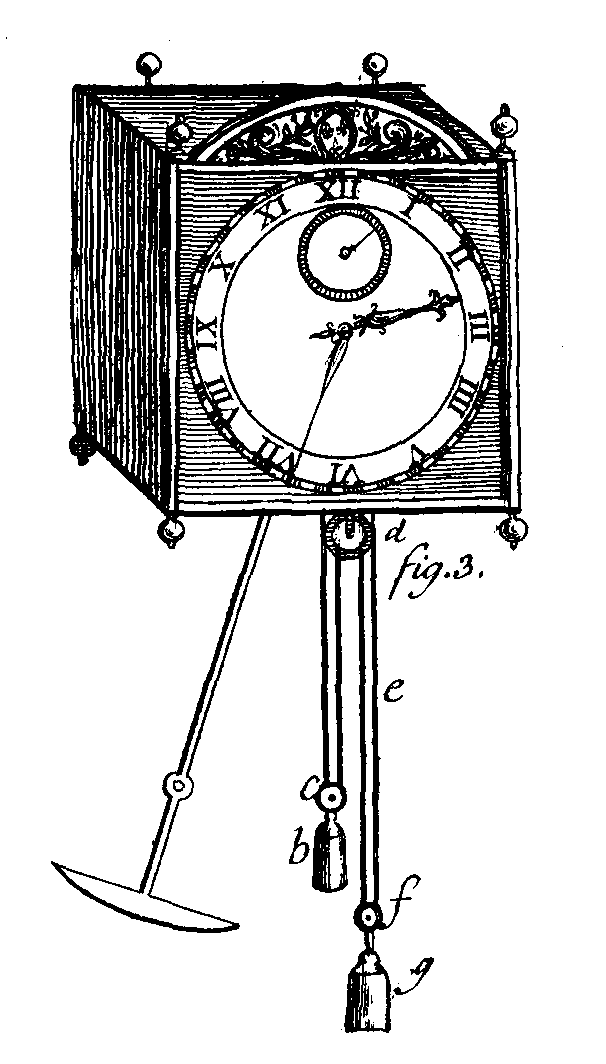
Horloge murale à secondes de Bion, 1709.
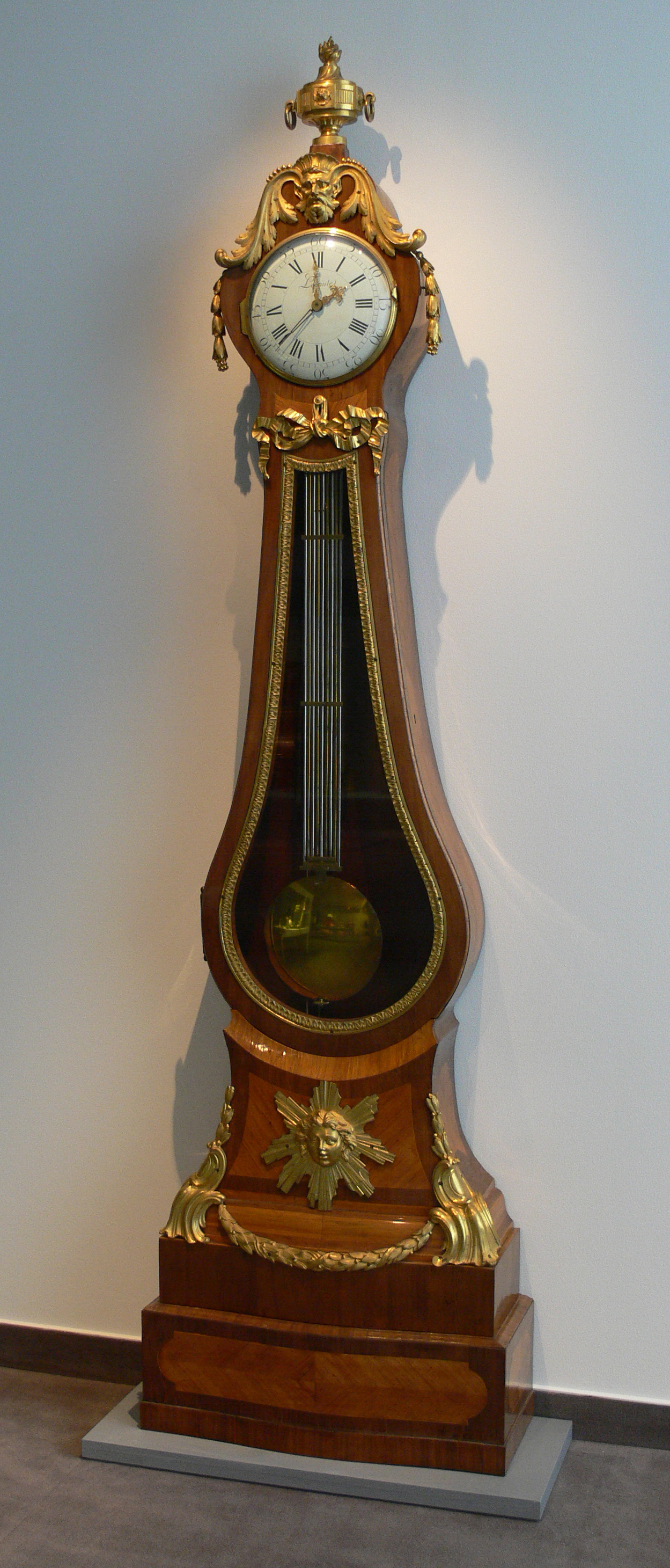
Horloge de parquet de Lepaute, ca. 1770.
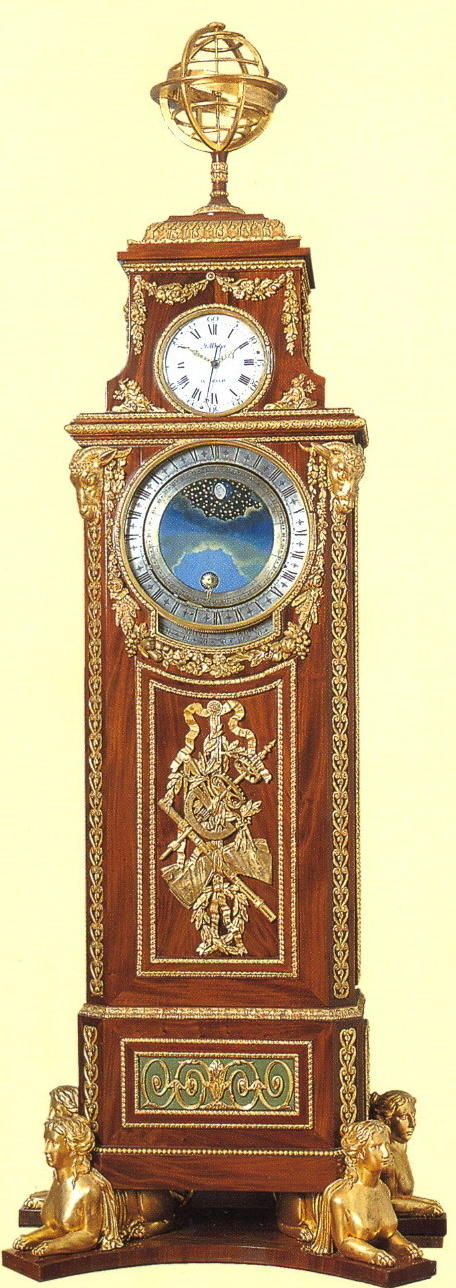
Horloge à trotteuse centrale de Möllinger.

Une autre aiguille pourra, dès cette époque, indiquer les quantièmes.
L'affichage considéré ici est analogique. Dans la seconde moitié du XXe siècle un autre type d'indicateur verra le jour, l'affichage numérique où les aiguilles disparaîtront du cadran qui ne servira plus alors que de cadre.

## La sonnerie
Les premières horloges étaient « sonnantes » exclusivement. Elles indiquaient une heure particulière, l'heure du lever par exemple dans les communautés religieuses. Quelques décennies plus tard, l'innovation fut de sonner toutes les heures avec un nombre de coups correspondant à l'heure donnée par le mécanisme horaire. Les progrès, liés aux besoins des utilisateurs apportèrent des complications à la sonnerie de base.

On distinguera donc essentiellement les mécanismes suivants :
- la sonnerie de réveil, mécanisme relativement simple qui n'intervient qu'une fois dans le cycle de l'horloge ;Mécanisme de sonnerie de réveil.

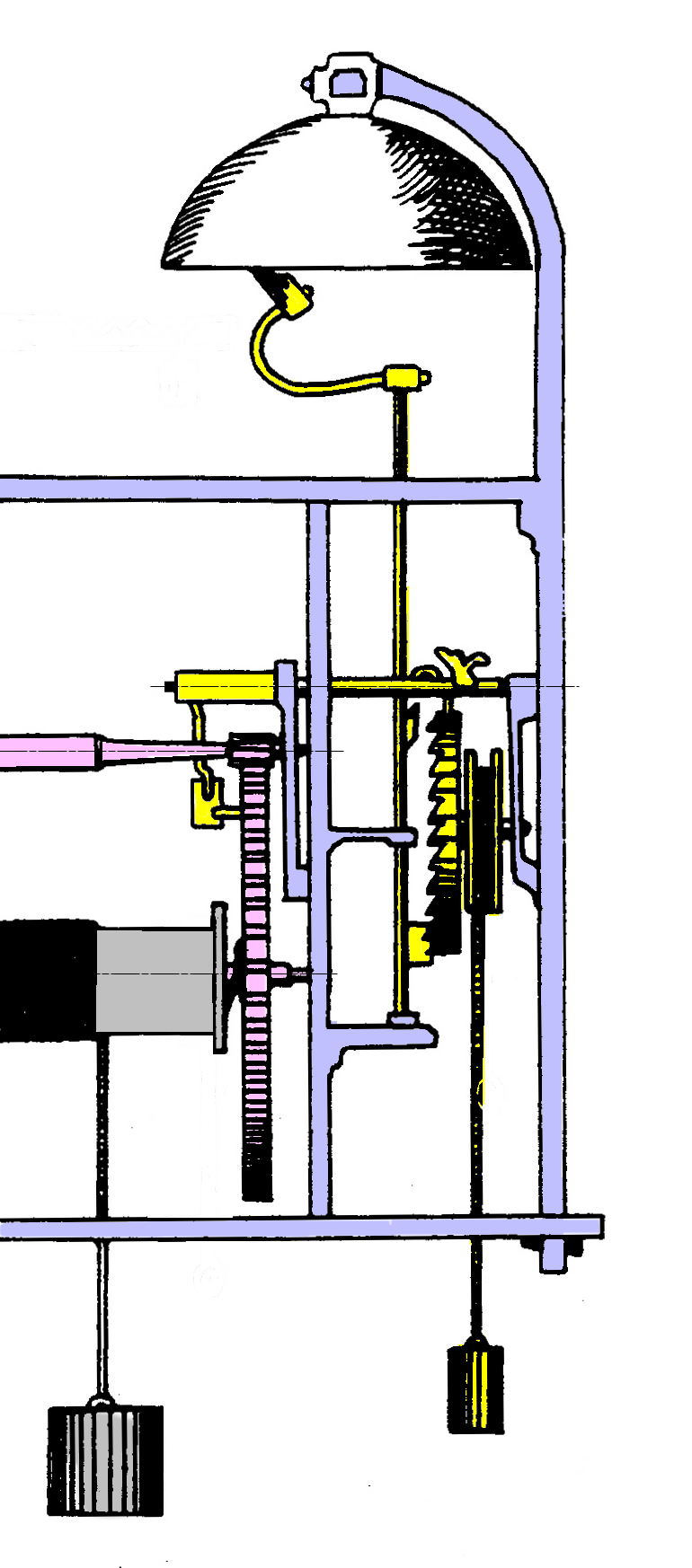
Mécanisme de sonnerie de réveil.

- la sonnerie des heures, mécanisme plus sophistiqué qui est mis en œuvre à chaque heure avec un comptage des coups ;
- les complications qui, comme leur nom l'indique, constituent des mécanismes complémentaires, tels la sonnerie des demies ou les quarts, les répétitions, les carillons, etc.

Quelle que soit la sonnerie envisagée, c'est le rouage des heures qui est appelé à déclencher le rouage de la sonnerie.

### Sonnerie de réveil
C'est le plus simple et le plus ancien type de sonnerie. Malheureusement les sources sont pratiquement inexistantes avant le XVIe siècle .
Description de principe
Le mécanisme de la sonnerie (en jaune sur la figure) vient se greffer sur la cage de l'horloge de telle sorte que le rouage des heures de l'horloge puisse déclencher le mécanisme. Ce dernier comporte un poids moteur et un échappement à verge qui va agir sur un marteau de sonnerie.
1. sur la roue des heures, une pige ou cheville sert d'obstacle de déclenchement ;
2. elle agit sur le levier de détente lié à un axe qui, en tournant, va déverrouiller la roue de rencontre ;
3. le poids moteur entraîne alors la verge à palettes à l'extrémité de laquelle se trouve un marteau qui frappera une cloche ou timbre de réveil.

Le système d'échappement n'est pas équilibré, le poids moteur est déterminé par tâtonnement pour que le mouvement ne soit pas trop accéléré.

Si l'on dispose n piges sur la roue dite des heures, le déclenchement pourra intervenir plusieurs fois, à la condition de remonter le poids moteur.
Exemple pratique
Ce mécanisme de sonnerie de réveil est emprunté à l'Encyclopédie de Diderot et d'Alembert, 1763.

Mécanisme de sonnerie de réveil
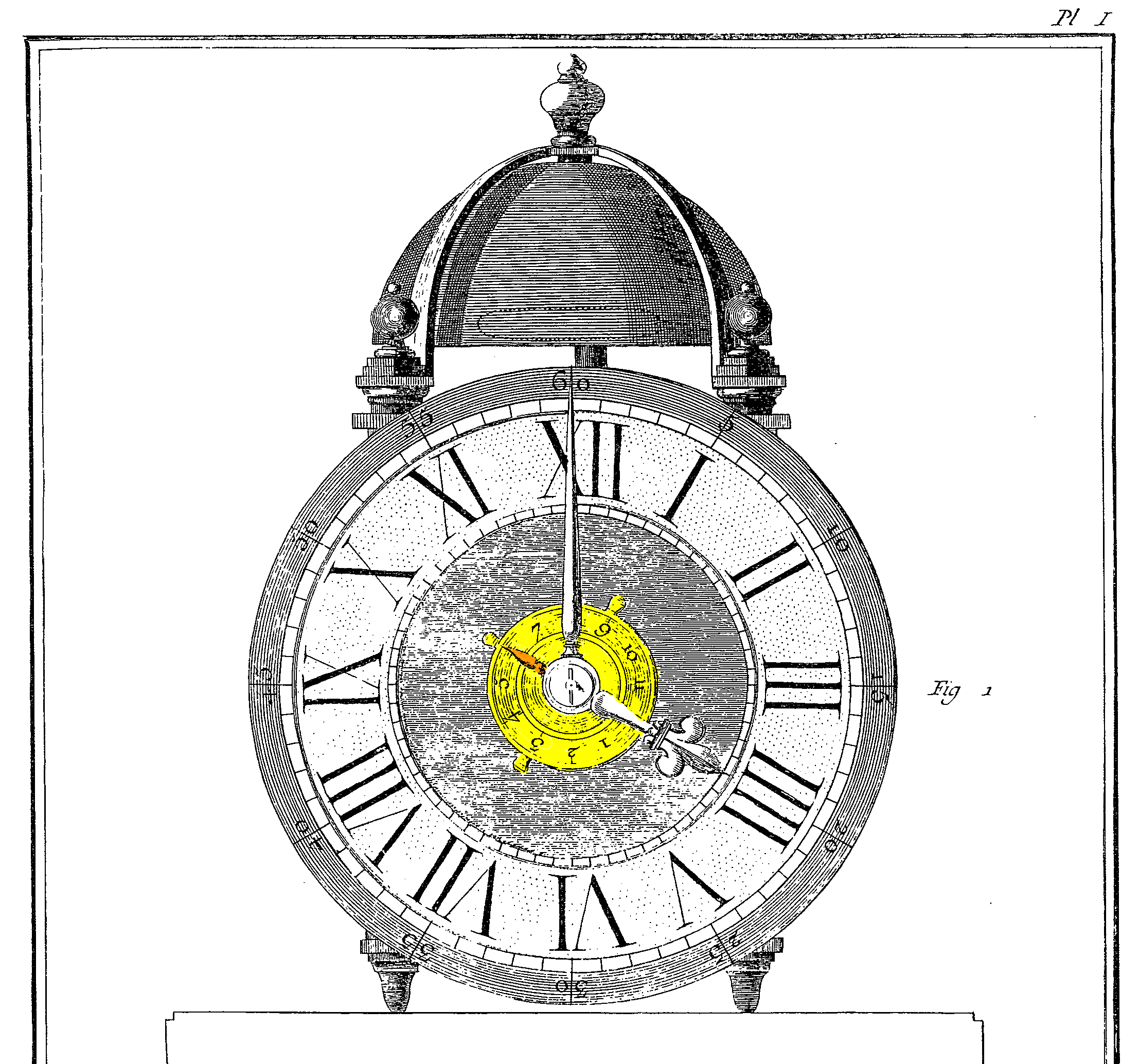
Vue de face du réveil avec son cadran de réglage surligné.
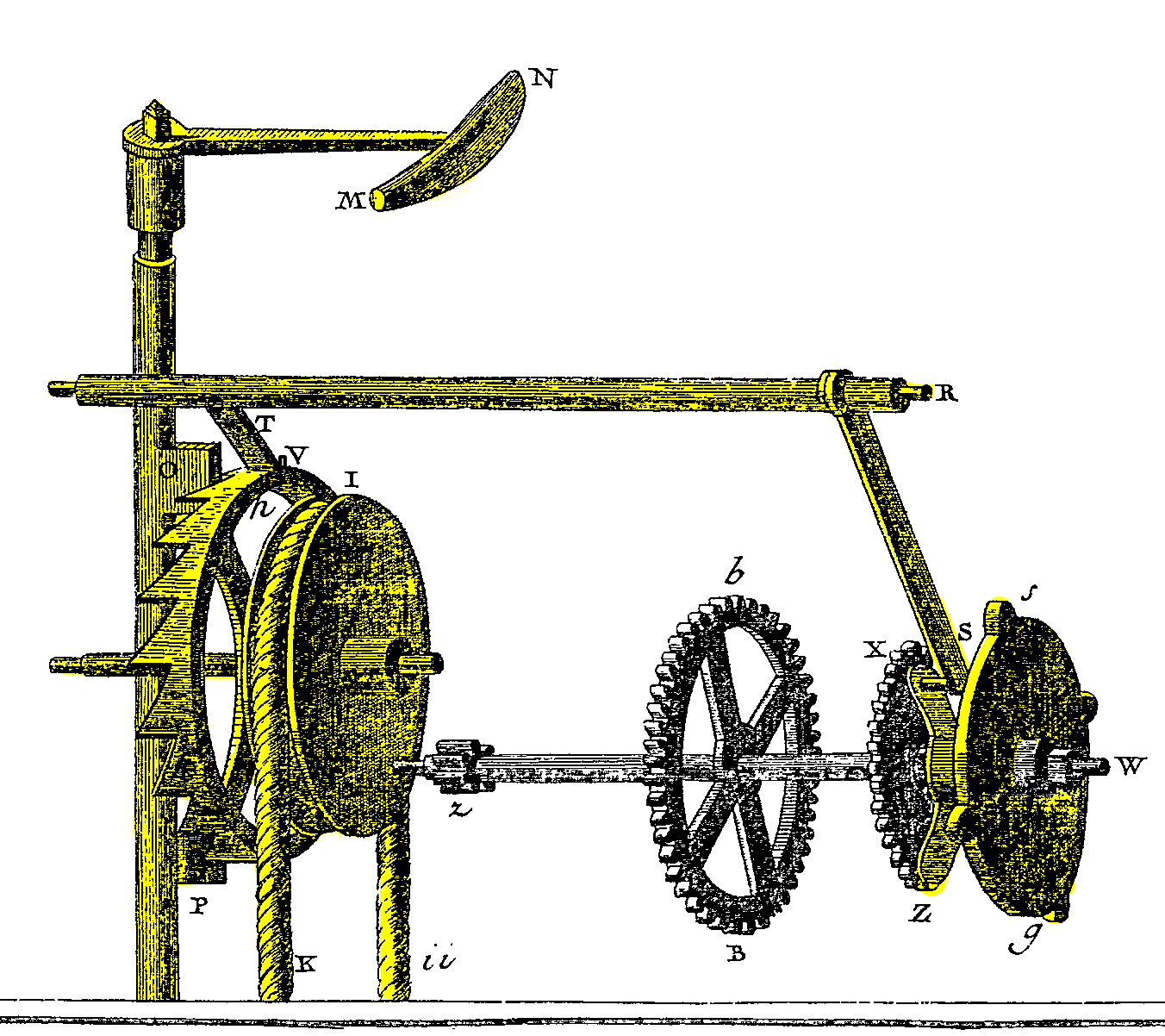
Mécanisme de sonnerie seul surligné.
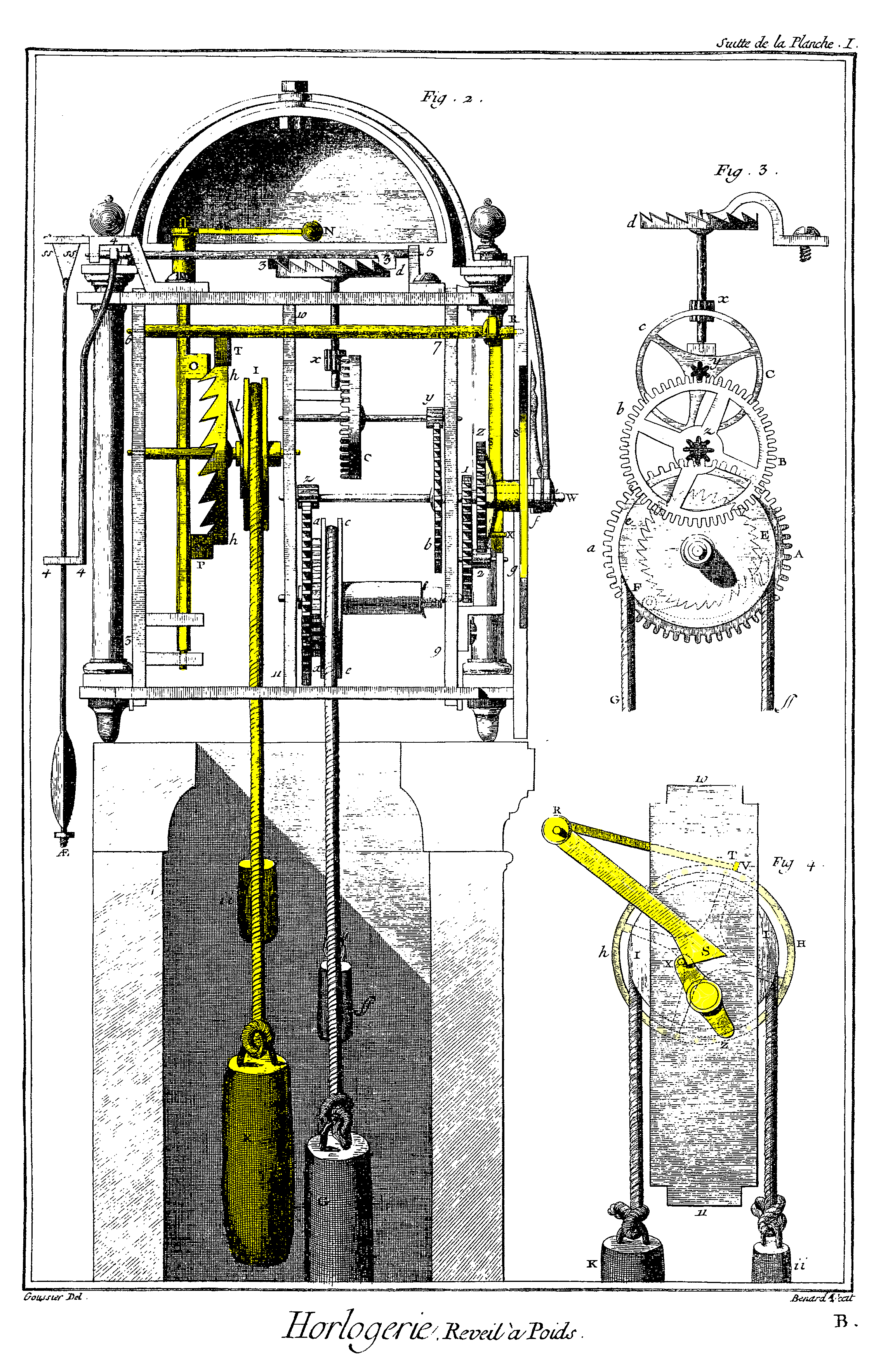
Mise en situation du mécanisme.

Commentaires sommaires :

- l'affichage manuel de l'heure de réveil se fait en tournant le cadran de réveil et en plaçant l'heure désirée dans le prolongement arrière de l'aiguille des heures ; ainsi on joue sur la position de la cheville X liée à la pièce XZ, adhérente à la roue des « heures » ; X lève la détente SR ;
- le bras T arc-boute au repos contre la cheville V liée à la roue de rencontre ;
- le levage de la détente déverrouille la roue de rencontre, le poids moteur entre en action et la sonnerie s'effectue[43].

### Sonnerie des heures
Elle est liée à l'invention du comptage des coups. La première horloge qui frappa les heures est l'horloge de Milan, datée de 1336 ; il ne semble pas exister de documentation technique la concernant. Un des premiers témoins subsistants de ce type de mécanisme est visible sur l'horloge de la cathédrale de Salisbury, datée de 1386 (voir plus bas).

#### Sonnerie à roue de compte
Elle est commandée par une roue munie d'encoches dont l'espacement règle le nombre de coups frappés.
Description de principe
Comme pour le mécanisme de réveil, la sonnerie des heures vient se greffer sur la cage de l'horloge, en parallèle avec le mouvement, de telle sorte que le rouage des « heures » de l'horloge puisse déclencher le mécanisme par l'intermédiaire de la chaussée agissant sur un levier de déclenchement. Ce mécanisme de sonnerie est composé des mêmes éléments que le mécanisme du mouvement, soit un moteur, un rouage, un régulateur :
- le moteur dédié : poids sur les premières horloges, ou plus tard, ressort moteur. Dans le schéma proposé cet organe n'est pas représenté - il agit sur le train à un niveau différent suivant le type d'instrument horloger ;
- le rouage de sonnerie[46] qui est un train d'engrenages comprenant des roues aux fonctions spécifiques ; il comprend le plus souvent :

1. la roue de sonnerie dite « roue des chevilles » mais aussi, roue à piges (goupilles), à pointes ou à crans : lors de la rotation du train, entrainée par le moteur, chaque goupille va agir sur le levier du marteau pour frapper un unique coup des heures à sonner Rouage de sonnerie. ;

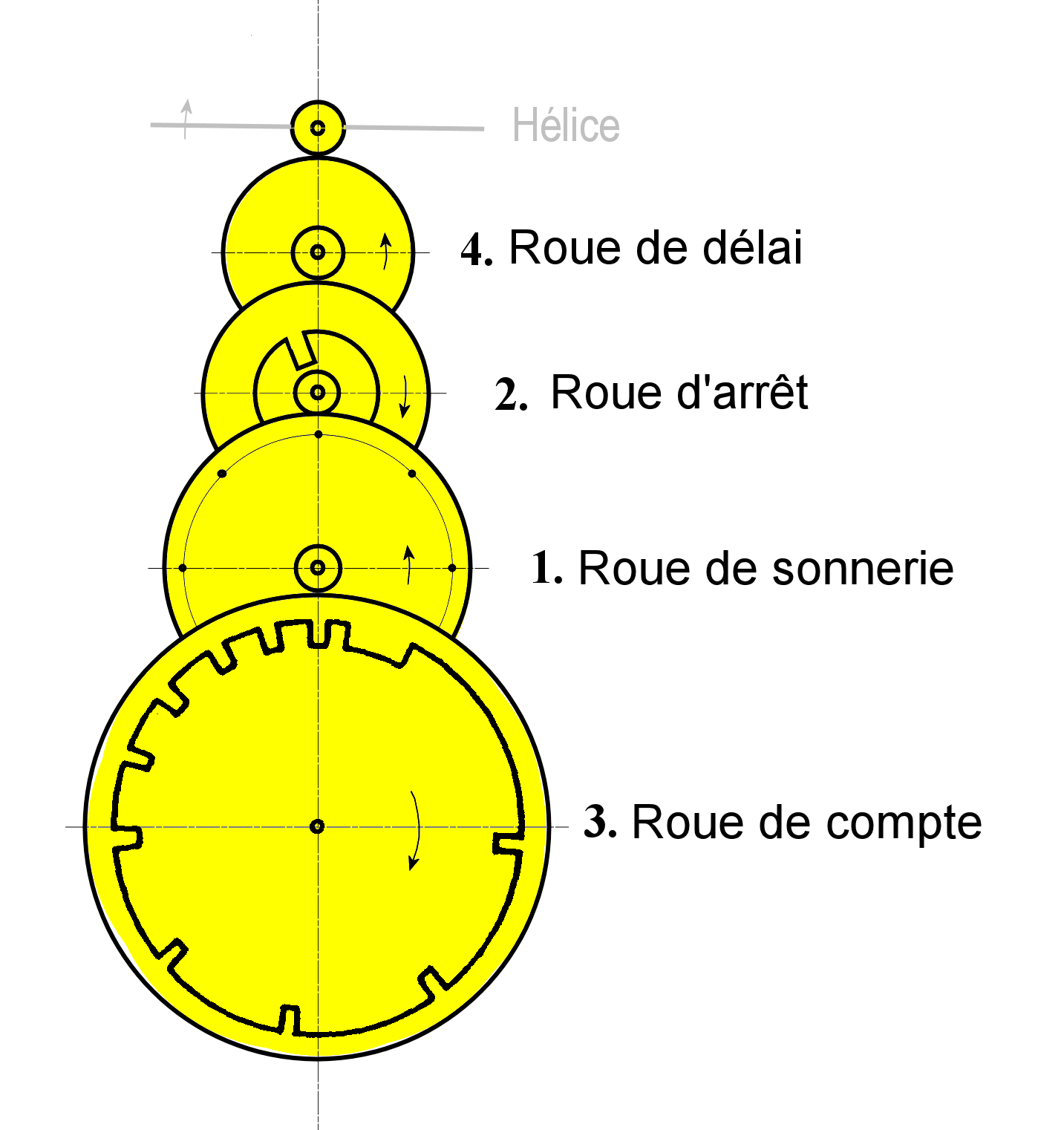
Rouage de sonnerie.

2. la roue d'arrêt[47] : elle comporte sur sa périphérie un obstacle (encoche, entaille, pige) qui par l'intermédiaire d'un levier de blocage s'oppose à la rotation du train hors sonnerie. Au déclenchement, ce levier est soulevé, permettant la rotation du train. Un tour de roue correspond au pas des chevilles sur la roue précédente ;
3. la roue de compte[48] : elle règle le nombre de coups frappés ; c'est l'élément clef de la sonnerie des heures. Un levier palpeur solidaire du levier de blocage est soulevé hors de son encoche lors du déclenchement. Le palpeur est alors à hauteur du diamètre extérieur et glisse sur celui-ci lors de la rotation. Durant ce glissement, il maintient le levier de blocage en position haute malgré la retombée du levier de déclenchement. La longueur du déplacement sur le diamètre extérieur est déterminée pour correspondre à un nombre de coups sonnés par la roue de sonnerie. Quand, en fin de course, le palpeur tombe dans l'encoche suivante, le levier de blocage retombe et vient bloquer la roue d'entrainement. Les encoches de la roue de compte et leurs intervalles permettent de frapper de 1 à 12 coups consécutifs. Si la chaussée comporte deux piges (une pour chaque 1/2 heure), une légère modification des entailles de la roue de compte permet de sonner un coup aux demi-heures.
4. la roue de délai[49] qui, associée avec la roue d'arrêt a pour fonction de libérer le rouage de sonnerie. D'autre part elle va entraîner rapidement une hélice-frein ;

- le régulateur - c'est ici l'hélice-frein : la régularité approximative du mouvement du train est obtenue par brassage de l'air occasionné par la rotation rapide des ailettes de l'hélice dite aussi volant ou papillon. Ce système simple permet d'avoir un rythme cadencé satisfaisant des coups frappés sur l'élément sonnant[50].

Mécanisme de sonnerie à roue de compte
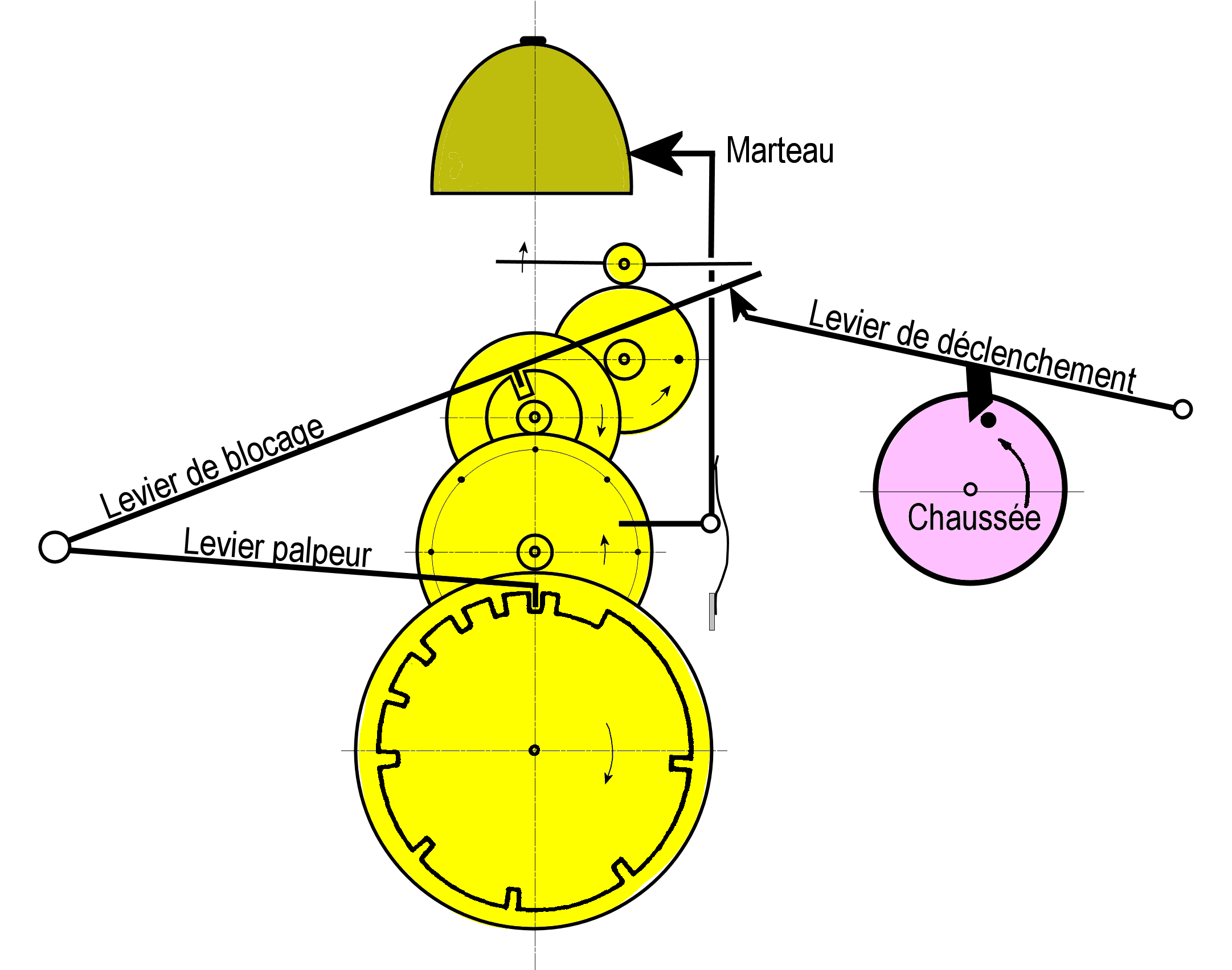
Schéma simplifié d'un mécanisme.
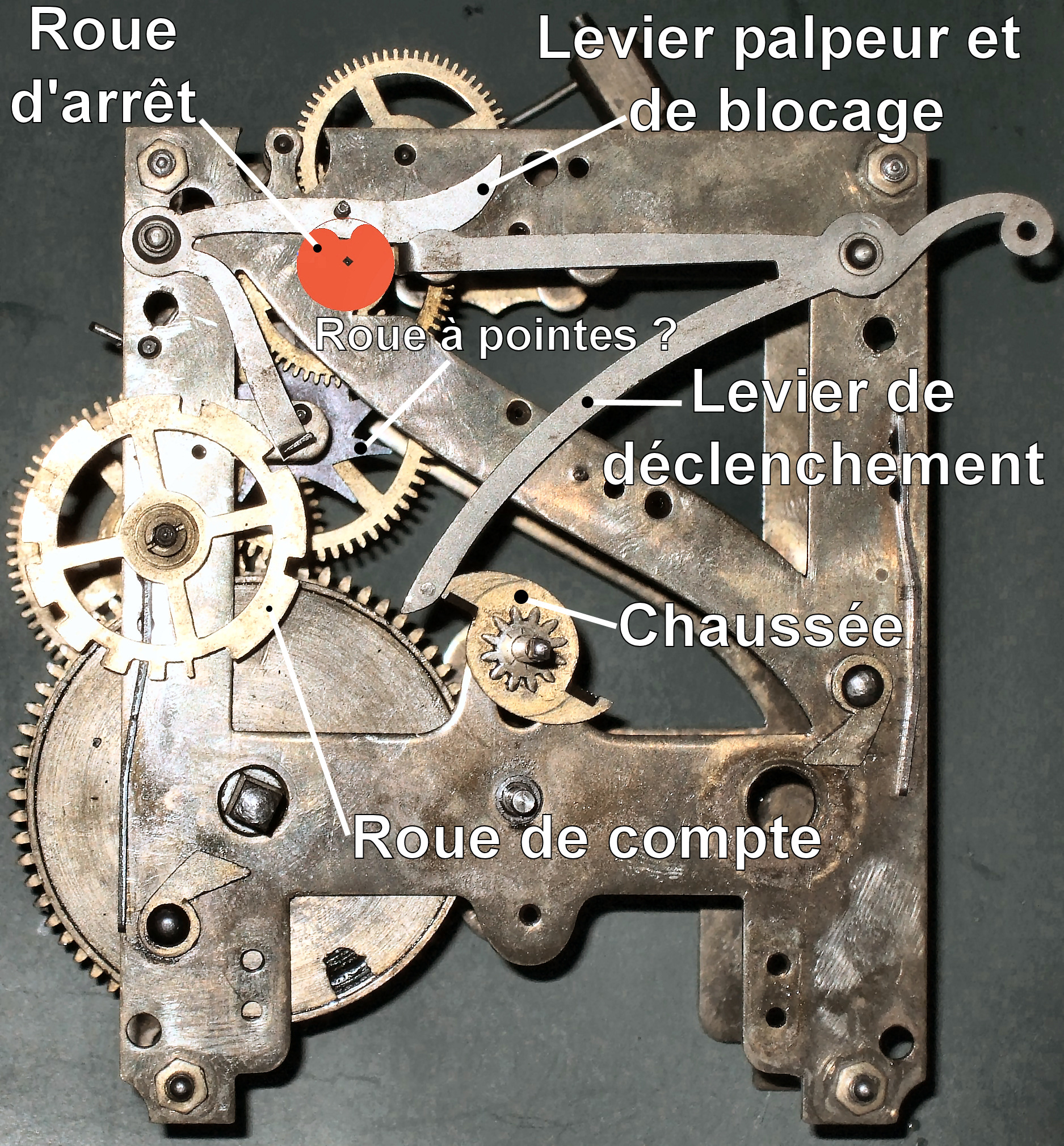
Exemple de mécanisme.
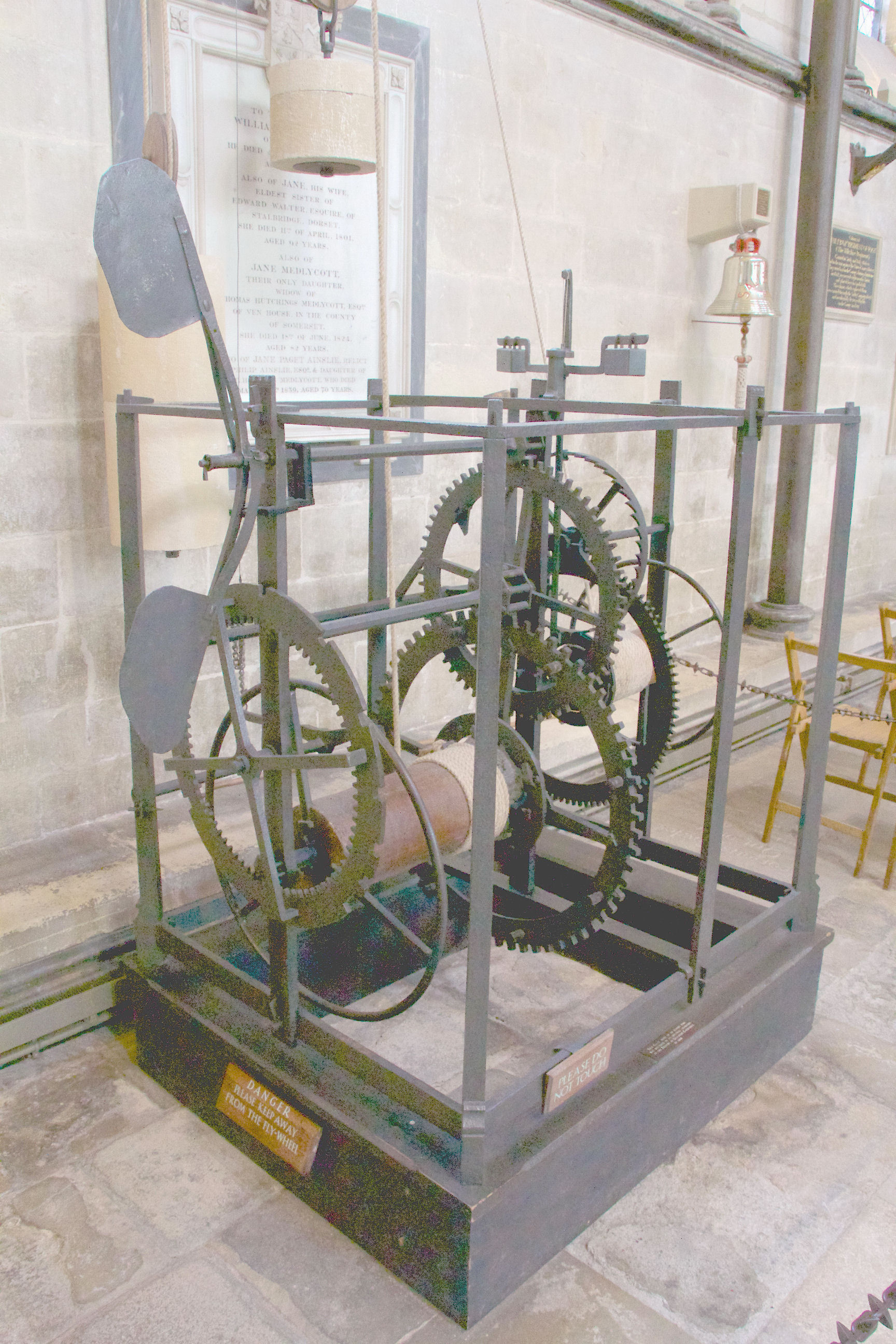
Exemple sur l'horloge de la cathédrale de Salisbury[N 10] (1386).

Ce type de sonnerie peut « décompter » (sonner faux, soit sans correspondance avec l'affichage) lorsqu'on manœuvre les aiguilles. La roue de compte sera utilisée jusqu'aux années 1720. Plus tard apparaîtra le chaperon, ayant la même forme et la même fonction, mais dont la conduite sera différente (fixation sur l'arbre de barillet).

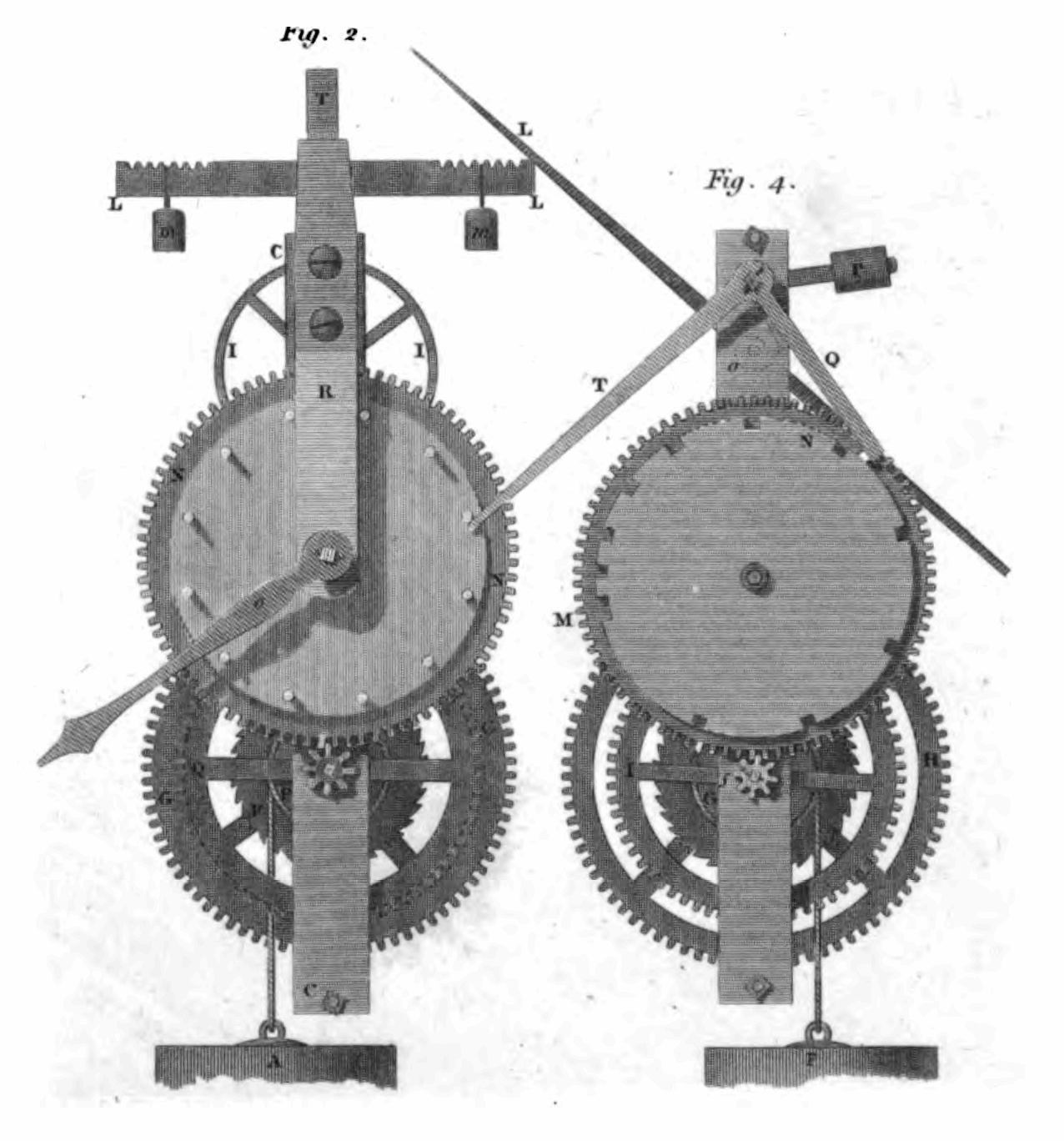
Dessin de 1820 d'une horloge construite à Paris en 1379 par Henri de Wick.

#### Sonneries à râteau ou à crémaillère
C'est une sonnerie dans laquelle le nombre de coups frappés est réglé soit par la position d'un râteau dont les dents actionnent la levée du marteau. Sur les horloges comtoises, le râteau est remplacé par une crémaillère. Ces deux types de sonnerie ne décomptent pas.
Principe sommaire

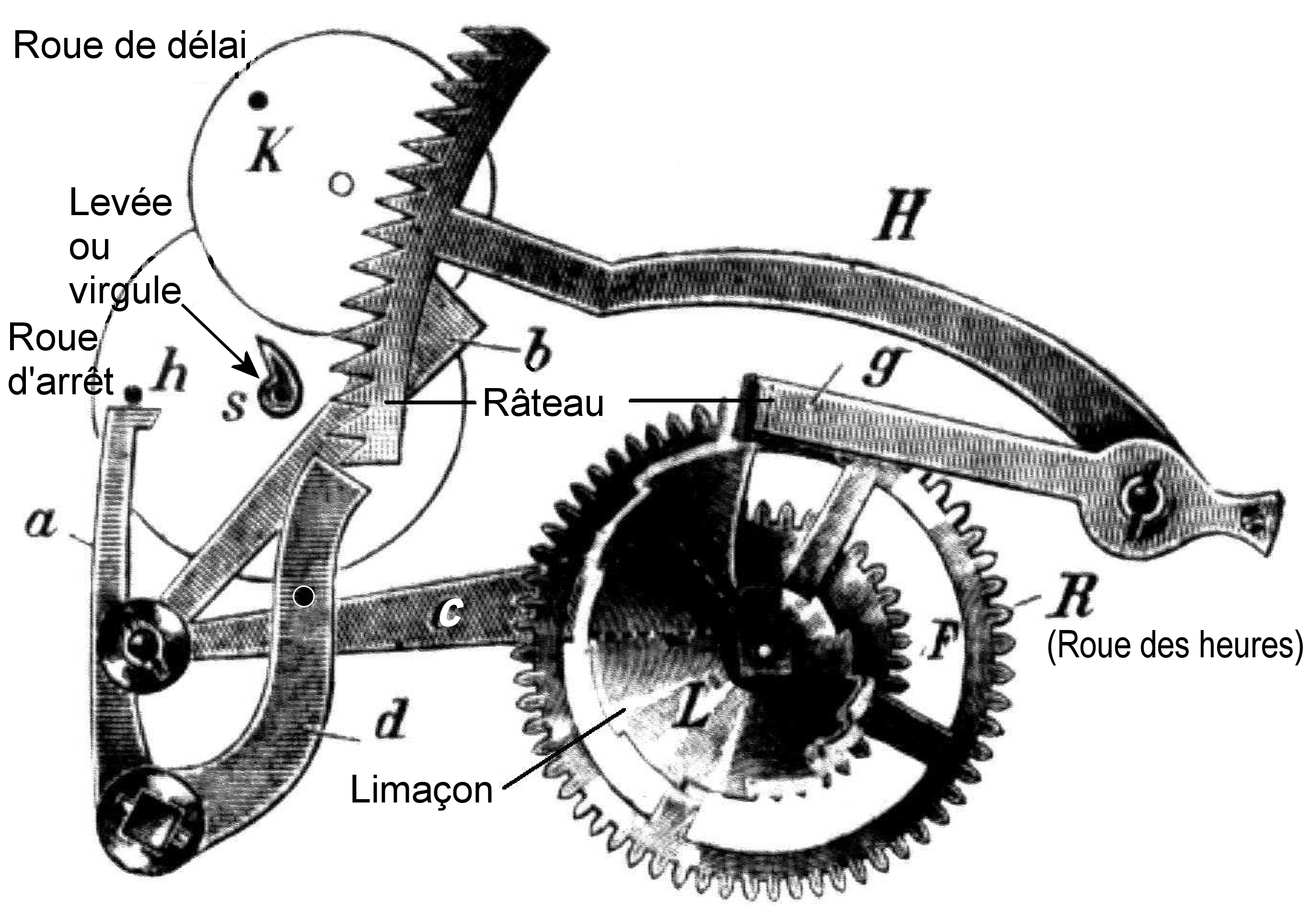
Mécanisme partiel de sonnerie à râteau.

La sonnerie à râteau est déclenchée comme la sonnerie à roue de compte : la chaussée liée à la roue des minutes va agir toutes les heures par l'intermédiaire d'une goupille sur le levier de déclenchement bc. Ce dernier va, entre autres, soulever l'esse d solidaire de la petite détente a qui va libérer la roue d'arrêt ; le mécanisme de sonnerie entre alors en action.

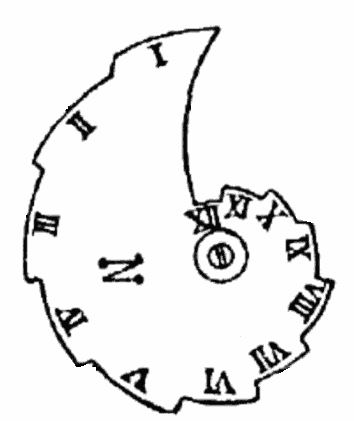
Limaçon.

La sonnerie des heures est obtenue à partir d'une came, appelée limaçon, centrée et orientée sur la roue des heures. Les douze heures à sonner correspondent aux douze secteurs de cette came, en relation avec la position de l'aiguille des heures ; ainsi la sonnerie asservie à l'aiguille des heures ne décompte-t-elle pas. Sur cette came, le palpeur g  va permettre la descente du râteau à la libération de ce dernier par l'effacement de l'esse simultanément avec la libération de la roue d'arrêt : en position I sur le limaçon, le râteau descend d'une dent, en position III il descend de trois dents… jusqu'à douze dents en position XII. La descente de X dents va permettre de frapper X coups à l'heure X.

C'est la levée de râteau ou virgule s sur la roue d'arrêt qui va relever à chaque tour le râteau d'une dent et qui va commander la frappe d'un coup du marteau (mécanisme non représenté). Lorsque le râteau est entièrement relevé, le levier bc étant descendu, l'esse bascule, arrête le râteau en position haute initiale et le levier a bloque la roue d'arrêt par sa goupille h.
Sur les comtoises, le râteau est remplacé par une crémaillère ; un site particulier décrit bien le mécanisme de sonnerie dans sa totalité avec ses illustrations.
« Cette sonnerie nous vient d’Angleterre, elle fut adaptée aux montres par messieurs Edouard BARLOW et Daniel QUARE. En France, c’est Honoré PONS qui dépose un brevet pour la « sonnerie à râteau pour les pendules de Paris » en 1829 ».

## Les complications
Elles concernent des indicateurs particuliers ou des sonneries sophistiquées.